# Liste von Musikern mit den meisten durch den BVMI zertifizierten Tonträgerverkäufen
Die Liste von Musikern mit den meisten durch den BVMI zertifizierten Tonträgerverkäufen ist eine Übersicht aller Künstler, die in Deutschland für mindestens fünf Millionen verkaufte Tonträger Gold- und Platinauszeichnungen des Bundesverbands der Musikindustrie (BVMI) erhalten haben.

## Hinweise zur Interpretation der aufgeführten Statistiken
Allgemeine Hinweise
Diese Liste führt Musiker und Gruppen auf, die vom BVMI für mindestens fünf Millionen verkaufte Tonträger ausgezeichnet wurden. Der BVMI vergibt offiziell Gold- und Platinauszeichnungen seit dem 1. Januar 1975 für Audioprodukte sowie seit 1991 für Bildtonträger. Die betroffenen Plattenfirmen müssen die Zertifizierungen beantragen, eine automatische Vergabe der Auszeichnungen erfolgt nicht. Es erfolgten bereits vor dem Jahr 1975 Plattenauszeichnungen durch den jeweiligen Tonträgerhersteller, allerdings nicht nach einheitlichen und offiziell geprüften Kriterien. Nach einer Richtlinie vom 1. Januar 1976 wird die Anzahl der gewerteten Verkäufe nach den an den Handel verkauften Einheiten ermittelt, die der GEMA oder einer anderen Verwertungsgesellschaft der Urheber als Inlandsverkäufe gemeldet wurden. Der Artikel beinhaltet ebenfalls externe Verkaufszahlen – deren Angabe nicht durch eine BVMI-Auszeichnung erfolgte – wenn diese nachweislich aus vertrauenswürdigen Quellen stammen.
Die Künstler finden sich in der nachfolgenden Tabelle absteigend nach ihren Tonträgerverkäufen wieder. Zusätzlich enthält die Tabelle weitere Informationen, wie das Genre, das der jeweilige Künstler hauptsächlich bedient, den Zertifizierungszeitraum der BVMI, die erfolgreichste Veröffentlichung sowie eine ausklappbare Liste, die alle Tonträger absteigend nach Verkaufszahlen und nach Erstveröffentlichung sortiert, aufführt. Bei den Angaben in der Spalte Anzahl und Aufstellung der Tonträgerverkäufe handelt es sich um eine Mindestanzahl an verkauften Tonträgern des entsprechenden Künstlers oder der entsprechenden Band. Da für die Auszeichnungen feste Verleihungsgrenzen bestehen, können die reellen Verkäufe der jeweiligen Tonträger etwas höher – also zwischen der ausgezeichneten und der nächsten Verleihungsgrenze – ausfallen.
Darüber hinaus fließen bei Musikalben und Singles auch Musikstreamings mit in die Absatzstatistik ein. Bei Singles werden Streamings unabhängig vom Veröffentlichungsdatum berücksichtigt, bei Musikalben werden diese erst bei Tonträgern deren Erstveröffentlichung nach dem 1. Januar 2016 erfolgten berücksichtigt. Die hierbei ermittelten Streamings – Lieder müssen über 30 Sekunden gespielt werden – wurden bis zum 5. April 2018 mit einem Faktor von 100:1 und werden seit dem 6. April 2018 mit einem Faktor von 200:1 bei den Singles berücksichtigt. Für die Berechnung des Albumäquivalents werden nur die zwölf meistgespielten Titel eines Albums gewertet. Die beiden meistgespielten Stücke werden dabei nicht mit den tatsächlich erzielten Streams berücksichtigt, sondern nur mit der durchschnittlichen Menge der zehn folgenden Titel. Die so ermittelten Streamings – die ebenfalls über 30 Sekunden gestreamt werden – wurden bis zum 5. April 2018 mit einem Faktor von 1000:1 und seit dem 6. April 2018 mit einem Faktor von 2000:1 bei Musikalben berücksichtigt.
Für eine detailliertere Aufstellung aller Auszeichnungen siehe die Hauptartikel „Auszeichnungen für Musikverkäufe“ oder den entsprechenden Diskografie-Abschnitt des jeweiligen Künstlers.
Qualifikation und Additionsregeln
In die Zusammenstellung fließen alle Gold- und Platinauszeichnungen des BVMI sowie extern belegte Verkaufsangaben ein. Für Musikgruppen zählen nur die Verkäufe der Band. Für Solokünstler zählen auch Verkäufe aus Autorenbeteiligungen (Musik/Text) und Produktionen, die von anderen Interpreten gesungen wurden. Erfolge, die als Bandmitglied erreicht wurden, werden den Solokünstlern nicht angerechnet. Ausnahme: Ein Lied oder eine Single, an der der jeweilige Künstler auch als Autor (Musik/Text) oder Produzent beteiligt war, erhielt eine Gold- oder Platinauszeichnung.
Beispiel: Die Söhne-Mannheims-Single Und wenn ein Lied erhielt eine Goldene Schallplatte im Jahr 2005. Die Interpretation des Liedes wird nur den Söhnen Mannheims als Band zugeordnet und nicht den einzelnen Bandmitgliedern wie Metaphysics, Xavier Naidoo oder Tino Oac. Da eine „Band“ als solche kein Lied produzieren oder schreiben kann, wird den Autoren (Komponisten/Liedtexter) und Produzenten diese Auszeichnung ebenfalls zugeordnet, sodass unter anderem Naidoo die Gold-Auszeichnung für Und wenn ein Lied zugeordnet wird. So geht die Single bei Naidoo als Autoren- und nicht als Interpretationserfolg in die Wertung ein.

## Problematik
Da der BVMI erst seit dem 1. Januar 1975 Gold- und Platinauszeichnungen verleiht und Verkaufszahlen aus der Zeit zuvor nur schwer zu recherchieren sind, kommt es dazu, dass Bands und Künstler, deren „Hochphase“ vor 1975 war, nicht in dieser Liste auftauchen. So enthält die Liste unter anderem nicht Künstler und Künstlerinnen wie Peter Alexander oder auch Caterina Valente, die in den 1950ern, 1960ern und 1970ern schätzungsweise mehr als fünf Millionen Tonträger in Deutschland verkauften.
Des Weiteren werden nur Bild- und Tonträger mit Gold- und Platinauszeichnungen ausgezeichnet, die beim BVMI angemeldet und registriert wurden.

## Verleihungsgrenzen der Tonträgerauszeichnungen
Seit dem 24. September 1999 finden in unregelmäßigen Abständen Anpassungen der Verleihungsgrenzen statt. Zwischen 1999 und 2002 erfolgten zunächst, aufgrund abnehmender Verkaufszahlen, schrittweise Herabsetzungen der Verleihungsgrenzen. Im Zuge der steigenden Singleabsätze durch Downloads und der Integrierung von Premium-Musikstreamings, erfolgte 2014 erstmals eine Erhöhung der Verleihungsgrenzen (Bei Premium-Musikstreamings handelt es sich um Streamings, die entgeltlich abgerufen werden). Die Auszeichnungen richten sich nach dem jeweiligen Veröffentlichungsdatum des Tonträgers, nicht nach dem Datum der Zertifizierung. So wird beispielsweise ein Album, das 1980 erschien, heutzutage mit einer Goldenen Schallplatte für über 250.000 – nach den Vergaberegeln für 1980 – und nicht für 100.000 verkaufte Einheiten ausgezeichnet.
In Deutschland gibt es die Besonderheit, dass zwischen den Platin-Auszeichnungen nochmals Goldene Schallplatten verliehen werden; einzig die AMPROFON in Mexiko verfährt auch nach diesem Verleihungssystem. Üblicherweise erfolgen aber zwischen den einzelnen Platin-Schallplatten keine weiteren Auszeichnungen bis zur Verleihung einer Diamantenen Schallplatte. In Deutschland werden ebendiese für Alben und Singles verliehen, alle anderen Tonträger werden in Deutschland nicht mit Diamantenen Schallplatten ausgezeichnet. In Ländern wie Polen stellt die Diamantene Schallplatte die höchste Auszeichnungsstufe dar. In Deutschland ist dies nicht der Fall. Erhält beispielsweise ein Musikalbum vom BVMI eine Diamant-Auszeichnung für 750.000 verkaufte Exemplare, erreicht später jedoch die Achthunderttausender-Marke, wird die Diamant-Auszeichnung von einer vierfachen Platin-Auszeichnung als Höchstauszeichnung abgelöst. Genrespezifisch erfolgen für Comedy- und Jazztonträger eigene Verleihungen, deren Verleihungsgrenzen identisch denen der Videoalben sind.
| Auszeichnung | bis 24. September 1999 | bis 31. Dezember 2002 | bis 31. Dezember 2012 | bis 29. Juni 2023 | seit 30. Juni 2023 |
| ------------ | ---------------------- | --------------------- | --------------------- | ----------------- | ------------------ |
| Gold         | 250.000                | 150.000               | 100.000               | 100.000           | 75.000             |
| Platin       | 500.000                | 300.000               | 200.000               | 200.000           | 150.000            |
| 3× Gold      | 750.000                | 450.000               | 300.000               | 300.000           | 225.000            |
| 2× Platin    | 1.000.000              | 600.000               | 400.000               | 400.000           | 300.000            |
| …            |                        |                       |                       |                   |                    |
| Diamant      | —                      | —                     | —                     | 750.000           | 750.000            |

| Auszeichnung | bis 31. Dezember 2002 | bis 31. Dezember 2012 | bis 31. Mai 2014 | bis 29. Juni 2023 | seit 30. Juni 2023 |
| ------------ | --------------------- | --------------------- | ---------------- | ----------------- | ------------------ |
| Gold         | 250.000               | 150.000               | 150.000          | 200.000           | 300.000            |
| Platin       | 500.000               | 300.000               | 300.000          | 400.000           | 600.000            |
| 3× Gold      | 750.000               | 450.000               | 450.000          | 600.000           | 900.000            |
| 2× Platin    | 1.000.000             | 600.000               | 600.000          | 800.000           | 1.200.000          |
| …            |                       |                       |                  |                   |                    |
| Diamant      | —                     | —                     | 1.000.000        | 1.000.000         | 1.500.000          |

| Auszeichnung | Verkäufe |
| ------------ | -------- |
| Gold         | 25.000   |
| Platin       | 50.000   |
| 3× Gold      | 75.000   |
| 2× Platin    | 100.000  |
| …            |          |

| Auszeichnung | Verkäufe |
| ------------ | -------- |
| Gold         | 10.000   |
| Platin       | 20.000   |
| 3× Gold      | 30.000   |
| 2× Platin    | 40.000   |
| …            |          |

## Musiker geordnet nach ausgezeichneten Einheiten
| Rang | Bild | Künstler                                          | Informationen | Anzahl und Aufstellung der Tonträgerverkäufe |
| ---- | ---- | ------------------------------------------------- | --- | --- |
| 1    |      | Ed Sheeran                                        | • Genre: Pop/Singer-Songwriter • Zertifizierungszeitraum: 2012–2025 • Erfolgreichstes Werk: Shape of You (2,4 Millionen, Single, 2017) | 20.650.000 - Shape of You (2.400.000, Single, 2017) - Perfect (1.400.000, Single, 2017) - I See Fire (1.200.000, Single, 2013) - Photograph (1.200.000, Single, 2015) - Love Yourself (1.000.000, Autor, 2015; Interpretation: Justin Bieber) - ÷ (1.000.000, Studioalbum, 2017) - Galway Girl (1.000.000, Single, 2017) - Bad Habits (1.000.000, Single, 2021) - × (800.000, Studioalbum, 2014) - Castle on the Hill (800.000, Single, 2017) - I Don’t Care (800.000, Single, 2019; mit Justin Bieber) - Shivers (800.000, Single, 2021) - The A Team (600.000, Single, 2011) - Thinking Out Loud (600.000, Single, 2014) - Your Song (600.000, Autor, 2017; Interpretation: Rita Ora) - Don’t (400.000, Single, 2014) - Cold Water (400.000, Autor, 2016; Interpretation: Major Lazer feat. Justin Bieber & MØ) - Strip That Down (400.000, Autor, 2017; Interpretation: Liam Payne) - 2002 (400.000, Autor, 2018; Interpretation: Anne-Marie) - Happier (400.000, Single, 2018) - Eastside (400.000, Autor, 2018; Interpretation: Benny Blanco, Halsey & Khalid) - Beautiful People (400.000, Single, 2019; feat. Khalid) - + (300.000, Studioalbum, 2011) - Do They Know It’s Christmas? (200.000, Single, 2014; als Teil von Band Aid 30) - Lay It All on Me (200.000, Single, 2015; Rudimental feat. Ed Sheeran) - Supermarket Flowers (200.000, Lied, 2017) - River (200.000, Single, 2017; Eminem feat. Ed Sheeran) - South of the Border (200.000, Single, 2019; feat. Camila Cabello & Cardi B) - No. 6 Collaborations Project (200.000, Studioalbum, 2019) - Underdog (200.000, Autor, 2020; Interpretation: Alicia Keys) - = (200.000, Studioalbum, 2021) - Afterglow (200.000, Single, 2021) - Overpass Graffiti (200.000, Single, 2021) - Merry Christmas (200.000, Single, 2021; mit Elton John) - Sing (150.000, Single, 2014) |
| 2    |      | Herbert Grönemeyer                                | • Genre: Rock • Zertifizierungszeitraum: 1984–2025 • Erfolgreichstes Werk: Mensch (3,15 Millionen, Studioalbum, 2002) | 20.375.000 - Mensch (3.150.000, Studioalbum, 2002) - 4630 Bochum (2.750.000, Studioalbum, 1984) - Ö (1.750.000, Studioalbum, 1988) - Flugzeuge im Bauch (1.500.000, Autor, 1998; Interpretation: Oli P) - Sprünge (1.000.000, Studioalbum, 1986) - Luxus (1.000.000, Studioalbum, 1990) - 12 (800.000, Studioalbum, 2007) - Was muss muss – Best Of (800.000, Kompilation, 2008) - Chaos (750.000, Studioalbum, 1993) - Grönemeyer live (750.000, Livealbum, 1995) - Bleibt alles anders (750.000, Studioalbum, 1998) - Zeit, dass sich was dreht (600.000, Single, 2024; Soho Bani feat. Herbert Grönemeyer) - Unplugged Herbert (500.000, Livealbum, 1995) - Mensch (500.000, Single, 2002) - Dauernd jetzt (500.000, Studioalbum, 2014) - Schiffsverkehr (400.000, Studioalbum, 2011) - Tumult (400.000, Studioalbum, 2018) - Bochum (300.000, Single, 2006) - Mensch live (300.000, Videoalbum, 2003) - Zeit, dass sich was dreht (300.000, Single, 2006) - Gemischte Gefühle (250.000, Studioalbum, 1983) - Männer (250.000, Single, 1984) - Stand der Dinge (200.000, Videoalbum, 2000; mit Sinfonieorchester) - Nackt im Wind (150.000, Single, 1985; als Teil von Band für Afrika) - Der Weg (250.000, Single, 2002) - Lied 1 – Stück vom Himmel (150.000, Single, 2007) - Glück (150.000, Single, 2008) - Das ist los (100.000, Studioalbum, 2023) - 12 live (75.000, Videoalbum, 2007) |
| 3    |      | Beatzarre                                         | • Genre: Hip-Hop • Zertifizierungszeitraum: 2012–2025 • Erfolgreichste Werke: Ich will nur dass du weißt (800 Tausend, Autor/Produzent, 2015; Interpretation: SDP feat. Adel Tawil), Rooftop (800 Tausend, Produzent, 2017; Interpretation: Nico Santos) und 110 (800 Tausend, Autor/Produzent, 2019; Interpretation: Capital Bra & Samra feat. Lea) | 19.500.000 - Ich will nur dass du weißt (800.000, Autor/Produzent, 2015; Interpretation: SDP feat. Adel Tawil) - Rooftop (800.000, Produzent, 2017; Interpretation: Nico Santos) - 110 (800.000, Autor/Produzent, 2019; Interpretation: Capital Bra & Samra feat. Lea) - Bilder im Kopf (750.000, Autor/Produzent, 2013; Interpretation: Sido) - Lieder (600.000, Produzent, 2013; Interpretation: Adel Tawil) - Tausend Tattoos (600.000, Autor/Produzent, 2018; Interpretation: Sido) - Tilidin (600.000, Autor/Produzent, 2019; Interpretation: Capital Bra & Samra) - 194 Länder (600.000, Autor/Produzent, 2019; Interpretation: Mark Forster) - Übermorgen (600.000, Autor/Produzent, 2020; Interpretation: Mark Forster) - Wir sind groß (400.000, Autor/Produzent, 2016; Interpretation: Mark Forster) - Sex ohne Grund (400.000, Autor/Produzent, 2016; Interpretation: Ali Bumaye feat. Shindy & Nico Santos) - Achterbahn (400.000, Autor, 2017; Interpretation: Helene Fischer) - Immer wenn wir uns sehn (400.000, Autor/Produzent, 2018; Interpretation: Lea & Cyril) - Benzema (400.000, Autor/Produzent, 2018; Interpretation: Capital Bra) - Prinzessa (400.000, Autor/Produzent, 2019; Interpretation: Capital Bra) - Vincent (400.000, Produzent, 2019; Interpretation: Sarah Connor) - Wieder Lila (400.000, Autor/Produzent, 2019; Interpretation: Samra & Capital Bra) - Viva la Dealer (400.000, Autor/Produzent, 2019; Interpretation: SDP feat. Capital Bra) - Treppenhaus (400.000, Autor, 2020; Interpretation: Lea) - 7 Stunden (400.000, Autor/Produzent, 2020; Interpretation: Lea feat. Capital Bra) - Der Himmel soll warten (300.000, Autor, 2010; Interpretation: Sido feat. Adel Tawil) - Monet (300.000, Autor/Produzent, 2020; Interpretation: Alligatoah & Sido) - Wie viele Lieder muss ich noch schreiben? (300.000, Autor/Produzent, 2022; Interpretation: SDP feat. Montez) - Nur für dich (300.000, Autor/Produzent, 2022; Interpretation: Kontra K) - Summertime (300.000, Autor, 2023; Interpretation: Kontra K feat. Lana Del Rey) - Die Sonne (300.000, Autor/Produzent, 2023; Interpretation: Kontra K feat. Nico Santos) - Mama hat gesagt (300.000, Autor/Produzent, 2024; Interpretation: SDP feat. Esther Graf & Sido) - Zuhause (200.000, Autor/Produzent, 2014; Interpretation: Adel Tawil feat. Matisyahu) - Deine Freundin (200.000, Autor/Produzent, 2017; Interpretation: SDP) - Die Nacht von Freitag auf Montag (200.000, Autor, 2015; Interpretation: Peter Wackel) - So schön kaputt (200.000, Autor/Produzent, 2017; Interpretation: SDP) - Papa (200.000, Autor/Produzent, 2017; Interpretation: Bushido) - Safe (200.000, Autor/Produzent, 2018; Interpretation: Nico Santos) - Roli Glitzer Glitzer (200.000, Autor/Produzent, 2018; Interpretation: Capital Bra feat. Luciano & Eno) - Ich liebe es (200.000, Autor/Produzent, 2018; Interpretation: Capital Bra feat. Xatar & Samy) - Wir ticken (200.000, Autor/Produzent, 2019; Interpretation: Capital Bra feat. Samra) - Harami (200.000, Autor/Produzent, 2019; Interpretation: Samra) - Rolex (200.000, Autor/Produzent, 2019; Interpretation: Capital Bra feat. Summer Cem & KC Rebell) - La Haine (200.000, Autor/Produzent, 2019; Interpretation: Luciano) - Zombie (200.000, Autor/Produzent, 2019; Interpretation: Samra & Capital Bra) - Nummer 1 (200.000, Autor/Produzent, 2019; Interpretation: Samra & Capital Bra) - Huracan (200.000, Autor/Produzent, 2019; Interpretation: Samra & Capital Bra) - 110 (Prolog) (200.000, Autor/Produzent, 2019; Interpretation: Lea) - Purple Rain (200.000, Produzent, 2019; Interpretation: Capital Bra & Samra feat. Santos) - Play with Fire (200.000, Autor/Produzent, 2019; Interpretation: Nico Santos) - Colt (200.000, Autor, 2019; Interpretation: Samra) - Zu Ende (200.000, Autor/Produzent, 2020; Interpretation: Samra feat. Elif) - Nicht verdient (200.000, Autor/Produzent, 2020; Interpretation: Capital Bra feat. Loredana) - Frühstück in Paris (200.000, Autor/Produzent, 2020; Interpretation: Capital Bra feat. Cro) - Bist du okay (200.000, Autor, 2020; Interpretation: Mark Forster & Vize) - Mailbox (200.000, Autor/Produzent, 2020; Interpretation: Dardan feat. Hava) - Blessed (200.000, Autor/Produzent, 2021; Interpretation: Cro feat. Capital Bra) - Schwarz (200.000, Autor, 2021; Interpretation: Lea feat. Casper) - Vamos a marte (200.000, Autor/Produzent, 2021; Interpretation: Helene Fischer feat. Luis Fonsi) - Null auf 100 (200.000, Autor/Produzent, 2021; Interpretation: Helene Fischer) - Die schönsten Tage (200.000, Autor/Produzent, 2022; Interpretation: SDP feat. Clueso) - Ne Leiche (150.000, Autor/Produzent, 2010; Interpretation: SDP feat. Sido) - Do You Like What You See (150.000, Autor, 2012; Interpretation: Ivy Quainoo) - Die Nacht von Freitag auf Montag (150.000, Autor/Produzent, 2012; Interpretation: SDP feat. Sido) - Wenn ich groß bin (150.000, Autor/Produzent, 2012; Interpretation: SDP) - Panamera Flow (150.000, Autor/Produzent, 2013; Interpretation: Bushido & Shindy) - Tanz aus der Reihe! (150.000, Autor/Produzent, 2014; Interpretation: SDP feat. Weekend) - The One (150.000, Autor/Produzent, 2014; Interpretation: Aneta Sablik) |
| 4    |      | Max Martin                                        | • Genre: Pop • Zertifizierungszeitraum: 1995–2024 • Erfolgreichstes Werk: Blinding Lights (1,2 Millionen, Autor/Produzent, 2019; Interpretation: The Weeknd) | 18.600.000 - Blinding Lights (1.200.000, Autor/Produzent, 2019; Interpretation: The Weeknd) - Can’t Stop the Feeling! (1.000.000, Autor/Produzent, 2016; Interpretation: Justin Timberlake) - Love Me like You Do (1.000.000, Autor/Produzent, 2015; Interpretation: Ellie Goulding) - I Want It That Way (900.000, Autor/Produzent, 1999; Interpretation: Backstreet Boys) - … Baby One More Time (750.000, Autor/Produzent, 1998; Interpretation: Britney Spears) - Wish You Were Here (500.000, Produzent, 1995; Interpretation: Rednex) - Quit Playing Games (with My Heart) (500.000, Autor/Produzent, 1996; Interpretation: Backstreet Boys) - As Long as You Love Me (500.000, Autor/Produzent, 1997; Interpretation: Backstreet Boys) - It’s My Life (500.000, Autor, 2000; Interpretation: Bon Jovi) - I Kissed a Girl (450.000, Autor, 2008; Interpretation: Katy Perry) - Hot n Cold (450.000, Autor, 2008; Interpretation: Katy Perry) - Roar (450.000, Autor/Produzent, 2013; Interpretation: Katy Perry) - Dark Horse (450.000, Autor/Produzent, 2013; Interpretation: Katy Perry feat. Juicy J) - Bang Bang (400.000, Autor/Produzent, 2014; Interpretation: Jessie J, Ariana Grande & Nicki Minaj) - Can’t Feel My Face (400.000, Autor/Produzent, 2015; Interpretation: The Weeknd) - Side to Side (400.000, Autor/Produzent, 2016; Interpretation: Ariana Grande feat. Nicki Minaj) - I Don’t Care (400.000, Autor/Produzent, 2019; Interpretation: Ed Sheeran & Justin Bieber) - So What (300.000, Autor/Produzent, 2008; Interpretation: Pink) - California Gurls (300.000, Autor/Produzent, 2010; Interpretation: Katy Perry feat. Snoop Dogg) - Dynamite (300.000, Autor, 2010; Interpretation: Taio Cruz) - I Knew You Were Trouble (300.000, Autor/Produzent, 2012; Interpretation: Taylor Swift) - Problem (300.000, Autor/Produzent, 2014; Interpretation: Ariana Grande feat. Iggy Azalea) - We’ve Got It Goin’ On (250.000, Autor/Produzent, 1995; Interpretation: Backstreet Boys) - I Want You Back (250.000, Autor/Produzent, 1996; Interpretation: *NSYNC) - Everybody (Backstreet’s Back) (250.000, Autor/Produzent, 1997; Interpretation: Backstreet Boys) - (You Drive Me) Crazy (250.000, Autor/Produzent, 1999; Interpretation: Britney Spears) - That’s the Way It Is (250.000, Autor/Produzent, 1999; Interpretation: Céline Dion) - Show Me the Meaning of Being Lonely (250.000, Autor/Produzent, 1999; Interpretation: Backstreet Boys) - Oops!… I Did It Again (250.000, Autor/Produzent, 2000; Interpretation: Britney Spears) - Lucky (250.000, Autor/Produzent, 2000; Interpretation: Britney Spears) - Shape of My Heart (250.000, Autor/Produzent, 2000; Interpretation: Backstreet Boys) - Stronger (250.000, Autor/Produzent, 2000; Interpretation: Britney Spears) - Break Free (200.000, Autor/Produzent, 2014; Interpretation: Ariana Grande feat. Zedd) - Shake It Off (200.000, Autor/Produzent, 2014; Interpretation: Taylor Swift) - Love Me Harder (200.000, Autor/Produzent, 2014; Interpretation: Ariana Grande feat. The Weeknd) - Blank Space (200.000, Autor/Produzent, 2014; Interpretation: Taylor Swift) - Ghost Town (200.000, Autor/Produzent, 2015; Interpretation: Adam Lambert) - On My Mind (200.000, Autor/Produzent, 2015; Interpretation: Ellie Goulding) - Into You (200.000, Autor/Produzent, 2016; Interpretation: Ariana Grande) - Chained to the Rhythm (200.000, Autor/Produzent, 2017; Interpretation: Katy Perry feat. Skip Marley) - 2002 (200.000, Autor, 2018; Interpretation: Anne-Marie) - No Tears Left to Cry (200.000, Autor/Produzent, 2018; Interpretation: Ariana Grande) - Dangerous Woman (200.000, Autor/Produzent, 2019; Interpretation: Ariana Grande) - Beautiful People (200.000, Autor/Produzent, 2019; Interpretation: Ed Sheeran feat. Khalid) - U + Ur Hand (150.000, Autor/Produzent, 2006; Interpretation: Pink) - Whataya Want from Me (150.000, Autor/Produzent, 2009; Interpretation: Adam Lambert) - DJ Got Us Fallin’ in Love (150.000, Autor/Produzent, 2010; Interpretation: Usher feat. Pitbull) - Teenage Dream (150.000, Autor, 2010; Interpretation: Katy Perry) - Raise Your Glass (150.000, Autor/Produzent, 2010; Interpretation: Pink) - E.T. (150.000, Autor, 2011; Interpretation: Katy Perry) - Last Friday Night (T.G.I.F.) (150.000, Autor/Produzent, 2011; Interpretation: Katy Perry) - Domino (150.000, Autor, 2011; Interpretation: Jessie J) - Scream (150.000, Autor/Produzent, 2012; Interpretation: Usher) - One More Night (150.000, Autor/Produzent, 2012; Interpretation: Maroon 5) - We Are Never Ever Getting Back Together (150.000, Autor/Produzent, 2012; Interpretation: Taylor Swift) - Unconditionally (150.000, Autor/Produzent, 2013; Interpretation: Katy Perry) - Dare (La La La) (150.000, Autor, 2014; Interpretation: Shakira) |
| 5    |      | The Cratez                                        | • Genre: Hip-Hop • Zertifizierungszeitraum: 2017–2025 • Erfolgreichstes Werk: Was du Liebe nennst (1,6 Millionen, Autor/Produzent, 2017; Interpretation: Bausa) | 18.100.000 - Was du Liebe nennst (1.600.000, Autor/Produzent, 2017; Interpretation: Bausa) - 500 PS (1.000.000, Autor/Produzent, 2018; Interpretation: Bonez MC & RAF Camora) - Neymar (900.000, Autor/Produzent, 2018; Interpretation: Capital Bra feat. Ufo361) - Kokain (600.000, Autor/Produzent, 2018; Interpretation: Bonez MC & RAF Camora feat. Gzuz) - Soldaten 2.0 (400.000, Autor/Produzent, 2017; Interpretation: Kontra K) - One Night Stand (400.000, Autor/Produzent, 2018; Interpretation: Capital Bra) - Melodien (400.000, Autor/Produzent, 2018; Interpretation: Capital Bra feat. Juju) - Mary (400.000, Autor/Produzent, 2019; Interpretation: Bausa) - Blei (400.000, Autor/Produzent, 2019; Interpretation: Kontra K feat. Veysel) - Honda Civic (400.000, Single, 2019; mit Bonez MC) - Skifahren (400.000, Single, 2019; mit Bausa & Maxwell feat. Joshi Mizu) - Emotions (400.000, Autor/Produzent, 2020; Interpretation: Ufo361) - Angeklagt (400.000, Autor/Produzent, 2020; Interpretation: Bonez MC) - Extasy (400.000, Autor/Produzent, 2021; Interpretation: Bonez MC feat. Frauenarzt) - Blaues Licht (400.000, Autor/Produzent, 2021; Interpretation: RAF Camora feat. Bonez MC) - Bauch Beine Po (300.000, Autor/Produzent, 2024; Interpretation: Shirin David) - Liebe Grüße (300.000, Autor/Produzent, 2024; Interpretation: RAF Camora feat. Ski Aggu) - Nur noch Gucci (200.000, Autor/Produzent, 2017; Interpretation: Capital Bra) - Lächeln (200.000, Autor/Produzent, 2017; Interpretation: Bonez MC) - Olé Olé (200.000, Autor/Produzent, 2017; Interpretation: Capital Bra feat. RAF Camora & Joshi Mizu) - Na Na Na (200.000, Autor/Produzent, 2017; Interpretation: Capital Bra feat. Ufo361) - Sag nix (200.000, Autor/Produzent, 2017; Interpretation: RAF Camora) - Gotham City (200.000, Autor/Produzent, 2017; Interpretation: RAF Camora) - Waffen (200.000, Autor/Produzent, 2017; Interpretation: RAF Camora feat. Ufo361, Gzuz & Bonez MC) - Drück Drück (200.000, Autor/Produzent, 2018; Interpretation: Gzuz feat. LX) - 5 Songs in einer Nacht (200.000, Autor/Produzent, 2018; Interpretation: Capital Bra) - Fame (200.000, Autor/Produzent, 2018; Interpretation: Kontra K feat. RAF Camora) - ¿ Warum ? (200.000, Autor/Produzent, 2018; Interpretation: Gzuz) - Berlin lebt (200.000, Autor/Produzent, 2018; Interpretation: Capital Bra) - Kennzeichen B-TK (200.000, Autor/Produzent, 2018; Interpretation: Capital Bra feat. King Khalil) - Für euch alle (200.000, Autor/Produzent, 2018; Interpretation: Bushido feat. Samra & Capital Bra) - Vagabund (200.000, Autor/Produzent, 2018; Interpretation: Bausa) - Risiko (200.000, Autor/Produzent, 2018; Interpretation: Bonez MC & RAF Camora) - Nummer unterdrückt (200.000, Autor/Produzent, 2018; Interpretation: Bonez MC & RAF Camora) - Farben (200.000, Autor/Produzent, 2018; Interpretation: Kontra K) - Warnung (200.000, Autor/Produzent, 2019; Interpretation: Kontra K) - Fragen (200.000, Autor/Produzent, 2019; Interpretation: Azet & Zuna) - Kampfgeist 4 (200.000, Autor/Produzent, 2019; Interpretation: Kontra K) - Pass auf wen du liebst (200.000, Autor/Produzent, 2019; Interpretation: Ufo361) - Letzte Träne (200.000, Autor/Produzent, 2019; Interpretation: Kontra K) - Shot (200.000, Autor/Produzent, 2019; Interpretation: Ufo361 feat. Data Luv) - Nummer (200.000, Autor/Produzent, 2019; Interpretation: Ufo361 feat. RAF Camora) - 4:30 (200.000, Autor/Produzent, 2019; Interpretation: Ufo361) - Adriana (200.000, Autor/Produzent, 2019; Interpretation: RAF Camora) - Puta Madre (200.000, Autor/Produzent, 2019; Interpretation: RAF Camora) - Vor der Tür (200.000, Autor/Produzent, 2019; Interpretation: Gzuz) - Donuts (200.000, Autor/Produzent, 2020; Interpretation: Gzuz) - Puste sie weg (200.000, Autor/Produzent, 2020; Interpretation: Kontra K) - Shotz Fired (200.000, Autor/Produzent, 2020; Interpretation: Bonez MC) - Roadrunner (200.000, Autor/Produzent, 2020; Interpretation: Bonez MC) - Big Body Benz (200.000, Autor/Produzent, 2020; Interpretation: Bonez MC) - Tiefschwarz (200.000, Autor/Produzent, 2020; Interpretation: Kontra K feat. Samra) - Tilidin weg (200.000, Autor/Produzent, 2020; Interpretation: Bonez MC) - Fuckst mich nur ab (200.000, Autor/Produzent, 2020; Interpretation: Bonez MC) - 7 (200.000, Autor/Produzent, 2021; Interpretation: Ufo361 feat. Bonez MC) - Zukunft (200.000, Autor/Produzent, 2021; Interpretation: RAF Camora) - Wenn du mich siehst (200.000, Autor/Produzent, 2021; Interpretation: RAF Camora feat. Juju) - 2CB (200.000, Autor/Produzent, 2021; Interpretation: RAF Camora feat. Luciano) - Späti (200.000, Autor/Produzent, 2021; Interpretation: Gzuz) - Vergesse nie die Street (200.000, Autor/Produzent, 2021; Interpretation: RAF Camora feat. Ahmad Amin) - Follow (200.000, Autor/Produzent, 2022; Interpretation: Kontra K feat. Leony & Sido) - All Night (200.000, Autor/Produzent, 2023; Interpretation: RAF Camora feat. Luciano) |
| 6    |      | Peter Maffay                                      | • Genre: Liedermacher/Rock/Schlager • Zertifizierungszeitraum: 1979–2025 • Erfolgreichste Werke: Revanche (1 Million, Studioalbum, 1980), Tabaluga oder die Reise zur Vernunft (1 Million, Kinderalbum, 1983) und Tabaluga und Lilli (1 Million, Kinderalbum, 1993)                                                                                  | 17.275.000 - Revanche (1.000.000, Studioalbum, 1980) - Tabaluga oder die Reise zur Vernunft (1.000.000, Kinderalbum, 1983) - Tabaluga und Lilli (1.000.000, Kinderalbum, 1993) - Tabaluga und das leuchtende Schweigen (750.000, Kinderalbum, 1986) - So bist du (und wenn du gehst…) (750.000, Autor, 1999; Interpretation: Oli P) - Tattoos (600.000, Kompilation, 2010) - Du (500.000, Single, 1970) - Du bist anders (500.000, Single, 1970) - Steppenwolf (500.000, Studioalbum, 1979) - Ich will leben (500.000, Studioalbum, 1982) - Carambolage (500.000, Studioalbum, 1984) - Sonne in der Nacht (500.000, Studioalbum, 1985) - Lange Schatten (500.000, Studioalbum, 1988) - Kein Weg zu weit (500.000, Studioalbum, 1989) - 38317 (500.000, Studioalbum, 1991) - 1971–1979 (500.000, Kompilation, 1993) - Sechsundneunzig (500.000, Studioalbum, 1996) - Weil es Dich gibt – Die stärksten Balladen (500.000, Kompilation, 1997) - Begegnungen (500.000, Studioalbum, 1998) - X (450.000, Studioalbum, 2000) - Heute vor 30 Jahren (450.000, Kompilation, 2001) - Laut & leise (400.000, Studioalbum, 2005) - Tabaluga und die Zeichen der Zeit (400.000, Kinderalbum, 2011) - Wenn das so ist (400.000, Studioalbum, 2014) - Über sieben Brücken mußt du gehn (300.000, Single, 1980) - Tabaluga und das verschenkte Glück (300.000, Kinderalbum, 2003) - Tabaluga – Es lebe die Freundschaft! (300.000, Kinderalbum, 2015) - MTV Unplugged (300.000, Studioalbum, 2017) - Und es war Sommer (250.000, Studioalbum, 1976) - So bist du (250.000, Single, 1979) - Frei sein (250.000, Kompilation, 1979) - Nessaja (250.000, Single, 1983) - Freunde + Propheten (250.000, Studioalbum, 1992) - Nessaja (250.000, Autor, 2002; Interpretation: Scooter) - Begegnungen – Eine Allianz für Kinder (200.000, Studioalbum, 2006) - Nackt im Wind (150.000, Single, 1985; als Teil von Band für Afrika) - Tabaluga und Lilli Live! (100.000, Videoalbum, 1994) - Heute vor 30 Jahren – Live (100.000, Videoalbum, 2001) - Erinnerungen – Die stärksten Balladen (100.000, Kompilation, 2017) - Jetzt! (100.000, Studioalbum, 2019) - Tabaluga und die Zeichen der Zeit – Live (50.000, Videoalbum, 2012) - Laut und leise – Live (25.000, Videoalbum, 2006) - Tattoos – Live aus dem Tempodrom Berlin (25.000, Videoalbum, 2010) - MTV Unplugged (25.000, Videoalbum, 2018) |
| 7    |      | Queen                                             | • Genre: Rock • Zertifizierungszeitraum: 1978–2024 • Erfolgreichstes Werk: Greatest Hits II (2,25 Millionen, Kompilation, 1991) | 16.975.000 - Greatest Hits II (2.250.000, Kompilation, 1991) - Greatest Hits (1.750.000, Kompilation, 1981) - Made in Heaven (1.500.000, Studioalbum, 1995) - Bohemian Rhapsody (900.000, Single, 1975) - Don’t Stop Me Now (900.000, Single, 1979) - A Kind of Magic (750.000, Studioalbum, 1986) - Another One Bites the Dust (600.000, Single, 1980) - A Night at the Opera (500.000, Studioalbum, 1975) - We Are the Champions (500.000, Single, 1977) - We Will Rock You (500.000, Single, 1977) - News of the World (500.000, Studioalbum, 1977) - The Works (500.000, Studioalbum, 1984) - I Want to Break Free (500.000, Single, 1984) - Thank God It’s Christmas (500.000, Single, 1984) - The Miracle (500.000, Studioalbum, 1989) - Innuendo (500.000, Studioalbum, 1991) - Radio Ga Ga (300.000, Single, 1984) - The Platinum Collection: Greatest Hits I, II & III (300.000, Boxset, 2000) - Somebody to Love (250.000, Single, 1976) - A Day at the Races (250.000, Studioalbum, 1976) - Jazz (250.000, Studioalbum, 1978) - Live Killers (250.000, Livealbum, 1979) - The Game (250.000, Studioalbum, 1980) - Live Magic (250.000, Livealbum, 1986) - Live at Wembley ’86 (250.000, Livealbum, 1992) - Five Live (250.000, Livealbum, 1993; mit George Michael & Lisa Stansfield) - Greatest Hits I & II (250.000, Boxset, 1994) - Live at Wembley ’86 (200.000, Videoalbum, 1990) - Queen on Fire – Live at the Bowl (200.000, Livealbum, 2004) - Greatest Hits III (150.000, Kompilation, 1999) - Queen on Fire – Live at the Bowl (125.000, Videoalbum, 2004) - Forever (100.000, Kompilation, 2014) - Greatest Video Hits 1 (75.000, Videoalbum, 1981) - Queen Rock Montreal & Live Aid (50.000, Videoalbum, 1984) - Greatest Video Hits 2 (50.000, Videoalbum, 1991) - Return of the Champions (25.000, Videoalbum, 2005; mit Paul Rodgers) |
| 8    |      | Djorkaeff                                         | • Genre: Hip-Hop • Zertifizierungszeitraum: 2012–2025 • Erfolgreichste Werke: Rooftop (800 Tausend, Produzent, 2017; Interpretation: Nico Santos) und 110 (800 Tausend, Autor/Produzent, 2019; Interpretation: Capital Bra & Samra feat. Lea) | 16.900.000 - Rooftop (800.000, Produzent, 2017; Interpretation: Nico Santos) - 110 (800.000, Autor/Produzent, 2019; Interpretation: Capital Bra & Samra feat. Lea) - Bilder im Kopf (750.000, Autor/Produzent, 2013; Interpretation: Sido) - Lieder (600.000, Produzent, 2013; Interpretation: Adel Tawil) - Tausend Tattoos (600.000, Autor/Produzent, 2018; Interpretation: Sido) - Tilidin (600.000, Autor/Produzent, 2019; Interpretation: Capital Bra & Samra) - 194 Länder (600.000, Autor/Produzent, 2019; Interpretation: Mark Forster) - Übermorgen (600.000, Autor/Produzent, 2020; Interpretation: Mark Forster) - Wir sind groß (400.000, Autor/Produzent, 2016; Interpretation: Mark Forster) - Sex ohne Grund (400.000, Autor/Produzent, 2016; Interpretation: Ali Bumaye feat. Shindy & Nico Santos) - Achterbahn (400.000, Autor, 2017; Interpretation: Helene Fischer) - Immer wenn wir uns sehn (400.000, Autor/Produzent, 2018; Interpretation: Lea & Cyril) - Benzema (400.000, Autor/Produzent, 2018; Interpretation: Capital Bra) - Prinzessa (400.000, Autor/Produzent, 2019; Interpretation: Capital Bra) - Vincent (400.000, Produzent, 2019; Interpretation: Sarah Connor) - Wieder Lila (400.000, Autor/Produzent, 2019; Interpretation: Samra & Capital Bra) - Treppenhaus (400.000, Autor, 2020; Interpretation: Lea) - 7 Stunden (400.000, Autor/Produzent, 2020; Interpretation: Lea feat. Capital Bra) - Der Himmel soll warten (300.000, Autor, 2010; Interpretation: Sido feat. Adel Tawil) - Monet (300.000, Autor/Produzent, 2020; Interpretation: Alligatoah & Sido) - Nur für dich (300.000, Autor/Produzent, 2022; Interpretation: Kontra K) - Summertime (300.000, Autor, 2023; Interpretation: Kontra K feat. Lana Del Rey) - Die Sonne (300.000, Autor/Produzent, 2023; Interpretation: Kontra K feat. Nico Santos) - Zuhause (200.000, Autor/Produzent, 2014; Interpretation: Adel Tawil feat. Matisyahu) - Die Nacht von Freitag auf Montag (200.000, Autor, 2015; Interpretation: Peter Wackel) - So schön kaputt (200.000, Autor/Produzent, 2017; Interpretation: SDP) - Papa (200.000, Autor/Produzent, 2017; Interpretation: Bushido) - Safe (200.000, Autor/Produzent, 2018; Interpretation: Nico Santos) - Roli Glitzer Glitzer (200.000, Autor/Produzent, 2018; Interpretation: Capital Bra feat. Luciano & Eno) - Ich liebe es (200.000, Autor/Produzent, 2018; Interpretation: Capital Bra feat. Xatar & Samy) - Wir ticken (200.000, Autor/Produzent, 2019; Interpretation: Capital Bra feat. Samra) - Harami (200.000, Autor/Produzent, 2019; Interpretation: Samra) - Rolex (200.000, Autor/Produzent, 2019; Interpretation: Capital Bra feat. Summer Cem & KC Rebell) - La Haine (200.000, Autor/Produzent, 2019; Interpretation: Luciano) - Zombie (200.000, Autor/Produzent, 2019; Interpretation: Samra & Capital Bra) - Nummer 1 (200.000, Autor/Produzent, 2019; Interpretation: Samra & Capital Bra) - Huracan (200.000, Autor/Produzent, 2019; Interpretation: Samra & Capital Bra) - 110 (Prolog) (200.000, Autor/Produzent, 2019; Interpretation: Lea) - Purple Rain (200.000, Produzent, 2019; Interpretation: Capital Bra & Samra feat. Santos) - Play with Fire (200.000, Autor/Produzent, 2019; Interpretation: Nico Santos) - Colt (200.000, Autor, 2019; Interpretation: Samra) - Zu Ende (200.000, Autor/Produzent, 2020; Interpretation: Samra feat. Elif) - Nicht verdient (200.000, Autor/Produzent, 2020; Interpretation: Capital Bra feat. Loredana) - Frühstück in Paris (200.000, Autor/Produzent, 2020; Interpretation: Capital Bra feat. Cro) - Bist du okay (200.000, Autor, 2020; Interpretation: Mark Forster & Vize) - Mailbox (200.000, Autor/Produzent, 2020; Interpretation: Dardan feat. Hava) - Blessed (200.000, Autor/Produzent, 2021; Interpretation: Cro feat. Capital Bra) - Schwarz (200.000, Autor, 2021; Interpretation: Lea feat. Casper) - Vamos a marte (200.000, Autor/Produzent, 2021; Interpretation: Helene Fischer feat. Luis Fonsi) - Wenn du mich lässt (200.000, Autor/Produzent, 2021; Interpretation: Lea) - Null auf 100 (200.000, Autor/Produzent, 2021; Interpretation: Helene Fischer) - Do You Like What You See (150.000, Autor, 2012; Interpretation: Ivy Quainoo) - Panamera Flow (150.000, Autor/Produzent, 2013; Interpretation: Bushido & Shindy) - The One (150.000, Autor/Produzent, 2014; Interpretation: Aneta Sablik) |
| 9    |      | Rihanna                                           | • Genre: Contemporary R&B/Pop • Zertifizierungszeitraum: 2007–2025 • Erfolgreichstes Werk: Diamonds (1,2 Millionen, Single, 2012) | 16.600.000 - Diamonds (1.200.000, Single, 2012) - We Found Love (900.000, Single, 2011; feat. Calvin Harris) - S&M (900.000, Single, 2011) - Good Girl Gone Bad (800.000, Studioalbum, 2007) - Don’t Stop the Music (750.000, Single, 2007) - Only Girl (In the World) (750.000, Single, 2010) - Umbrella (600.000, Single, 2007; feat. Jay-Z) - Love the Way You Lie (600.000, Single, 2010; Eminem feat. Rihanna) - FourFiveSeconds (600.000, Single, 2015; mit Kanye West & Paul McCartney) - This Is What You Came For (600.000, Single, 2016; Calvin Harris feat. Rihanna) - Love on the Brain (600.000, Single, 2016) - Wild Thoughts (600.000, Single, 2017; DJ Khaled feat. Rihanna & Bryson Tiller) - Pon de Replay (450.000, Single, 2005) - Unfaithful (450.000, Single, 2006) - Disturbia (450.000, Single, 2008) - Stay (450.000, Single, 2013; feat. Mikky Ekko) - The Monster (450.000, Single, 2013; Eminem feat. Rihanna) - Loud (400.000, Studioalbum, 2010) - Work (400.000, Single, 2016; feat. Drake) - Rehab (300.000, Single, 2008; feat. Justin Timberlake) - Unapologetic (300.000, Studioalbum, 2012) - Where Have You Been (300.000, Single, 2012) - Can’t Remember to Forget You (300.000, Single, 2014; Shakira feat. Rihanna) - A Girl Like Me (200.000, Studioalbum, 2006) - Rated R (200.000, Studioalbum, 2009) - Bitch Better Have My Money (200.000, Single, 2015) - Famous (200.000, Single, 2016; Kanye West feat. Rihanna) - Needed Me (200.000, Single, 2016) - Too Good (200.000, Single, 2016; Drake feat. Rihanna) - SOS (150.000, Single, 2006) - Shut Up and Drive (150.000, Single, 2007) - Hate That I Love You (150.000, Single, 2007; feat. Ne-Yo) - Take a Bow (150.000, Single, 2008) - Run This Town (150.000, Single, 2009; Jay-Z feat. Kanye West & Rihanna) - Russian Roulette (150.000, Single, 2009) - Rude Boy (150.000, Single, 2010) - Te amo (150.000, Single, 2010) - What’s My Name? (150.000, Single, 2010; feat. Drake) - Who’s That Chick? (150.000, Single, 2010; David Guetta feat. Rihanna) - All of the Lights (150.000, Single, 2011; Kanye West feat. Various Artists) - California King Bed (150.000, Single, 2011) - Take Care (150.000, Single, 2012; Drake feat. Rihanna) - Music of the Sun (100.000, Studioalbum, 2005) - Talk That Talk (100.000, Studioalbum, 2011) - Anti (100.000, Studioalbum, 2016) |
| 10   |      | Helene Fischer                                    | • Genre: Pop/Schlager • Zertifizierungszeitraum: 2007–2024 • Erfolgreichstes Werk: Farbenspiel (2,6 Millionen, Studioalbum, 2013) | 15.500.000 - Farbenspiel (2.600.000, Studioalbum, 2013) - Best of Helene Fischer (2.000.000, Kompilation, 2010) - Weihnachten (1.200.000, Weihnachtsalbum, 2015; mit dem Royal Philharmonic Orchestra) - Atemlos durch die Nacht (1.000.000, Single, 2013) - Helene Fischer (1.000.000, Studioalbum, 2017) - Regenbogenfarben (900.000, Single, 2018; mit Kerstin Ott) - Für einen Tag (800.000, Studioalbum, 2011) - Ich will immer wieder … dieses Fieber spür’n (600.000, Single, 2009) - Von hier bis unendlich (500.000, Studioalbum, 2006) - So nah wie du (500.000, Studioalbum, 2007) - Zaubermond (400.000, Studioalbum, 2008) - Achterbahn (400.000, Single, 2017) - Herzbeben (400.000, Single, 2018) - Rausch (400.000, Studioalbum, 2021) - So wie ich bin (300.000, Studioalbum, 2009) - Farbenspiel – Live aus dem Deutschen Theater München (250.000, Videoalbum, 2013) - Für einen Tag – Live 2012 (200.000, Livealbum, 2012) - Mit keinem andern (200.000, Promo-Single, 2015) - Nur mit dir (200.000, Single, 2017) - Vamos a marte (200.000, Single, 2021; feat. Luis Fonsi) - Null auf 100 (200.000, Single, 2021) - Und morgen früh küss ich dich wach (150.000, Promo-Single, 2006) - Phänomen (150.000, Single, 2011) - Die Hölle morgen früh (150.000, Single, 2012) - Fehlerfrei (150.000, Single, 2013) - Unser Tag (150.000, Promo-Single, 2013) - Mut zum Gefühl (live) (100.000, Videoalbum, 2008) - So nah, so fern (75.000, Videoalbum, 2007) - Zaubermond (live) (75.000, Videoalbum, 2009) - Best of Helene Fischer live – So wie ich bin (75.000, Videoalbum, 2010) - Für einen Tag – Live 2012 (75.000, Videoalbum, 2012) - Live – Helene Fischer zum ersten Mal mit Band und Orchester (50.000, Videoalbum, 2011) - Helene Fischer live – Die Stadion-Tour (50.000, Videoalbum, 2019) |
| 11   |      | ABBA                                              | • Genre: Disco/Pop/Pop-Rock • Zertifizierungszeitraum: 1976–2025 • Erfolgreichstes Werk: ABBA Gold – Greatest Hits (2,5 Millionen, Kompilation, 1992) | 15.150.000 - ABBA Gold – Greatest Hits (2.500.000, Kompilation, 1992) - Arrival (1.000.000, Studioalbum, 1976) - Super Trouper (1.000.000, Studioalbum, 1980) - Greatest Hits/The Best of ABBA (750.000, Kompilation, 1975) - The Very Best of ABBA (ABBA’s Greatest Hits) (750.000, Kompilation, 1976) - Dancing Queen (600.000, Single, 1976) - Fernando (600.000, Single, 1976) - Waterloo (500.000, Studioalbum, 1974) - Waterloo (500.000, Single, 1974) - Honey, Honey (500.000, Single, 1974) - SOS (500.000, Single, 1975) - ABBA – The Album (500.000, Studioalbum, 1977) - Voulez-Vous (500.000, Studioalbum, 1979) - Greatest Hits Vol. 2 (500.000, Kompilation, 1979) - The Visitors (500.000, Studioalbum, 1981) - 18 Hits (400.000, Kompilation, 2006) - Voyage (400.000, Studioalbum, 2021) - Mamma Mia (300.000, Single, 1975) - Lay All Your Love on Me (300.000, Single, 1981) - The Complete Singles Collection (300.000, Kompilation, 1999) - The Definitive Collection (300.000, Kompilation, 2001) - 16 ABBA Hits (250.000, Studioalbum, 1978) - Gimme! Gimme! Gimme! (A Man After Midnight) (250.000, Single, 1979) - The Winner Takes It All (250.000, Single, 1980) - A wie ABBA (250.000, Kompilation, 1981) - The Singles – The First 10 Years (250.000, Kompilation, 1982) - More ABBA Gold – More ABBA Hits (250.000, Kompilation, 1993) - The Definitive Collection (100.000, Videoalbum, 1999) - Number Ones (100.000, Kompilation, 2006) - The Essential Collection (100.000, Kompilation, 2012) - ABBA Gold – Greatest Hits (50.000, Videoalbum, 1994) - ABBA – The Movie (50.000, Videoalbum, 1998) - More ABBA Gold – More ABBA Hits (25.000, Videoalbum, 1994) - ABBA in Concert (25.000, Videoalbum, 2004) |
| 12   |      | Phil Collins                                      | • Genre: Pop/Rock/Progressive Rock • Zertifizierungszeitraum: 1981–2023 • Erfolgreichstes Werk: … But Seriously (3 Millionen, Studioalbum, 1989) | 15.100.000 - … But Seriously (3.000.000, Studioalbum, 1989) - Face Value (1.750.000, Studioalbum, 1981) - No Jacket Required (1.500.000, Studioalbum, 1985) - Both Sides (1.500.000, Studioalbum, 1993) - Serious Hits… Live! (1.500.000, Livealbum, 1990) - Hello, I Must Be Going! (1.000.000, Studioalbum, 1982) - …Hits (750.000, Kompilation, 1998) - Dance into the Light (500.000, Studioalbum, 1996) - Testify (450.000, Studioalbum, 2002) - You Can’t Hurry Love (300.000, Single, 1982) - Love Songs: A Compilation … Old and New (300.000, Kompilation, 2004) - Finally … The First Farewell Tour (275.000, Videoalbum, 2004) - In the Air Tonight (250.000, Single, 1981) - Do They Know It’s Christmas? (250.000, Single, 1984; als Teil von Band Aid) - 12″ers (250.000, Remixalbum, 1985) - A Groovy Kind of Love (250.000, Single, 1988) - Another Day in Paradise (250.000, Single, 1989) - Tarzan (O.S.T.) (250.000, Soundtrack, 1999) - Another Day in Paradise (250.000, Autor, 2001; Interpretation: Brandy feat. Ray J) - In the Air Tonite (250.000, Single, 2001; mit Lil’ Kim) - Going Back (200.000, Studioalbum, 2010) - Serious Hits… Live! (50.000, Videoalbum, 1990) - Seriously Live in Berlin (25.000, Videoalbum, 2003) |
| 13   |      | Eminem                                            | • Genre: Hip-Hop • Zertifizierungszeitraum: 2000–2025 • Erfolgreichste Werke: Lose Yourself (1,8 Millionen, Single, 2002), | 15.025.000 - Lose Yourself (1.800.000, Single, 2002) - The Real Slim Shady (900.000, Single, 2000) - The Marshall Mathers LP (900.000, Studioalbum, 2000) - The Eminem Show (900.000, Studioalbum, 2002) - ’Till I Collapse (900.000, Lied, 2002; feat. Nate Dogg) - Stan (750.000, Single, 2000; feat. Dido) - Mockingbird (750.000, Single, 2005) - Love the Way You Lie (600.000, Single, 2010; feat. Rihanna) - Smack That (600.000, Single, 2006; Akon feat. Eminem) - Without Me (500.000, Single, 2002) - Curtain Call: The Hits (500.000, Kompilation, 2005) - The Monster (450.000, Single, 2013; feat. Rihanna) - Godzilla (400.000, Single, 2020; feat. Juice Wrld) - 8 Mile (Soundtrack) (300.000, Soundtrack, 2002) - Cleanin’ Out My Closet (300.000, Single, 2003) - Superman (300.000, Single, 2003; feat. Dina Rae) - Encore (300.000, Studioalbum, 2004) - Not Afraid (300.000, Single, 2010) - Recovery (300.000, Studioalbum, 2010) - The Marshall Mathers LP 2 (300.000, Studioalbum, 2013) - Houdini (300.000, Single, 2024) - Forgot About Dre (250.000, Single, 2000; Dr. Dre feat. Eminem) - Sing for the Moment (250.000, Single, 2003) - River (200.000, Single, 2017; feat. Ed Sheeran) - Venom (200.000, Single, 2018) - Just Lose It (150.000, Single, 2004) - Like Toy Soldiers (150.000, Single, 2005) - When I’m Gone (150.000, Single, 2005) - Shake That (150.000, Single, 2006; feat. Nate Dogg) - No Love (150.000, Single, 2010; feat. Lil Wayne) - I Need a Doctor (150.000, Single, 2011; Dr. Dre feat. Eminem & Skylar Grey) - Berzerk (150.000, Single, 2013) - Survival (150.000, Single, 2013; feat. Liz Rodrigues) - Rap God (150.000, Single, 2013) - Relapse (100.000, Studioalbum, 2009) - Revival (100.000, Studioalbum, 2017) - Kamikaze (100.000, Studioalbum, 2018) - Music to Be Murdered By (100.000, Studioalbum, 2020) - The Up in Smoke Tour (25.000, Videoalbum, 2000) |
| 13   |      | Michael Jackson                                   | • Genre: Contemporary R&B/Pop • Zertifizierungszeitraum: 1983–2024 • Erfolgreichste Werke: Bad (2 Millionen, Studioalbum, 1987) und Dangerous (2 Millionen, Studioalbum, 1991) | 15.025.000 - Bad (2.000.000, Studioalbum, 1987) - Dangerous (2.000.000, Studioalbum, 1991) - Thriller (1.500.000, Studioalbum, 1982) - HIStory – Past, Present and Future Book I (1.500.000, Studioalbum, 1995) - Earth Song (1.000.000, Single, 1995) - Billie Jean (900.000, Single, 1983) - They Don’t Care About Us (750.000, Single, 1996) - Don’t Stop the Music (750.000, Autor, 2007; Interpretation: Rihanna) - King of Pop (700.000, Kompilation, 2008) - Beat It (500.000, Single, 1983) - Invincible (300.000, Studioalbum, 2001) - Michael Jackson’s This Is It (300.000, Kompilation, 2009) - Love Never Felt So Good (300.000, Single, 2014; feat. Justin Timberlake) - Thriller (250.000, Single, 1983) - Smooth Criminal (250.000, Single, 1988) - Black or White (250.000, Single, 1991) - Heal the World (250.000, Single, 1992) - You Are Not Alone (250.000, Single, 1995) - Blood on the Dance Floor (250.000, Single, 1997) - Blood on the Dance Floor – HIStory in the Mix (250.000, Remixalbum, 1997) - Smooth Criminal (250.000, Autor, 2001; Interpretation: Alien Ant Farm) - Michael (200.000, Kompilation, 2010) - Hold My Hand (150.000, Single, 2010) - Number Ones (100.000, Kompilation, 2003) - The Collection (100.000, Kompilation, 2009) - Xscape (100.000, Kompilation, 2014) - Video Greatest Hits – HIStory (75.000, Videoalbum, 1995) - Dangerous – The Short Films (50.000, Videoalbum, 1993) - HIStory on Film – Volume II (50.000, Videoalbum, 1997) - Live in Bucharest: The Dangerous Tour (50.000, Videoalbum, 2005) |
| 15   |      | Bonez MC                                          | • Genre: Hip-Hop • Zertifizierungszeitraum: 2016–2024 • Erfolgreichstes Werk: Ohne mein Team (1,6 Millionen, Single, 2016; mit RAF Camora feat. Maxwell) | 15.000.000 - Ohne mein Team (1.600.000, Single, 2016; mit RAF Camora feat. Maxwell) - Palmen aus Plastik (1.000.000, Single, 2016; mit RAF Camora) - 500 PS (1.000.000, Single, 2018; mit RAF Camora) - Mörder (600.000, Single, 2016; mit RAF Camora feat. Gzuz) - Millionär (600.000, Lied, 2017; mit Gzuz) - Kokain (600.000, Single, 2018; mit RAF Camora feat. Gzuz) - Palmen aus Plastik (400.000, Kollaboalbum, 2016; mit RAF Camora) - Palmen aus Gold (400.000, Single, 2016; mit RAF Camora) - An ihnen vorbei (400.000, Single, 2016; mit RAF Camora) - Safari (400.000, Lied, 2016; Maxwell feat. RAF Camora & Bonez MC) - Kontrollieren (400.000, Single, 2017; RAF Camora feat. Bonez MC, Gzuz & Maxwell) - Jim Beam & Voddi (400.000, Lied, 2017; AK Ausserkontrolle feat. Bonez MC) - Mit den Jungz (400.000, Single, 2017; mit Gzuz & LX) - Honda Civic (400.000, Single, 2019; mit The Cratez) - In meinem Benz (400.000, Single, 2020; AK Ausserkontrolle feat. Bonez MC) - Angeklagt (400.000, Single, 2020) - Extasy (400.000, Single, 2021; feat. Frauenarzt) - Blaues Licht (400.000, Single, 2021; RAF Camora feat. Bonez MC) - High & hungrig 2 (200.000, Kollaboalbum, 2016; mit Gzuz) - Blättchen und Ganja (200.000, Lied, 2016; mit Gzuz) - Ruhe nach dem Sturm (200.000, Single, 2016; mit RAF Camora) - Attackieren (200.000, Lied, 2016; mit RAF Camora feat. Hanybal) - 10 Jahre (200.000, Lied, 2016; mit Gzuz, LX, Maxwell & Sa4) - Atramis (200.000, Lied, 2016; mit RAF Camora feat. Bausa) - Skandale (200.000, Lied, 2016; mit RAF Camora feat. Gzuz) - Spielplatz (200.000, Lied, 2016; Maxwell feat. Bonez MC) - Lächeln (200.000, Lied, 2017) - Sitzheizung (200.000, Lied, 2017; mit Gzuz) - High Life (200.000, Lied, 2017; mit Gzuz & Maxwell feat. RAF Camora) - Alles probiert (200.000, Single, 2017; RAF Camora feat. Bonez MC) - GottSeiDank (200.000, Single, 2017; Trettmann feat. RAF Camora & Bonez MC) - Waffen (200.000, Lied, 2017; RAF Camora feat. Bonez MC, Gzuz & Ufo361) - Risiko (200.000, Single, 2018; mit RAF Camora) - Nummer unterdrückt (200.000, Lied, 2018; mit RAF Camora) - HaifischNikez Allstars (200.000, Single, 2018; LX & Maxwell feat. Bonez MC, Gzuz & Sa4) - Shotz Fired (200.000, Single, 2020) - Roadrunner (200.000, Single, 2020) - Big Body Benz (200.000, Single, 2020) - Tilidin weg (200.000, Single, 2020) - Fuckst mich nur ab (200.000, Single, 2020) - 7 (200.000, Single, 2021; Ufo361 feat. Bonez MC) - Palmen aus Plastik 2 (100.000, Kollaboalbum, 2018; mit RAF Camora) - Hollywood (100.000, Studioalbum, 2020) |
| 15   |      | RAF Camora                                        | • Genre: Hip-Hop • Zertifizierungszeitraum: 2016–2024 • Erfolgreichstes Werk: Ohne mein Team (1,6 Millionen, Single, 2016; mit Bonez MC feat. Maxwell) | 15.000.000 - Ohne mein Team (1.600.000, Single, 2016; mit Bonez MC feat. Maxwell) - Palmen aus Plastik (1.000.000, Single, 2016; mit Bonez MC) - 500 PS (1.000.000, Single, 2018; mit Bonez MC) - Mörder (600.000, Single, 2016; mit Bonez MC feat. Gzuz) - Kokain (600.000, Single, 2018; mit Bonez MC feat. Gzuz) - Palmen aus Plastik (400.000, Kollaboalbum, 2016; mit Bonez MC) - Palmen aus Gold (400.000, Single, 2016; mit Bonez MC) - An ihnen vorbei (400.000, Single, 2016; mit Bonez MC) - Safari (400.000, Lied, 2016; Maxwell feat. RAF Camora & Bonez MC) - Kontrollieren (400.000, Single, 2017; feat. Bonez MC, Gzuz & Maxwell) - Primo (400.000, Single, 2017) - Qa bone (400.000, Single, 2017; Azet feat. RAF Camora) - Blaues Licht (400.000, Single, 2021; feat. Bonez MC) - Liebe Grüße (300.000, Single, 2023; feat. Ski Aggu) - So lala (200.000, Single, 2016) - Ruhe nach dem Sturm (200.000, Single, 2016; mit Bonez MC) - Attackieren (200.000, Lied, 2016; mit Bonez MC feat. Hanybal) - Skandale (200.000, Lied, 2016; mit Bonez MC feat. Gzuz) - Atramis (200.000, Lied, 2016; mit Bonez MC feat. Bausa) - Spielplatz (200.000, Autor/Produzent, 2016; Interpretation: Maxwell feat. Bonez MC) - Mehr als ein Job (200.000, Autor/Produzent, 2017; Interpretation: Kontra K) - Olé Olé (200.000, Single, 2017; Capital Bra feat. RAF Camora & Joshi Mizu) - High Life (200.000, Lied, 2017; Bonez MC, Gzuz & Maxwell feat. RAF Camora) - Alles probiert (200.000, Single, 2017; feat. Bonez MC) - Andere Liga (200.000, Single, 2017) - GottSeiDank (200.000, Single, 2017; Trettmann feat. RAF Camora & Bonez MC) - Anthrazit (200.000, Studioalbum, 2017) - Sag nix (200.000, Single, 2017) - Gotham City (200.000, Single, 2017) - Waffen (200.000, Lied, 2017; feat. Bonez MC, Gzuz & Ufo361) - Drück drück (200.000, Autor/Produzent, 2018; Interpretation: Gzuz feat. LX) - Fame (200.000, Single, 2018; Kontra K feat. RAF Camora) - ¿ Warum ? (200.000, Autor/Produzent, 2018; Interpretation: Gzuz) - Toto (200.000, Single, 2018; Noizy feat. RAF Camora) - Risiko (200.000, Single, 2018; mit Bonez MC) - Nummer unterdrückt (200.000, Lied, 2018; mit Bonez MC) - Perfekt (200.000, Single, 2018; AriBeatz feat. RAF Camora & Sofiane) - Neptun (200.000, Single, 2019; KC Rebell feat. RAF Camora) - Nummer (200.000, Single, 2019; Ufo361 feat. RAF Camora) - Adriana (200.000, Single, 2019) - Puta Madre (200.000, Single, 2019; feat. Ghetto Phénomène) - Vergesse nie die Street (200.000, Lied, 2021; feat. Ahmad Amin) - Zukunft (200.000, Lied, 2021) - Wenn du mich siehst (200.000, Single, 2021; feat. Juju) - 2CB (200.000, Single, 2021; feat. Luciano) - All Night (200.000, Single, 2023; feat. Luciano) - Palmen aus Plastik 2 (100.000, Kollaboalbum, 2018; mit Bonez MC) - Zenit (100.000, Studioalbum, 2019) - Zukunft (100.000, Studioalbum, 2021) |
| 17   |      | Rolf Zuckowski                                    | • Genre: Kinderlieder/Liedermacher • Zertifizierungszeitraum: 1989–2023 • Erfolgreichstes Werk: Winterkinder (1,5 Millionen, Kinderalbum, 1987) | 14.590.000 - Winterkinder (1.500.000, Kinderalbum, 1987) - Im Kindergarten (1.250.000, Kinderalbum, 1994) - Rolfs Vogelhochzeit (1.000.000, Kinderalbum, 1977) - DezemberTräume (1.000.000, Kinderalbum, 1993) - Rolfs neue Schulweg-Hitparade (750.000, Kinderalbum, 1992) - Rolfs Radio Lollipop (500.000, Kinderalbum, 1981) - Wir warten auf Weihnachten (500.000, Weihnachtsalbum, 1982) - Starke Kinder (500.000, Kinderalbum, 1989) - Die Jahresuhr (500.000, Kinderalbum, 1992) - Weihnachtszeit im Kindergarten (500.000, Weihnachtsalbum, 1997) - Rolfs Hasengeschichte – Ich bin stark (300.000, Kinderalbum, 2001) - Rolfs Schulweg-Hitparade (250.000, Kinderalbum, 1979) - Lieder die wie Brücken sind (250.000, Kinderalbum, 1982) - Nessaja (250.000, Autor, 1983; Interpretation: Peter Maffay) - Zeit für Kinder – Zeit für uns (250.000, Studioalbum, 1985) - Frag’ mir doch kein Loch in ’n Bauch (250.000, Kinderalbum, 1986) - Was Spaß macht… (250.000, Kinderalbum, 1990) - Ich schaff’ das schon! (250.000, Kinderalbum, 1990) - Wir wollen Sonne (250.000, Kinderalbum, 1990) - Du da im Radio (250.000, Kompilation, 1992) - Meine Mami, mein Papi und ich (250.000, Kompilation, 1992) - Rolfs Liederkalender – Sing mit uns (250.000, Kinderalbum, 1993) - Du brauchst ein Lied (250.000, Kinderalbum, 1994) - Freunde wie wir (250.000, Kompilation, 1995) - Rolfs Liederbüchermaus (250.000, Kinderalbum, 1996) - 12 Bunte Liedergeschichten (250.000, Kinderalbum, 1996) - Der Spielmann mit all seinen Freunden – Das Beste aus 20 Jahren (250.000, Kompilation, 1997) - Sing mit uns! Rolfs Vogelhochzeit (250.000, Kompilation, 1997) - Nessaja (250.000, Autor, 2002; Interpretation: Scooter) - Rolfs bunter Adventskalender (200.000, Weihnachtsalbum, 2006) - Mein allerschönster Weihnachtstraum (200.000, Weihnachtsalbum, 2009) - Der kleine Tag (150.000, Kinderalbum, 1999; mit Wolfram Eicke & Hans Niehaus) - Das ist Musik für dich (150.000, Kompilation, 2000) - In der Weihnachtsbäckerei (150.000, Weihnachtsalbum, 2001) - Wie schön, dass du geboren bist (100.000, Kinderalbum, 2005) - Rolfs Familien-Sommerfest (100.000, Kinderalbum, 2007) - Rolfs TOP 100 (100.000, Boxset, 2007) - Rolfs fröhlicher Frühlings-Sonntag (100.000, Kompilation, 2009) - Rolfs Kinderfrühling (100.000, Kinderalbum, 2010) - Sehnsucht nach Weihnachten (100.000, Weihnachtsalbum, 2010) - Rolfs Vogelhochzeit (75.000, Videoalbum, 1994) - DezemberTräume (75.000, Videoalbum, 1994) - Rolfs neue Schulweg-Hitparade (75.000, Videoalbum, 2003) - Rolfs Liederkalender (50.000, Videoalbum, 1993) - 12 bunte Liedergeschichten (25.000, Videoalbum, 2000) - Rolfs Hasengeschichte – Ich bin stark (25.000, Videoalbum, 2002) - Grüne Mauer (15.000, Single, 1985; mit Hans Hartz, Heinz Rudolf Kunze, Udo Lindenberg & Hendrik Schaper) |
| 18   |      | Die Toten Hosen auch bekannt als: Die Roten Rosen | • Genre: Punk/Rock • Zertifizierungszeitraum: 1989–2019 • Erfolgreichste Werke: Reich & sexy (1 Million, Kompilation, 1993) und Opium fürs Volk (1 Million, Studioalbum, 1996) | 14.500.000 - Reich & sexy (1.000.000, Kompilation, 1993) - Opium fürs Volk (1.000.000, Studioalbum, 1996) - Ballast der Republik (900.000, Studioalbum, 2012) - Tage wie diese (900.000, Single, 2012) - Ein kleines bißchen Horrorschau (750.000, Studioalbum, 1988) - Kauf mich! (750.000, Studioalbum, 1993) - Im Auftrag des Herrn (750.000, Livealbum, 1996) - Unsterblich (600.000, Studioalbum, 1999) - Reich & sexy II (600.000, Kompilation, 2002) - Bis zum bitteren Ende (500.000, Livealbum, 1987) - Auf dem Kreuzzug ins Glück (500.000, Studioalbum, 1990) - Zehn kleine Jägermeister (500.000, Single, 1996) - Wir warten auf’s Christkind (500.000, Studioalbum, 1998) - Auswärtsspiel (450.000, Studioalbum, 2002) - Nur zu Besuch (400.000, Livealbum, 2005) - Laune der Natur (400.000, Studioalbum, 2017) - Alles aus Liebe (300.000, Single, 1993) - Zurück zum Glück (300.000, Studioalbum, 2004) - In aller Stille (300.000, Studioalbum, 2008) - All die ganzen Jahre: Ihre besten Lieder (300.000, Kompilation, 2011) - Altes Fieber (300.000, Single, 2012) - Opel-Gang (250.000, Studioalbum, 1983) - Unter falscher Flagge (250.000, Studioalbum, 1984) - Damenwahl (250.000, Studioalbum, 1986) - Never Mind The Hosen – Here’s Die Roten Rosen (250.000, Studioalbum, 1987) - Learning English Lesson One (250.000, Studioalbum, 1991) - Machmalauter Live (200.000, Livealbum, 2009) - Der Krach der Republik (200.000, Livealbum, 2013) - Wannsee (200.000, Single, 2017) - Nur zu Besuch (100.000, Videoalbum, 2005) - Rock am Ring 2004 – Live (75.000, Videoalbum, 2004) - Heimspiel! – Live in Düsseldorf (75.000, Videoalbum, 2005) - Der Krach der Republik – Das Tourfinale (75.000, Videoalbum, 2014) - Wir warten auf’s Christkind – Live! (50.000, Videoalbum, 1998) - En misión del Señor – Live in Buenos Aires (50.000, Videoalbum, 2001) - Reich & sexy II (50.000, Videoalbum, 2002) - Machmalauter – Live in Berlin (50.000, Videoalbum, 2009) - 3 Akkorde für ein Halleluja (25.000, Videoalbum, 1989) - Unterwegs im Auftrag des Herrn – Live (25.000, Videoalbum, 1996) - Friss oder stirb (25.000, Videoalbum, 2005) - Hals + Beinbruch – Live bei Rock am Ring 2008 (25.000, Videoalbum, 2008) - Noches como Estas – Live in Buenos Aires (25.000, Videoalbum, 2012) |
| 19   |      | AC/DC                                             | • Genre: Bluesrock/Hard Rock/Rock ’n’ Roll • Zertifizierungszeitraum: 1980–2025 • Erfolgreichste Werke: Back in Black (1 Million, Studioalbum, 1980), The Razors Edge (1 Million, Studioalbum, 1990) und Black Ice (1 Million, Studioalbum, 2008) | 14.450.000 - Back in Black (1.000.000, Studioalbum, 1980) - The Razors Edge (1.000.000, Studioalbum, 1990) - Black Ice (1.000.000, Studioalbum, 2008) - Highway to Hell (900.000, Single, 1979) - Thunderstruck (900.000, Single, 1990) - Highway to Hell (750.000, Studioalbum, 1979) - Rock or Bust (750.000, Studioalbum, 2014) - High Voltage (500.000, Kompilationen, 1976) - Dirty Deeds Done Dirt Cheap (500.000, Studioalbum, 1976) - Let There Be Rock (500.000, Studioalbum, 1977) - If You Want Blood You’ve Got It (500.000, Livealbum, 1978) - Back in Black (500.000, Single, 1980) - For Those About to Rock (We Salute You) (500.000, Studioalbum, 1981) - Who Made Who (500.000, Soundtrack, 1986) - Stiff Upper Lip (450.000, Studioalbum, 2000) - Live at River Plate (400.000, Livealbum, 2012) - Power Up (400.000, Studioalbum, 2020) - Iron Man 2 (300.000, Soundtrack, 2010) - T.N.T. (250.000, Single, 1976) - Powerage (250.000, Studioalbum, 1978) - You Shook Me All Night Long (250.000, Single, 1980) - Hells Bells (250.000, Single, 1980) - Flick of the Switch (250.000, Studioalbum, 1983) - Fly on the Wall (250.000, Studioalbum, 1985) - Blow Up Your Video (250.000, Studioalbum, 1988) - Live (250.000, Livealbum, 1992) - Live (Collector’s Edition) (250.000, Livealbum, 1992) - Ballbreaker (250.000, Studioalbum, 1995) - Family Jewels (175.000, Videoalbum, 2005) - Live at Donington (150.000, Videoalbum, 1992) - Live at River Plate (150.000, Videoalbum, 2011) - Plug Me In (100.000, Videoalbum, 2007) - No Bull (25.000, Videoalbum, 1996) |
| 19   |      | David Guetta                                      | • Genre: Electro-House/Future-Bass/House/Trap • Zertifizierungszeitraum: 2010–2024 • Erfolgreichste Werke: I Gotta Feeling (1,2 Millionen, Autor, 2009; Interpretation: The Black Eyed Peas), Titanium (1,2 Millionen, Single, 2012; mit Sia) | 14.450.000 - I Gotta Feeling (1.200.000, Autor, 2009; Interpretation: The Black Eyed Peas) - Titanium (1.200.000, Single, 2011; mit Sia) - Memories (900.000, Single, 2010; mit Kid Cudi) - Nothing but the Beat (600.000, Studioalbum, 2011) - Dangerous (600.000, Single, 2014; mit Sam Martin) - I’m Good (Blue) (600.000, Single, 2022; mit Bebe Rexha) - One Love (500.000, Studioalbum, 2009) - Club Can’t Handle Me (450.000, Single, 2010; Flo Rida feat. David Guetta) - Sweat / Wet (450.000, Single, 2011; mit Snoop Dogg) - Where Them Girls At (450.000, Single, 2011; mit Flo Rida & Nicki Minaj) - Lovers on the Sun (400.000, Single, 2014; mit Sam Martin) - Hey Mama (400.000, Single, 2015; mit Nicki Minaj, Bebe Rexha & Afrojack) - Would I Lie to You (400.000, Single, 2016; mit Cedric Gervais & Chris Willis) - 2U (400.000, Single, 2017; feat. Justin Bieber) - Shed a Light (400.000, Single, 2016; mit Robin Schulz feat. Cheat Codes) - Flames (400.000, Single, 2018; mit Sia) - When Love Takes Over (300.000, Single, 2009; mit Kelly Rowland) - Sexy Bitch (300.000, Single, 2009; mit Akon) - Play Hard (300.000, Single, 2013; mit Ne-Yo & Akon) - Baby Don’t Hurt Me (300.000, Single, 2023; mit Anne-Marie & Coi Leray) - I Don’t Wanna Wait (300.000, Single, 2024; mit OneRepublic) - Listen (200.000, Studioalbum, 2014) - What I Did for Love (200.000, Single, 2014; mit Emeli Sandé) - One Last Time (200.000, Autor, 2015; Interpretation: Ariana Grande) - Bang My Head (200.000, Single, 2015; mit Sia & Fetty Wap) - This One’s for You (200.000, Single, 2016; mit Zara Larsson) - Complicated (200.000, Single, 2017; vs. Dimitri Vegas & Like Mike feat. Kiiara) - Mad Love (200.000, Single, 2018; mit Sean Paul feat. Becky G) - Like I Do (200.000, Single, 2018; mit Martin Garrix & Brooks) - Say My Name (200.000, Single, 2018; mit Bebe Rexha & J Balvin) - Instagram (200.000, Single, 2021; mit Dimitri Vegas & Like Mike & Daddy Yankee feat. Afro Bros & Natti Natasha) - Bed (200.000, Single, 2021; mit Joel Corry & Raye) - Crazy What Love Can Do (200.000, Single, 2022; mit Becky Hill & Ella Henderson) - Gettin’ Over You (150.000, Single, 2010; mit Chris Willis, Fergie & LMFAO) - Who’s That Chick? (150.000, Single, 2010; mit Rihanna) - Little Bad Girl (150.000, Single, 2011; mit Taio Cruz & Ludacris) - Without You (150.000, Single, 2011; mit Usher) - Turn Me On (150.000, Single, 2011; mit Nicki Minaj) - Don’t Wake Me Up (150.000, Autor/Produzent, 2012; Interpretation: Chris Brown) - She Wolf (Falling to Pieces) (150.000, Single, 2012; mit Sia) - Shot Me Down (150.000, Single, 2014; mit Skylar Grey) |
| 21   |      | James Last                                        | • Genre: Big Band/Jazz • Zertifizierungszeitraum: 1976–1999 • Erfolgreichste Werke: Käpt’n James bittet zum Tanz (750 Tausend, Studioalbum, 1968) und Auf Last geht’s los (750 Tausend, Studioalbum, 1977) | 13.750.000 - Käpt’n James bittet zum Tanz (750.000, Studioalbum, 1968) - Auf last geht’s los (750.000, Studioalbum, 1977) - Hammond à gogo (500.000, Studioalbum, 1965) - Trumpet à gogo (500.000, Studioalbum, 1966) - Christmas Dancing (500.000, Weihnachtsalbum, 1966) - Non Stop Dancing 9 (500.000, Studioalbum, 1969) - Golden Non Stop Dancing 10 (500.000, Studioalbum, 1970) - Non Stop Dancing 11 (500.000, Studioalbum, 1970) - Last the Whole Night Through (500.000, Kompilation, 1970) - Polka-Party (500.000, Studioalbum, 1971) - James Last spielt Robert Stolz (500.000, Studioalbum, 1977) - Träum was Schönes (500.000, Studioalbum, 1979) - Hammond à gogo Vol. 2 (250.000, Studioalbum, 1966) - Ännchen von Tharau bittet zum Tanz (250.000, Studioalbum, 1966) - Trumpet à gogo Vol. 2 (250.000, Studioalbum, 1967) - Humba-Humba à gogo (250.000, Studioalbum, 1968) - Non Stop Dancing 8 (250.000, Studioalbum, 1969) - Ännchen von Tharau bittet zum Tanz 2 (250.000, Studioalbum, 1969) - James Last bittet zum Tanz (250.000, Boxset, 1969) - Beach Party (250.000, Studioalbum, 1970) - Happy Lehár (250.000, Studioalbum, 1970) - Käpt’n James bittet zum Tanz – Folge 2 (250.000, Studioalbum, 1971) - Non Stop Dancing 12 (250.000, Studioalbum, 1971) - Classics Up to Date Vol. 2 (250.000, Studioalbum, 1971) - Non Stop Dancing 1972 (250.000, Studioalbum, 1972) - Non Stop Dancing 1972/2 (250.000, Studioalbum, 1972) - Russland zwischen Tag und Nacht (250.000, Studioalbum, 1972) - Polka-Party 2 (250.000, Studioalbum, 1972) - Non Stop Dancing 1973 (250.000, Studioalbum, 1973) - Sing mit (250.000, Studioalbum, 1973) - Classics (250.000, Studioalbum, 1973) - Weihnachten mit James Last (250.000, Weihnachtsalbum, 1973) - Sing mit 2 (250.000, Studioalbum, 1974) - Sing mit 3 (250.000, Studioalbum, 1975) - Non Stop Dancing 20 – Jubiläums-Ausgabe (250.000, Studioalbum, 1975) - Sing mit 4 (250.000, Studioalbum, 1976) - Und jetzt alle (250.000, Studioalbum, 1979) - Ein festliches Konzert zur Weihnachtszeit (250.000, Weihnachtsalbum, 1979) - Das Beste aus 150 Goldenen (250.000, Studioalbum, 1980) - Biscaya (250.000, Studioalbum, 1982) - Nimm mich mit, Käpt’n James, auf die Reise … (250.000, Studioalbum, 1982) |
| 22   |      | Madonna                                           | • Genre: Pop • Zertifizierungszeitraum: 1985–2024 • Erfolgreichstes Werk: Ray of Light (1,5 Millionen, Studioalbum, 1998) | 12.850.000 - Ray of Light (1.500.000, Studioalbum, 1998) - True Blue (1.000.000, Studioalbum, 1986) - Like a Virgin (750.000, Studioalbum, 1984) - Like a Prayer (750.000, Studioalbum, 1989) - The Immaculate Collection (750.000, Kompilation, 1990) - Music (600.000, Studioalbum, 2000) - Confessions on a Dance Floor (600.000, Studioalbum, 2005) - Bedtime Stories (500.000, Studioalbum, 1994) - Something to Remember (500.000, Kompilation, 1995) - Evita (500.000, Soundtrack, 1996) - Frozen (500.000, Single, 1998) - Hung Up (450.000, Single, 2005) - GHV2 (300.000, Kompilation, 2001) - 4 Minutes (300.000, Single, 2008) - Popular (300.000, Single, 2024) - Madonna (250.000, Studioalbum, 1983) - Who’s That Girl (250.000, Soundtrack, 1987) - La Isla Bonita (250.000, Single, 1987) - You Can Dance (250.000, Remixalbum, 1987) - Like a Prayer (250.000, Single, 1989) - I’m Breathless (250.000, Soundtrack, 1990) - Erotica (250.000, Studioalbum, 1992) - Don’t Cry for Me Argentina (250.000, Single, 1996) - The Power of Good-Bye (250.000, Single, 1998) - American Pie (250.000, Single, 2000) - Music (250.000, Single, 2000) - American Life (200.000, Studioalbum, 2003) - Hard Candy (200.000, Studioalbum, 2008) - Celebration (200.000, Kompilation, 2009) - The Confessions Tour (100.000, Videoalbum, 2007) - The Immaculate Collection (25.000, Videoalbum, 1990) - In Bed with Madonna (25.000, Videoalbum, 1991) - I’m Going to Tell You a Secret (25.000, Videoalbum, 2006) - Sticky and Sweet Tour – Live from Buenos Aires (25.000, Videoalbum, 2010) |
| 23   |      | Robbie Williams                                   | • Genre: Pop • Zertifizierungszeitraum: 2000–2024 • Erfolgreichstes Werk: Swing When You’re Winning (1,5 Millionen, Studioalbum, 2001) | 12.400.000 - Swing When You’re Winning (1.500.000, Studioalbum, 2001) - Escapology (1.200.000, Studioalbum, 2002) - Intensive Care (1.100.000, Studioalbum, 2005) - Live Summer 2003 (900.000, Livealbum, 2003) - Greatest Hits (900.000, Kompilation, 2004) - Rudebox (600.000, Studioalbum, 2006) - Bodies (600.000, Single, 2009) - Angels (500.000, Single, 1997) - Swings Both Ways (500.000, Studioalbum, 2013) - Sing When You’re Winning (450.000, Studioalbum, 2000) - Reality Killed the Video Star (400.000, Studioalbum, 2009) - Live at the Albert (300.000, Livealbum, 2001) - Life Thru a Lens (250.000, Studioalbum, 1997) - I’ve Been Expecting You (250.000, Studioalbum, 1998) - Supreme (250.000, Single, 2000) - Eternity/The Road to Mandalay (250.000, Single, 2001) - Somethin’ Stupid (250.000, Single, 2001) - Feel (250.000, Single, 2002) - What We Did Last Summer: Live at Knebworth (250.000, Videoalbum, 2003) - In and Out of Consciousness: The Greatest Hits 1990–2010 (200.000, Kompilation, 2010) - Take the Crown (200.000, Studioalbum, 2012) - The Days (200.000, Single, 2014; mit Avicii) - Love My Life (200.000, Single, 2016) - She’s Madonna (150.000, Single, 2007; mit den Pet Shop Boys) - The Flood (150.000, Autor, 2010; Interpretation: Take That) - Candy (150.000, Single, 2012) - And Through It All: Robbie Williams Live 1997–2006 (100.000, Videoalbum, 2006) - The Heavy Entertainment Show (100.000, Studioalbum, 2016) - The Christmas Present (100.000, Studioalbum, 2019) - Live at the Albert (75.000, Videoalbum, 2001) - The Robbie Williams Show (50.000, Videoalbum, 2003) - Nobody Someday (25.000, Videoalbum, 2002) |
| 24   |      | Sido                                              | • Genre: Hip-Hop • Zertifizierungszeitraum: 2004–2025 • Erfolgreichste Werke: Au revoir (1 Million, Single, 2014; Mark Forster feat. Sido) und Astronaut (1 Million, Single, 2015; feat. Andreas Bourani) | 12.300.000 - Au revoir (1.000.000, Single, 2014; Mark Forster feat. Sido) - Astronaut (1.000.000, Single, 2015; feat. Andreas Bourani) - Bilder im Kopf (750.000, Single, 2012) - Schlechtes Vorbild (600.000, Single, 2007) - Liebe (600.000, Single, 2013) - Liebs oder lass es (600.000, Single, 2013; Genetikk feat. Sido) - Tausend Tattoos (600.000, Single, 2018) - 2002 (600.000, Lied, 2019; feat. Apache 207) - Blau (400.000, Single, 2017; Amanda feat. Sido) - Mit dir (400.000, Single, 2021) - Augen auf / Halt dein Maul (300.000, Single, 2008) - Ich und meine Maske (300.000, Studioalbum, 2008) - Strip für mich (300.000, Lied, 2008; feat. Kitty Kat) - Der Himmel soll warten (300.000, Single, 2010; feat. Adel Tawil) - Einer dieser Steine (300.000, Single, 2013; feat. Mark Forster) - Monet (300.000, Single, 2020; mit Alligatoah) - Mama hat gesagt (300.000, Single, 2024; SDP feat. Esther Graf & Sido) - MTV Unplugged Live aus’m MV (200.000, Livealbum, 2010) - #Beste (200.000, Kompilation, 2012) - 30-11-80 (200.000, Studioalbum, 2013) - Die Nacht von Freitag auf Montag (200.000, Autor, 2015; Interpretation: Peter Wackel) - VI (200.000, Studioalbum, 2015) - Melatonin (200.000, Single, 2019; feat. Beka & Yonii) - Leben vor dem Tod (200.000, Single, 2019; feat. Monchi) - Pyramiden (200.000, Single, 2019; feat. Johannes Oerding) - Leere Hände (200.000, Single, 2021; Santos feat. Sido & Samra) - Follow (200.000, Single, 2022; Kontra K feat. Leony & Sido) - Carmen (150.000, Single, 2008) - Nein! (150.000, Single, 2009; feat. Doreen) - Hey du! (150.000, Single, 2009) - Ne Leiche (150.000, Single, 2010; SDP feat. Sido) - Die Nacht von Freitag auf Montag (150.000, Single, 2012; SDP feat. Sido) - Maske (100.000, Studioalbum, 2004) - Ich (100.000, Studioalbum, 2006) - Aggro Berlin (100.000, Studioalbum, 2009) - 23 (100.000, Kollaboalbum, 2011; mit Bushido) - Blutzbrüdaz – die Mukke zum Film (100.000, Kollaboalbum, 2011; mit Various Artists) - Das goldene Album (100.000, Studioalbum, 2016) - Royal Bunker (100.000, Kollaboalbum, 2017; mit Kool Savas) - Ich und keine Maske (100.000, Studioalbum, 2019) - Paul (100.000, Studioalbum, 2022) |
| 25   |      | Marius Müller-Westernhagen                        | • Genre: Pop/Rock • Zertifizierungszeitraum: 1981–2017 • Erfolgreichstes Werk: Affentheater (1,75 Millionen, Studioalbum, 1994) | 12.225.000 - Affentheater (1.750.000, Studioalbum, 1994) - Live (1.500.000, Livealbum, 1990) - Radio Maria (1.250.000, Studioalbum, 1998) - So weit … – Best Of (1.050.000, Kompilation, 2000) - Mit Pfefferminz bin ich dein Prinz (1.000.000, Studioalbum, 1978) - Halleluja (1.000.000, Studioalbum, 1989) - Jaja (1.000.000, Studioalbum, 1992) - Stinker (500.000, Studioalbum, 1981) - In den Wahnsinn (450.000, Studioalbum, 2002) - Das erste Mal (250.000, Studioalbum, 1975) - Sekt oder Selters (250.000, Studioalbum, 1980) - Das Herz eines Boxers (250.000, Studioalbum, 1982) - Geiler is’ schon (250.000, Studioalbum, 1983) - Laß uns leben – 13 Balladen 1974–1985 (250.000, Kompilation, 1985) - Westernhagen (250.000, Studioalbum, 1987) - Keine Zeit (250.000, Soundtrack, 1996) - Wieder hier (250.000, Single, 1998) - MTV Unplugged (200.000, Livealbum, 2016) - Nackt im Wind (150.000, Single, 1985; als Teil von Band für Afrika) - Nahaufnahme (100.000, Studioalbum, 2005) - Wunschkonzert – Best Of (100.000, Kompilation, 2008) - Williamsburg (100.000, Studioalbum, 2009) - Live (50.000, Videoalbum, 1990) - Wenn das Licht auf dich fällt – Westernhagen in Concert 2005 (25.000, Videoalbum, 2007) |
| 25   |      | Rammstein                                         | • Genre: Neue Deutsche Härte • Zertifizierungszeitraum: 1997–2025 • Erfolgreichstes Werk: Sehnsucht (1,25 Millionen, Studioalbum, 1997) | 12.225.000 - Sehnsucht (1.250.000, Studioalbum, 1997) - Herzeleid (1.000.000, Studioalbum, 1995) - Mutter (900.000, Studioalbum, 2001) - Sonne (900.000, Single, 2001) - Reise, Reise (700.000, Studioalbum, 2004) - Liebe ist für alle da (700.000, Studioalbum, 2009) - Engel (600.000, Single, 1997; Gastsängerin: Bobo) - Rosenrot (600.000, Studioalbum, 2005) - Deutschland (600.000, Single, 2019) - Unbetitelt (600.000, Studioalbum, 2019) - Live aus Berlin (500.000, Livealbum, 1999) - Made in Germany 1995–2011 (500.000, Kompilation, 2011) - Völkerball (400.000, Livealbum, 2006) - Zeit (400.000, Studioalbum, 2022) - Feuer frei! (300.000, Single, 2002) - Ohne dich (300.000, Single, 2004) - Mein Herz brennt (300.000, Single, 2012) - Zeit (300.000, Single, 2022) - Ich will (250.000, Single, 2001) - Rammstein: Paris (200.000, Livealbum, 2017) - Radio (200.000, Single, 2019) - Ausländer (200.000, Single, 2019) - Amerika (150.000, Single, 2004) - Live aus Berlin (100.000, Videoalbum, 1999) - Völkerball (100.000, Videoalbum, 2006) - Rammstein in Amerika (100.000, Videoalbum, 2015) - Lichtspielhaus (50.000, Videoalbum, 2003) - Videos 1995–2012 (25.000, Videoalbum, 2012) |
| 27   |      | Capital Bra auch bekannt als: Joker Bra           | • Genre: Hip-Hop • Zertifizierungszeitraum: 2018–2025 • Erfolgreichstes Werk: Neymar (900 Tausend, Single, 2018; feat. Ufo361) | 12.200.000 - Neymar (900.000, Single, 2018; feat. Ufo361) - 110 (800.000, Single, 2019; mit Samra feat. Lea) - Tilidin (600.000, Single, 2019; mit Samra) - One Night Stand (400.000, Single, 2018) - Melodien (400.000, Single, 2018; feat. Juju) - Benzema (400.000, Single, 2018) - Prinzessa (400.000, Single, 2019) - DNA (400.000, Single, 2019; KC Rebell feat. Summer Cem & Capital Bra) - Cherry Lady (400.000, Single, 2019) - Wieder Lila (400.000, Single, 2019; mit Samra) - Viva la Dealer (400.000, Lied, 2019; SDP feat. Capital Bra) - Baby (400.000, Single, 2020; feat. Vize) - 7 Stunden (400.000, Lied, 2020; Lea feat. Capital Bra) - Paradise (400.000, Single, 2020; mit Vize & Leony) - Nur noch Gucci (200.000, Single, 2017) - Olé Olé (200.000, Lied, 2017; feat. RAF Camora & Joshi Mizu) - Na Na Na (200.000, Lied, 2017; feat. Ufo361) - 5 Songs in einer Nacht (200.000, Single, 2018) - Chinchilla (200.000, Single, 2018; Summer Cem feat. Capital Bra & KC Rebell) - Berlin lebt (200.000, Single, 2018) - Für euch alle (200.000, Single, 2018; Bushido feat. Samra & Capital Bra) - Roli Glitzer Glitzer (200.000, Single, 2018; feat. Luciano & Eno) - Allein (200.000, Single, 2018) - Ich liebe es (200.000, Single, 2018; feat. Xatar & Samy) - Capital Bra je m’appelle (200.000, Single, 2019) - Wir ticken (200.000, Single, 2019; mit Samra) - Rolex (200.000, Single, 2019; feat. Summer Cem & KC Rebell) - Royal Rumble (200.000, Single, 2019; mit Kalazh44 & Samra feat. Nimo & Luciano) - Zombie (200.000, Single, 2019; mit Samra) - Nummer 1 (200.000, Single, 2019; mit Samra) - Huracan (200.000, Single, 2019; mit Samra) - Purple Rain (200.000, Lied, 2019; mit Samra feat. Santos) - Der Bratan bleibt der gleiche (200.000, Single, 2019) - Nicht verdient (200.000, Single, 2020; feat. Loredana) - Ich weiß nicht mal wie sie heißt (200.000, Single, 2020; feat. Bozza) - Andere Welt (200.000, Single, 2020; feat. Clueso & KC Rebell) - Frühstück in Paris (200.000, Single, 2020; feat. Cro) - Blessed (200.000, Single, 2021; feat. Cro feat. Capital Bra) - Makarov Komplex (100.000, Studioalbum, 2017) - Blyat (100.000, Studioalbum, 2017) - Berlin lebt (100.000, Studioalbum, 2018) - CB6 (100.000, Studioalbum, 2019) - Berlin lebt 2 (100.000, Studioalbum, 2019; mit Samra) |
| 28   |      | Apache 207                                        | • Genre: Hip-Hop • Zertifizierungszeitraum: 2019–2024 • Erfolgreichstes Werk: Roller (1,8 Millionen, Single, 2019) | 12.075.000 - Roller (1.800.000, Single, 2019) - Komet (1.200.000, Single, 2023; mit Udo Lindenberg) - 200 km/h (800.000, Single, 2019) - 2002 (600.000, Lied, 2019; Sido feat. Apache 207) - Wieso tust du dir das an? (600.000, Single, 2019) - Fame (600.000, Single, 2020) - Bläulich (600.000, Single, 2020) - Madonna (600.000, Single, 2021; Bausa feat. Apache 207) - Breaking Your Heart (600.000, Single, 2022) - Kein Problem (400.000, Single, 2019) - Doch in der Nacht (400.000, Lied, 2019) - Boot (400.000, Single, 2020) - Beef (300.000, Lied, 2019) - Fühlst du das auch (300.000, Lied, 2022) - Neunzig (300.000, Single, 2023) - Wenn das so bleibt (300.000, Single, 2023) - Wunder (300.000, Single, 2024) - Brot nach Hause (200.000, Single, 2019) - 2 Minuten (200.000, Single, 2019) - Platte (200.000, EP, 2019) - Sex mit dir (200.000, Lied, 2019) - Matrix (200.000, Single, 2020) - Unterwegs (200.000, Single, 2020) - Sie ruft (200.000, Lied, 2020) - Angst (200.000, Single, 2021) - Kapitel IV Sport (200.000, Single, 2021) - Treppenhaus (100.000, Studioalbum, 2020) - Gartenstadt (75.000, Studioalbum, 2023) |
| 29   |      | Linkin Park                                       | • Genre: Alternative Metal/Crossover/Elektropop/Electro Rock/Nu Metal/Post-Grunge • Zertifizierungszeitraum: 2001–2025 • Erfolgreichstes Werk: In the End (1,8 Millionen, Single, 2001) | 12.050.000 - In the End (1.800.000, Single, 2001) - Numb (1.050.000, Single, 2003) - Meteora (1.000.000, Studioalbum, 2003) - Hybrid Theory (900.000, Studioalbum, 2000) - Minutes to Midnight (700.000, Studioalbum, 2007) - Numb/Encore (600.000, Single, 2004; mit Jay-Z) - What I’ve Done (600.000, Single, 2007) - The Emptiness Machine (600.000, Single, 2024) - Living Things (500.000, Studioalbum, 2012) - New Divide (450.000, Single, 2009) - Live in Texas (300.000, Livealbum, 2003) - Papercut (300.000, Single, 2001) - Breaking the Habit (300.000, Single, 2004) - Leave Out All the Rest (300.000, Single, 2008) - A Thousand Suns (300.000, Studioalbum, 2010) - Burn It Down (300.000, Single, 2012) - Castle of Glass (300.000, Single, 2013) - One More Light (300.000, Single, 2017) - Collision Course (200.000, Remixalbum, 2004; mit Jay-Z) - Road to Revolution: Live at Milton Keynes (200.000, Livealbum, 2008) - The Hunting Party (200.000, Studioalbum, 2014) - Heavy (200.000, Single, 2017; mit Kiiara) - Reanimation (150.000, Remixalbum, 2002) - Shadow of the Day (150.000, Single, 2007) - From Zero (150.000, Studioalbum, 2024) - Recharged (100.000, Remixalbum, 2013) - One More Light (100.000, Studioalbum, 2017) |
| 30   |      | Metallica                                         | • Genre: Metal • Zertifizierungszeitraum: 1991–2025 • Erfolgreichstes Werk: Metallica (2 Millionen, Studioalbum, 1991) | 11.975.000 - Metallica (2.000.000, Studioalbum, 1991) - Load (1.250.000, Studioalbum, 1996) - ReLoad (1.250.000, Studioalbum, 1997) - …And Justice for All (1.000.000, Studioalbum, 1988) - Nothing Else Matters (900.000, Single, 1992) - S&M (750.000, Livealbum, 1999) - Ride the Lightning (500.000, Studioalbum, 1984) - Master of Puppets (500.000, Studioalbum, 1985) - Enter Sandman (500.000, Single, 1991) - Garage Inc. (500.000, Studioalbum, 1998) - Death Magnetic (500.000, Studioalbum, 2008) - St. Anger (400.000, Studioalbum, 2003) - Hardwired…to Self-Destruct (400.000, Studioalbum, 2016) - Master of Puppets (300.000, Single, 1986) - The Unforgiven (300.000, Single, 1991) - Kill ’Em All (250.000, Studioalbum, 1983) - Whiskey in the Jar (250.000, Single, 1999) - Metallica Through the Never (100.000, Videoalbum, 2010) - S&M2 (100.000, Livealbum, 2020; mit Michael Tilsen Thomas & San Francisco Symphony) - 72 Seasons (100.000, Studioalbum, 2023) - Metallica: The Videos 1989–2004 (50.000, Videoalbum, 2006) - Live Shit: Binge & Purge (25.000, Videoalbum, 1993) - The Big Four Live from Sofia, Bulgaria (25.000, Videoalbum, 2010) - Quebec Magnetic (25.000, Videoalbum, 2012) |
| 31   |      | Andrea Berg                                       | • Genre: Schlager • Zertifizierungszeitraum: 2002–2025 • Erfolgreichstes Werk: Best Of (2,4 Millionen, Kompilation, 2001) | 11.600.000 - Best Of (2.550.000, Kompilation, 2001) - Schwerelos (1.000.000, Studioalbum, 2010) - Abenteuer (1.000.000, Studioalbum, 2011) - Zwischen Himmel & Erde (600.000, Studioalbum, 2009) - Atlantis (600.000, Studioalbum, 2013) - Seelenbeben (600.000, Studioalbum, 2016) - Du bist frei (500.000, Studioalbum, 1992) - Gefühle (500.000, Studioalbum, 1995) - Splitternackt (500.000, Studioalbum, 2006) - Die neue Best Of (500.000, Kompilation, 2007) - Wo liegt das Paradies (300.000, Studioalbum, 2001) - Machtlos (300.000, Studioalbum, 2003) - Du (300.000, Studioalbum, 2004) - 25 Jahre Abenteuer Leben (300.000, Kompilation, 2017) - Träume lügen nicht (250.000, Studioalbum, 1997) - Du hast mich tausendmal belogen (250.000, Single, 2001) - Dezember Nacht (200.000, Weihnachtsalbum, 2007) - Mosaik (200.000, Studioalbum, 2019) - Emotionen Hautnah (175.000, Videoalbum, 2003) - Weil ich verliebt bin (150.000, Studioalbum, 1999) - Nah am Feuer (150.000, Studioalbum, 2002) - Ich liebe das Leben (150.000, Single, 2010) - Live – Das große Konzert in Oberhausen (125.000, Videoalbum, 2006) - Atlantis – Andrea Berg Live das Heimspiel (100.000, Livealbum, 2014) - Das Konzert – Zwischen Himmel und Erde (75.000, Videoalbum, 2009) - Schwerelos – live (75.000, Videoalbum, 2011) - Eine Reise durch die Seele (50.000, Videoalbum, 2004) - Andrea Berg – Abenteuer live! (50.000, Videoalbum, 2012) - Atlantis: Live (25.000, Videoalbum, 2014) - Seelenbeben – Heimspiel Edition Live (25.000, Videoalbum, 2016) |
| 32   |      | Elton John                                        | • Genre: Pop/Rock • Zertifizierungszeitraum: 1982–2023 • Erfolgreichstes Werk: Candle in the Wind 1997 (4,5 Millionen, Single, 1997) | 11.450.000 - Candle in the Wind 1997 (4.500.000, Single, 1997) - The Lion King (1.500.000, Soundtrack, 1994; mit Tim Rice & Hans Zimmer) - The Very Best of Elton John (1.000.000, Kompilation, 1990) - Cold Heart (Pnau Remix) (600.000, Single, 2021; mit Dua Lipa) - Love Songs (500.000, Kompilation, 1996) - Your Song (300.000, Single, 1970) - Greatest Hits 1970–2002 (300.000, Kompilation, 2002) - Rocket Man (250.000, Single, 1972) - Your Songs (250.000, Kompilation, 1982) - I’m Still Standing (250.000, Single, 1983) - Too Low for Zero (250.000, Studioalbum, 1983) - Ice on Fire (250.000, Studioalbum, 1985) - Sleeping with the Past (250.000, Studioalbum, 1989) - The One (250.000, Studioalbum, 1992) - Circle of Life (250.000, Single, 1994) - Made in England (250.000, Studioalbum, 1995) - Merry Christmas (200.000, Single, 2021; mit Ed Sheeran) - Ghetto Gospel (150.000, Single, 2005; Tupac Shakur feat. Elton John) - All of the Lights (150.000, Single, 2011; Kanye West feat. Various Artists) |
| 33   |      | Pur                                               | • Genre: Pop • Zertifizierungszeitraum: 1993–2023 • Erfolgreichstes Werk: Abenteuerland (2 Millionen, Studioalbum, 1995) | 09.875.000 - Abenteuerland (2.000.000, Studioalbum, 1995) - Seiltänzertraum (1.500.000, Studioalbum, 1993) - Pur Live (1.000.000, Livealbum, 1992) - Mächtig viel Theater (1.000.000, Studioalbum, 1998) - Mittendrin (600.000, Studioalbum, 2000) - Pur Live – Die Zweite (500.000, Livealbum, 1996) - Hits PUR – 20 Jahre eine Band (450.000, Kompilationen, 2001) - Was ist passiert? (400.000, Studioalbum, 2003) - Es ist wie es ist (300.000, Studioalbum, 2006) - Unendlich mehr (250.000, Studioalbum, 1990) - Nichts ohne Grund (250.000, Studioalbum, 1991) - Abenteuerland (250.000, Single, 1995) - Wenn du da bist (250.000, Single, 1997) - PUR Klassisch – Live auf Schalke 2004 (200.000, Livealbum, 2004) - Wünsche (200.000, Studioalbum, 2009) - Schein & Sein (200.000, Studioalbum, 2012) - Achtung (200.000, Studioalbum, 2015) - Zwischen den Welten (100.000, Studioalbum, 2018) - Pur & Friends auf Schalke live (50.000, Studioalbum, 2001) - PUR Klassisch – Live auf Schalke 2004 (50.000, Videoalbum, 2004) - Live – Das Video zur Abenteuerland Tour 1995/1996 (25.000, Videoalbum, 1996) - Abenteuerland: Live aus dem Düsseldorfer Rheinstadion (25.000, Videoalbum 1996) - Mittendrin und ganz viel drumherum (25.000, Videoalbum, 2000) - Das ist passiert! (25.000, Videoalbum, 2003) - Es ist wie es ist: Die live DVD (25.000, Videoalbum, 2006) |
| 34   |      | Sia                                               | • Genre: Pop • Zertifizierungszeitraum: 2012–2025 • Erfolgreichste Werke: Diamonds (1,2 Millionen, Autorin, 2012; Interpretation: Rihanna), Titanium (1,2 Millionen, Single, 2012; David Guetta feat. Sia) | 09.750.000 - Diamonds (1.200.000, Autorin, 2012; Interpretation: Rihanna) - Titanium (1.200.000, Single, 2011; David Guetta feat. Sia) - Cheap Thrills (1.000.000, Single, 2016; feat. Sean Paul) - Chandelier (900.000, Single, 2014) - The Greatest (600.000, Single, 2016; feat. Kendrick Lamar) - Snowman (600.000, Single, 2017) - Unstoppable (400.000, Lied, 2016) - Never Give Up (400.000, Single, 2016) - Chained to the Rhythm (400.000, Autorin, 2017; Interpretation: Katy Perry feat. Skip Marley) - Dusk Till Dawn (400.000, Single, 2017; Zayn feat. Sia) - Flames (400.000, Single, 2018; mit David Guetta) - Elastic Heart (300.000, Single, 2013; feat. The Weeknd & Diplo) - Diamonds (200.000, Autorin, 2014; Interpretation: Josef Salvat) - Flashlight (200.000, Autorin, 2015; Interpretation: Jessie J) - Bang My Head (200.000, Single, 2015; David Guetta feat. Sia & Fetty Wap) - This Is Acting (200.000, Studioalbum, 2016) - Move Your Body (200.000, Single, 2017) - Crying in the Club (200.000, Autorin, 2017; Interpretation: Camila Cabello) - Thunderclouds (200.000, Single, 2018; mit Labrinth & Diplo) - Wild Ones (150.000, Single, 2011; Flo Rida feat. Sia) - She Wolf (Falling to Pieces) (150.000, Single, 2012; David Guetta feat. Sia) - We Are One (Ole Ola) (150.000, Autorin, 2014; Interpretation: Pitbull feat. Claudia Leitte & Jennifer Lopez) - 1000 Forms of Fear (100.000, Studioalbum, 2014) |
| 35   |      | Coldplay                                          | • Genre: Alternative Rock/Pop-Rock/Pop • Zertifizierungszeitraum: 2002–2025 • Erfolgreichstes Werk: Something Just Like This (1,2 Millionen, Single, 2017; mit The Chainsmokers) | 09.650.000 - Something Just Like This (1.200.000, Single, 2017; mit The Chainsmokers) - Viva la Vida (900.000, Single, 2008) - Hymn for the Weekend (800.000, Single, 2015; feat. Beyoncé) - Viva la Vida or Death and All His Friends (700.000, Studioalbum, 2008) - Yellow (600.000, Single, 2000) - A Rush of Blood to the Head (600.000, Studioalbum, 2002) - The Scientist (600.000, Single, 2002) - X&Y (600.000, Studioalbum, 2005) - Paradise (600.000, Single, 2011) - A Sky Full of Stars (600.000, Single, 2014) - Mylo Xyloto (400.000, Studioalbum, 2011) - Adventure of a Lifetime (400.000, Single, 2015) - A Head Full of Dreams (400.000, Studioalbum, 2015) - Christmas Lights (300.000, Single, 2010) - Ghost Stories (300.000, Studioalbum, 2014) - Higher Power (200.000, Single, 2021) - My Universe (200.000, Single, 2021; mit BTS) - Parachutes (150.000, Studioalbum, 2000) - Coldplay Live 2003 (100.000, Videoalbum, 2003) |
| 36   |      | Cro                                               | • Genre: Rap • Zertifizierungszeitraum: 2012–2024 • Erfolgreichstes Werk: Traum (1 Million, Single, 2014) | 09.600.000 - Traum (1.000.000, Single, 2014) - Easy (900.000, Single, 2012) - Bad Chick (900.000, Single, 2014) - Bye Bye (800.000, Single, 2015) - Raop (700.000, Studioalbum, 2012) - Du (600.000, Single, 2012) - Unendlichkeit (600.000, Single, 2017) - Einmal um die Welt (450.000, Single, 2012) - Whatever (450.000, Single, 2013) - Hi Kids (300.000, Lied, 2012) - Ein Teil (300.000, Lied, 2012) - Melodie (300.000, Studioalbum, 2014) - Tempo (300.000, Single, 2024; Sampagne feat. Badchieff & Cro) - MTV Unplugged: Cro (200.000, Livealbum, 2015) - Meine Gang (Bang Bang) (200.000, Lied, 2014; feat. Dajuan) - Hey Girl (200.000, Single, 2014) - Melodie (MTV Unplugged) (200.000, Single, 2015) - 5 Minuten (200.000, Single, 2019; KitschKrieg feat. Cro, AnnenMayKantereit & Trettmann) - 1000 Hits (200.000, Single, 2019; Jamule feat. Cro) - Frühstück in Paris (200.000, Single, 2020; Capital Bra feat. Cro) - Blessed (200.000, Single, 2021; feat. Capital Bra) - Nie mehr (150.000, Lied, 2012) - Fühlt sich wie Fliegen an (150.000, Single, 2012; Max Herre feat. Clueso & Cro) - tru. (100.000, Studioalbum, 2017) |
| 37   |      | Bee Gees                                          | • Genre: Disco/Pop/R&B/Rock • Zertifizierungszeitraum: 1978–2025 • Erfolgreichstes Werk: Massachusetts (2 Millionen, Single, 1967) | 09.425.000 - Massachusetts (2.000.000, Single, 1967) - Saturday Night Fever: The Original Movie Sound Track (1.500.000, Soundtrack, 1977) - The Very Best of the Bee Gees (1.000.000, Kompilation, 1990) - E.S.P. (750.000, Studioalbum, 1987) - Stayin’ Alive (600.000, Single, 1977) - You Win Again (500.000, Single, 1987) - High Civilization (500.000, Studioalbum, 1991) - Still Waters (500.000, Studioalbum, 1997) - Immortality (500.000, Single, 1998; mit Céline Dion) - Best of Bee Gees (250.000, Kompilation, 1969) - 20 Greatest Hits (250.000, Kompilation, 1978) - One (250.000, Studioalbum, 1989) - Alone (250.000, Single, 1997) - One Night Only (250.000, Livealbum, 1998) - This Is Where I Came In (150.000, Studioalbum, 2001) - Their Greatest Hits – The Record (150.000, Kompilation, 2001) - One Night Only – Live at the MGM Grand (25.000, Videoalbum, 2001) |
| 38   |      | Timbaland                                         | • Genre: Contemporary R&B/Hip-Hop • Zertifizierungszeitraum: 2000–2025 • Erfolgreichstes Werk: Apologize (1,35 Millionen, Single, 2007; mit OneRepublic) | 09.350.000 - Apologize (1.350.000, Single, 2007; mit OneRepublic) - Say It Right (900.000, Autor/Produzent, 2007; Interpretation: Nelly Furtado) - The Way I Are (750.000, Single, 2007; mit D.O.E., Keri Hilson & Sebastian) - All Good Things (Come to an End) (600.000, Autor/Produzent, 2006; Interpretation: Nelly Furtado) - Promiscuous (450.000, Single, 2006; mit Nelly Furtado) - Give It to Me (450.000, Single, 2007; mit Nelly Furtado & Justin Timberlake) - Without Me (400.000, Autor, 2018; Interpretation: Halsey) - Maneater (300.000, Autor/Produzent, 2006; Interpretation: Nelly Furtado) - SexyBack (300.000, Single, 2006; mit Justin Timberlake) - What Goes Around… Comes Around (300.000, Autor/Produzent, 2006; Interpretation: Justin Timberlake) - 4 Minutes (300.000, Single, 2008; mit Madonna feat. Justin Timberlake) - Rehab (300.000, Autor/Produzent, 2008; Interpretation: Rihanna feat. Justin Timberlake) - Ayo Technology (300.000, Autor, 2008; Interpretation: Milow) - Mirrors (300.000, Autor/Produzent, 2013; Interpretation: Justin Timberlake) - Love Never Felt So Good (300.000, Produzent, 2014; Interpretation: Michael Jackson & Justin Timberlake) - Try Again (250.000, Autor/Produzent, 2000; Interpretation: Aaliyah) - Cry Me a River (250.000, Autor/Produzent, 2002; Interpretation: Justin Timberlake) - Shock Value (200.000, Album, 2007) - Say Something (200.000, Autor/Produzent, 2018; Interpretation: Justin Timberlake feat. Chris Stapleton) - My Love (150.000, Autor/Produzent, 2006; Interpretation: Justin Timberlake feat. T.I.) - Ayo Technology (150.000, Single, 2007; mit 50 Cent feat. Justin Timberlake) - Morning After Dark (150.000, Single, 2009; mit Nelly Furtado und SoShy) - If We Ever Meet Again (150.000, Single, 2010; feat. Katy Perry) - Marchin’ On (150.000, Single, 2010; mit OneRepublic) - Drunk in Love (150.000, Autor, 2013; Interpretation: Beyoncé feat. Jay-Z) - Holy Grail (150.000, Autor/Produzent, 2013; Interpretation: Jay-Z feat. Justin Timberlake) - Shock Value II (100.000, Album, 2009) |
| 39   |      | Freddy Quinn                                      | • Genre: Volksmusik • Zertifizierungszeitraum: 1979–1979 • Erfolgreichste Werke: Heimweh (Dort, wo die Blumen blüh’n) (2 Millionen, Single, 1956) und Junge, komm bald wieder (2 Millionen, Single, 1962) | 09.250.000 - Heimweh (Dort, wo die Blumen blüh’n) (2.000.000, Single, 1956) - Junge, komm bald wieder (2.000.000, Single, 1962) - Heimatlos (1.000.000, Single, 1957) - Die Gitarre und das Meer (1.000.000, Single, 1959) - Unter fremden Sternen (1.000.000, Single, 1959) - La Paloma (1.000.000, Single, 1961) - Freddy auf hoher See (500.000, Studioalbum, 1961) - Weihnachten auf hoher See (500.000, Weihnachtsalbum, 1963) - Nimm mich mit, Freddy (250.000, Kompilation, 1978) |
| 40   |      | Justin Bieber                                     | • Genre: Pop • Zertifizierungszeitraum: 2010–2024 • Erfolgreichste Werke: Love Yourself (1 Million, Single, 2015) und Let Me Love You (1 Million, Single, 2016; DJ Snake feat. Justin Bieber) | 09.150.000 - Love Yourself (1.000.000, Single, 2015) - Let Me Love You (1.000.000, Single, 2016; DJ Snake feat. Justin Bieber) - Sorry (900.000, Single, 2015) - I Don’t Care (800.000, Single, 2019; mit Ed Sheeran) - Boyfriend (600.000, Single, 2012) - What Do You Mean? (400.000, Single, 2015) - Cold Water (400.000, Single, 2016; Major Lazer feat. Justin Bieber & MØ) - I’m the One (400.000, Single, 2017; DJ Khaled feat. Justin Bieber, Quavo, Chance the Rapper & Lil Wayne) - 2U (400.000, Single, 2017; David Guetta feat. Justin Bieber) - Friends (400.000, Single, 2017; mit BloodPop) - Mistletoe (300.000, Single, 2011) - My World (200.000, Studioalbum, 2009) - Where Are Ü Now (200.000, Single, 2015; mit Jack Ü) - Despacito (Remix) (200.000, Single, 2017; mit Luis Fonsi feat. Daddy Yankee) - Intentions (200.000, Single, 2020; feat. Quavo) - Lonely (200.000, Single, 2020; mit Benny Blanco) - Peaches (200.000, Single, 2021; feat. Daniel Caesar & Giveon) - Stay (200.000, Single, 2021; mit The Kid Laroi) - Ghost (200.000, Single, 2022) - Baby (150.000, Single, 2010; feat. Ludacris) - Live My Life (150.000, Single, 2012; Far East Movement feat. Justin Bieber) - As Long as You Love Me (150.000, Single, 2012; feat. Big Sean) - Beauty and a Beat (150.000, Single, 2012; feat. Nicki Minaj) - #thatPower (150.000, Single, 2013; will.i.am feat. Justin Bieber) - Believe (100.000, Studioalbum, 2012) - Purpose (100.000, Studioalbum, 2015) |
| 41   |      | Die Flippers                                      | • Genre: Schlager • Zertifizierungszeitraum: 1987–2024 • Erfolgreichste Werke: Liebe ist … – Die schönsten Liebeslieder der Welt und Lotosblume (500 Tausend, Studioalben, 1989) sowie Sommerträume und Rote Rosen (500 Tausend, Kompilationen, 1992)                                                                                                | 09.075.000 - Liebe ist … – Die schönsten Liebeslieder der Welt (500.000, Studioalbum, 1989) - Lotosblume (500.000, Studioalbum, 1989) - Sommerträume (500.000, Kompilation, 1992) - Rote Rosen (500.000, Kompilation, 1992) - Weihnachten mit den Flippers/Die Flippers feiern Weihnachten (350.000, Weihnachtsalbum, 1987) - Der Floh in meinem Herzen (300.000, Studioalbum, 2000) - Nur wer die Sehnsucht kennt (250.000, Studioalbum, 1986) - Aus Liebe weint man nicht (250.000, Studioalbum, 1987) - Träume • Liebe • Sehnsucht – Ihre Größten Erfolge (250.000, Kompilation, 1987) - Nur für dich (250.000, Studioalbum, 1988) - Sieben Tage Sonnenschein (250.000, Studioalbum, 1990) - Träume einer Nacht (250.000, Studioalbum, 1991) - Liebe ist eine Rose (250.000, Studioalbum, 1992) - Star Gold (250.000, Kompilation, 1992) - Sehnsucht nach irgendwo (250.000, Studioalbum, 1993) - Malaika (250.000, Kompilation, 1993) - Sayonara (250.000, Studioalbum, 1994) - Unsere Lieder (250.000, Kompilation, 1994) - Sommersprossen (250.000, Studioalbum, 1995) - Rote Sonne – Weites Land (250.000, Studioalbum, 1996) - Ein Herz aus Schokolade (250.000, Studioalbum, 1997) - Träumen mit den Flippers (250.000, Kompilation, 1997) - Das Leben ist eine Wundertüte (250.000, Studioalbum, 1998) - Das Hit-auf-Hit-Partyalbum (250.000, Kompilation, 1999) - Best Of – Alle großen Hits aus 42 Jahren (200.000, Kompilation, 2011) - Wir sagen danke schön (200.000, Single, 2022) - Maskenball (150.000, Studioalbum, 1999) - Das muss doch Liebe sein (150.000, Studioalbum, 2001) - Isabella (150.000, Studioalbum, 2002) - Immer immer wieder (100.000, Studioalbum, 2003) - Solang’ in uns ein Feuer brennt (100.000, Studioalbum, 2004) - Ein Leben für die Zärtlichkeit (100.000, Kompilation, 2004) - Sommer, Sonne, Zärtlichkeit (100.000, Boxset, 2004) - Hundertmal (100.000, Studioalbum, 2005) - Die Flippers – Das Beste (100.000, Kompilation, 2005) - Ay, Ay Herr Kapitän (100.000, Studioalbum, 2008) - Aloha He – Stern der Südsee (100.000, Studioalbum, 2009) - Es war eine wunderschöne Zeit (100.000, Studioalbum, 2010) - Unsere Lieder: Ihre größten Hiterfolge aus 25 Jahren – Die Flippers auf Mallorca (25.000, Videoalbum, 1994) - Liebe ist…mein erster Gedanke – Die Flippers in Venedig (25.000, Videoalbum, 1996) - Eine musikalische Zeitreise (25.000, Videoalbum, 2002) - 35 Jahre Die Flippers – Unsere schönsten musikalischen Reisen 1 (25.000, Videoalbum, 2004) - 35 Jahre Die Flippers – Unsere schönsten musikalischen Reisen 2 (25.000, Videoalbum, 2004) - Die Flippers – Das Beste aus 40 Jahren (25.000, Videoalbum, 2009) - Best of Live – Alle großen Hits aus 42 Jahren (25.000, Videoalbum, 2011) |
| 42   |      | Pink                                              | • Genre: Pop-Rock • Zertifizierungszeitraum: 2002–2025 • Erfolgreichstes Werk: Funhouse (800 Tausend, Studioalbum, 2008) | 08.975.000 - Funhouse (800.000, Studioalbum, 2008) - I’m Not Dead (700.000, Studioalbum, 2006) - M!ssundaztood (600.000, Studioalbum, 2001) - The Truth About Love (600.000, Studioalbum, 2012) - What About Us? (600.000, Single, 2017) - Lady Marmalade (500.000, Single, 2001; mit Christina Aguilera, Mýa, Lil’ Kim & Missy Elliott) - Just Give Me a Reason (450.000, Single, 2013; mit Nate Ruess) - Cover Me in Sunshine (400.000, Single, 2021; mit Willow Sage Hart) - Try This (300.000, Studioalbum, 2003) - Dear Mr. President (300.000, Single, 2007; mit den Indigo Girls) - So What (300.000, Single, 2008) - Try (300.000, Single, 2012) - Trustfall (300.000, Single, 2023) - Get the Party Started (250.000, Single, 2001) - Greatest Hits … So Far!!! (200.000, Kompilation, 2010) - Just like Fire (200.000, Single, 2016) - Beautiful Trauma (200.000, Studioalbum, 2017) - Walk Me Home (200.000, Single, 2019) - U + Ur Hand (150.000, Single, 2001) - Who Knew (150.000, Single, 2006) - Sober (150.000, Single, 2008) - Whataya Want from Me (150.000, Autorin, 2009; Interpret: Adam Lambert) - Please Don’t Leave Me (150.000, Single, 2009) - Raise Your Glass (150.000, Single, 2010) - F**kin’ Perfect (150.000, Single, 2010) - Bridge of Light (150.000, Single, 2011) - Blow Me (One Last Kiss) (150.000, Single, 2012) - Pink: Funhouse Live in Australia (125.000, Videoalbum, 2009) - Pink: Live from Wembley Arena (100.000, Videoalbum, 2007) - Trustfall (100.000, Studioalbum, 2023) - Pink: Live in Europe (75.000, Videoalbum, 2006) - The Truth About Love – Live from Melbourne (25.000, Videoalbum, 2013) |
| 43   |      | Avicii                                            | • Genre: EDM/Electro-House/Progressive House • Zertifizierungszeitraum: 2012–2023 • Erfolgreichstes Werk: Wake Me Up (1,65 Millionen, Single, 2013) | 08.950.000 - Wake Me Up (1.650.000, Single, 2013; mit Aloe Blacc) - Levels (900.000, Single, 2011) - Hymn for the Weekend (800.000, Produzent, 2015; Interpretation: Coldplay feat. Beyoncé) - A Sky Full of Stars (600.000, Autor/Produzent, 2014; Interpretation: Coldplay) - Hey Brother (600.000, Single, 2013; mit Dan Tyminski) - The Nights (600.000, Single, 2014; mit RAS) - Addicted to You (450.000, Single, 2014; mit Audra Mae) - Lovers on the Sun (400.000, Autor/Produzent, 2014; Interpretation: David Guetta feat. Sam Martin) - Waiting for Love (400.000, Single, 2015; mit Martin Garrix & Simon Aldred) - Without You (400.000, Single, 2017; mit Sandro Cavazza) - Lonely Together (400.000, Single, 2017; mit Rita Ora) - SOS (400.000, Single, 2019; mit Aloe Blacc) - Good Feeling (300.000, Autor, 2011; Interpretation: Flo Rida) - True (200.000, Studioalbum, 2013) - The Days (200.000, Single, 2014; mit Robbie Williams) - For a Better Day (200.000, Single, 2015; mit Alex Ebert) - My Feelings for You (150.000, Single, 2010; mit Sebastien Drums) - I Could Be the One (150.000, Single, 2012; vs. Nicky Romero) - You Make Me (150.000, Single, 2013; feat. Salem Al Fakir) |
| 44   |      | Miksu                                             | • Genre: Hip-Hop • Zertifizierungszeitraum: 2018–2023 • Erfolgreichste Werke: Wieso tust du dir das an? (600 Tausend, Autor/Produzent, 2019; Interpretation: Apache 207) und Madonna (600 Tausend, Autor/Produzent, 2021; Interpretation: Bausa feat. Apache 207)                                                                                    | 08.800.000 - Wieso tust du dir das an? (600.000, Autor/Produzent, 2019; Interpretation: Apache 207) - Madonna (600.000, Autor/Produzent, 2021; Interpretation: Bausa feat. Apache 207) - Tamam Tamam (400.000, Autor/Produzent, 2018; Interpretation: Summer Cem) - DNA (400.000, Autor/Produzent, 2019; Interpretation: KC Rebell feat. Capital Bra & Summer Cem) - Doch in der Nacht (400.000, Autor/Produzent, 2019; Interpretation: Apache 207) - Kein Wort (400.000, Autor/Produzent, 2020; Interpretation: Juju & Loredana) - Liege wieder wach (400.000, Autor/Produzent, 2021; Interpretation: Jamule) - Sehnsucht (400.000, Single, 2022; mit Macloud & T-Low) - Nachts wach (400.000, Single, 2022; mit Macloud & Makko) - Ich brauch dich (200.000, Autor/Produzent, 2016; Interpretation: KC Rebell) - Ti amo (200.000, Autor/Produzent, 2018; Interpretation: Veysel feat. Mozzik) - Chinchilla (200.000, Autor/Produzent, 2018; Interpretation: Summer Cem feat. KC Rebell & Capital Bra) - Sonnenbrille (200.000, Autor/Produzent, 2018; Interpretation: Loredana) - Habibo (200.000, Autor/Produzent, 2018; Interpretation: Veysel) - Bonnie & Clyde (200.000, Autor/Produzent, 2018; Interpretation: Loredana feat. Mozzik) - Uff (200.000, Autor/Produzent, 2018; Interpretation: Veysel feat. Gzuz) - Romeo & Juliet (200.000, Autor/Produzent, 2019; Interpretation: Loredana feat. Mozzik) - Alleen (200.000, Autor/Produzent, 2019; Interpretation: KC Rebell) - Ya Salame (200.000, Autor/Produzent, 2019; Interpretation: Luciano feat. Samra) - Blei (200.000, Autor, 2019; Interpretation: Kontra K feat. Veysel) - Jetzt rufst du an (200.000, Autor/Produzent, 2019; Interpretation: Loredana) - Yallah Goodbye (200.000, Autor/Produzent, 2019; Interpretation: Summer Cem feat. Gringo) - Eiskalt (200.000, Autor/Produzent, 2019; Interpretation: Loredana feat. Mozzik) - Fendi Drip (200.000, Autor/Produzent, 2019; Interpretation: Luciano feat. Lil Baby & Ufo361) - Kein Plan (200.000, Autor/Produzent, 2019; Interpretation: Loredana feat. Mero) - Summer Cem (200.000, Autor/Produzent, 2019; Interpretation: Summer Cem feat. Luciano) - 1000 Hits (200.000, Autor/Produzent, 2019; Interpretation: Jamule feat. Cro) - Ich hol dich ab (200.000, Autor/Produzent, 2020; Interpretation: Jamule) - Fly (200.000, Autor/Produzent, 2020; Interpretation: KC Rebell & Summer Cem) - XXL (200.000, Single, 2020; mit Macloud feat. Jamule, Luciano & Summer Cem) - Frag mich nicht (200.000, Single, 2021; mit Macloud feat. Jamule & Nimo) - Kids from the Block (200.000, Autor/Produzent, 2021; Interpretation: Luciano) - We Made It (200.000, Single, 2022; T-Low feat. Miksu/Macloud) |
| 44   |      | Robin Schulz                                      | • Genre: Deep House/Tropical House/Future House/Pop • Zertifizierungszeitraum: 2014–2024 • Erfolgreichstes Werk: Waves (Robin Schulz Remix) (1,2 Millionen, Single, 2014; mit Mr. Probz) | 08.800.000 - Waves (Robin Schulz Remix) (1.200.000, Single, 2014; mit Mr. Probz) - Prayer in C (Robin Schulz Remix) (1.000.000, Single, 2014; mit Lilly Wood & the Prick) - Sugar (1.000.000, Single, 2015; feat. Francesco Yates) - OK (800.000, Single, 2017, feat. James Blunt) - Sun Goes Down (600.000, Single, 2014; feat. Jasmine Thompson) - Headlights (600.000, Single, 2015; feat. Ilsey) - In Your Eyes (600.000, Single, 2020; feat. Alida) - Show Me Love (400.000, Single, 2015; mit J.U.D.G.E.) - Shed a Light (400.000, Single, 2016; mit David Guetta feat. Cheat Codes) - Speechless (400.000, Single, 2018; feat. Erika Sirola) - All We Got (400.000, Single, 2020; feat. Kiddo) - Prayer (200.000, Studioalbum, 2014) - Heatwave (200.000, Single, 2016; feat. Akon) - I Believe I’m Fine (200.000, Single, 2017; mit Hugel) - Unforgettable (200.000, Single, 2017; mit Marc Scibilia) - Oh Child (200.000, Single, 2018; mit Piso 21) - All This Love (200.000, Single, 2019; feat. Harlœ) - Alane (200.000, Single, 2020; mit Wes) - One More Time (200.000, Single, 2021; mit Felix Jaehn feat. Alida) - Young Right Now (200.000, Single, 2021; mit Dennis Lloyd) - Sugar (100.000, Studioalbum, 2015) |
| 46   |      | Wolfgang Petry                                    | • Genre: Schlager • Zertifizierungszeitraum: 1996–2025 • Erfolgreichstes Werk: Alles (2 Millionen, Kompilation, 1996) | 08.725.000 - Alles (2.000.000, Kompilation, 1996) - Die längste Single der Welt (1.000.000, Single, 1996) - Nie genug (1.000.000, Studioalbum, 1997) - Einfach geil! (750.000, Studioalbum, 1998) - Ganz oder gar nicht (500.000, Kompilation, 1980) - Freude! (500.000, Weihnachtsalbum, 1998) - Die längste Single der Welt 2 (500.000, Single, 1999) - Konkret (450.000, Studioalbum, 2000) - Weiß der Geier (300.000, Single, 1998) - Verlieben, verloren, vergessen, verzeih’n (250.000, Single, 1992) - Verlieben, verloren, vergessen, verzeih’n (250.000, Studioalbum, 1992) - Alles live (250.000, Livealbum, 1999) - Freude! 2 (150.000, Weihnachtsalbum, 2000) - Achterbahn (150.000, Studioalbum, 2001) - Alles 2 (150.000, Kompilation, 2002) - Kein Grund zur Panik (100.000, Studioalbum, 2003) - 30 Jahre (100.000, Kompilation, 2006) - Typisch (100.000, Studioalbum, 2004) - Einmal noch! (100.000, Remixalbum, 2014) - 40 Jahre – 40 Hits (100.000, Kompilation, 2016) - Alles (25.000, Videoalbum, 1996) |
| 47   |      | Die Ärzte                                         | • Genre: Fun-Punk/Pop-Punk/Pop-Rock/Rock/Ska-Punk • Zertifizierungszeitraum: 1988–2023 • Erfolgreichstes Werk: Ein Schwein namens Männer (1 Million, Single, 1998) | 08.650.000 - Ein Schwein namens Männer (1.000.000, Single, 1998) - Jazz ist anders (800.000, Studioalbum, 2008) - Die Bestie in Menschengestalt (750.000, Studioalbum, 1993) - Nach uns die Sintflut (500.000, Livealbum, 1988) - Das Beste von kurz nach früher bis jetze (500.000, Kompilation, 1994) - Planet Punk (500.000, Studioalbum, 1995) - 13 (500.000, Studioalbum, 1998) - Geräusch (400.000, Studioalbum, 2003) - Runter mit den Spendierhosen, Unsichtbarer! (300.000, Studioalbum, 2000) - Rock ’n’ Roll Realschule (300.000, Livealbum, 2002) - Debil (250.000, Studioalbum, 1984) - Im Schatten der Ärzte (250.000, Studioalbum, 1985) - Ist das alles? (250.000, Kompilation, 1987) - Das ist nicht die ganze Wahrheit … (250.000, Studioalbum, 1988) - Westerland (250.000, Single, 1988) - Die Ärzte früher! (250.000, Kompilation, 1989) - Schrei nach Liebe (250.000, Single, 1992) - Ein Song namens Schunder (250.000, Single, 1995) - Manchmal haben Frauen … (250.000, Single, 2000) - Bäst of (200.000, Kompilation, 2006) - auch (200.000, Studioalbum, 2012) - Wir wollen nur deine Seele (150.000, Livealbum, 1999) - Die Band, die sie Pferd nannten (150.000, Videoalbum, 2004) - Killer (50.000, Videoalbum, 2000) - Rock ’n’ Roll Realschule (50.000, Videoalbum, 2002) - Die Beste Band der Welt (25.000, Videoalbum, 1988) - Vollkommen gefangen im Schattenreich von Die Ärzte (25.000, Videoalbum, 2003) |
| 47   |      | Will.i.am                                         | • Genre: Dance-Pop/Hip-Hop/Pop-Rap/R&B • Zertifizierungszeitraum: 2003–2024 • Erfolgreichste Werke: I Gotta Feeling (1,2 Millionen, Autor, 2009; Interpretation: The Black Eyed Peas), Scream & Shout (1,2 Millionen, Single, 2012; feat. Britney Spears) und Hall of Fame (1,2 Millionen, Single, 2012; The Script feat. Will.i.am)                 | 08.650.000 - I Gotta Feeling (1.200.000, Autor, 2009; Interpretation: The Black Eyed Peas) - Scream & Shout (1.200.000, Single, 2012; feat. Britney Spears) - Hall of Fame (1.200.000, Single, 2012; The Script feat. Will.i.am) - Where Is the Love? (750.000, Autor/Produzent, 2003; Interpretation: The Black Eyed Peas feat. Justin Timberlake) - Boom Boom Pow (450.000, Autor/Produzent, 2009; Interpretation: The Black Eyed Peas) - The Time (Dirty Bit) (450.000, Autor/Produzent, 2010; Interpretation: The Black Eyed Peas) - Shut Up (300.000, Autor, 2009; Interpretation: The Black Eyed Peas) - Meet Me Halfway (300.000, Autor, 2009; Interpretation: The Black Eyed Peas) - Ritmo (Bad Boys for Life) (200.000, Autor/Produzent, 2019; Interpretation: The Black Eyed Peas feat. J Balvin) - Mamacita (200.000, Autor/Produzent, 2020; Interpretation: The Black Eyed Peas feat. Ozuna & J. Rey Soul) - Let’s Get It Started (150.000, Autor/Produzent, 2004; Interpretation: The Black Eyed Peas) - My Humps (150.000, Autor/Produzent, 2005; Interpretation: The Black Eyed Peas) - Pump It (150.000, Autor/Produzent, 2006; Interpretation: The Black Eyed Peas) - Beep (150.000, Single, 2006; Pussycat Dolls feat. Will.i.am) - Mas que nada (150.000, Produzent, 2006; Interpretation: Sérgio Mendes feat. The Black Eyed Peas) - Fergalicious (150.000, Single, 2006; Fergie feat. Will.i.am) - Glamorous (150.000, Autor, 2007; Interpretation: Fergie) - Big Girls Don’t Cry (150.000, Produzent, 2007; Interpretation: Fergie) - American Boy (150.000, Autor/Produzent, 2008; Interpretation: Estelle feat. Kanye West) - Boom Boom Pow (150.000, Autor/Produzent, 2009; Interpretation: The Black Eyed Peas) - OMG (150.000, Single, 2010; Usher feat. Will.i.am) - Gettin’ Over You (150.000, Single, 2010; Interpretation: David Guetta & Chris Willis feat. Fergie & LMFAO) - Just Can’t Get Enough (150.000, Autor/Produzent, 2011; Interpretation: The Black Eyed Peas) - Free (150.000, Single, 2011; Natalia Kills feat. Will.i.am) - #thatPOWER (150.000, Single, 2013; feat. Justin Bieber) - It’s My Birthday (150.000, Single, 2014; feat. Cody Wise) |
| 49   |      | Macloud                                           | • Genre: Hip-Hop • Zertifizierungszeitraum: 2018–2023 • Erfolgreichste Werke: Wieso tust du dir das an? (600 Tausend, Autor/Produzent, 2019; Interpretation: Apache 207) und Madonna (600 Tausend, Autor/Produzent, 2021; Interpretation: Bausa feat. Apache 207)                                                                                    | 08.600.000 - Wieso tust du dir das an? (600.000, Autor/Produzent, 2019; Interpretation: Apache 207) - Madonna (600.000, Autor/Produzent, 2021; Interpretation: Bausa feat. Apache 207) - Kleiner Cabrón (400.000, Autor/Produzent, 2017; Interpretation: Veysel) - Tamam Tamam (400.000, Autor/Produzent, 2018; Interpretation: Summer Cem) - DNA (400.000, Autor/Produzent, 2019; Interpretation: KC Rebell feat. Capital Bra & Summer Cem) - Doch in der Nacht (400.000, Autor/Produzent, 2019; Interpretation: Apache 207) - Kein Wort (400.000, Autor/Produzent, 2020; Interpretation: Juju & Loredana) - Liege wieder wach (400.000, Autor/Produzent, 2021; Interpretation: Jamule) - Sehnsucht (400.000, Single, 2022; mit Macloud & T-Low) - Nachts wach (400.000, Single, 2022; mit Makko & Miksu) - Ti amo (200.000, Autor/Produzent, 2018; Interpretation: Veysel feat. Mozzik) - Sonnenbrille (200.000, Autor/Produzent, 2018; Interpretation: Loredana) - Habibo (200.000, Autor/Produzent, 2018; Interpretation: Veysel) - Bonnie & Clyde (200.000, Autor/Produzent, 2018; Interpretation: Loredana feat. Mozzik) - Uff (200.000, Autor/Produzent, 2018; Interpretation: Veysel feat. Gzuz) - Romeo & Juliet (200.000, Autor/Produzent, 2019; Interpretation: Loredana feat. Mozzik) - Alleen (200.000, Autor, 2019; Interpretation: KC Rebell) - Ya Salame (200.000, Autor/Produzent, 2019; Interpretation: Luciano feat. Samra) - Blei (200.000, Autor, 2019; Interpretation: Kontra K feat. Veysel) - Jetzt rufst du an (200.000, Autor/Produzent, 2019; Interpretation: Loredana) - Yallah Goodbye (200.000, Autor/Produzent, 2019; Interpretation: Summer Cem feat. Gringo) - Eiskalt (200.000, Autor/Produzent, 2019; Interpretation: Loredana feat. Mozzik) - Fendi Drip (200.000, Autor/Produzent, 2019; Interpretation: Luciano feat. Lil Baby & Ufo361) - Kein Plan (200.000, Autor/Produzent, 2019; Interpretation: Loredana feat. Mero) - Summer Cem (200.000, Autor/Produzent, 2019; Interpretation: Summer Cem feat. Luciano) - 1000 Hits (200.000, Autor/Produzent, 2019; Interpretation: Jamule feat. Cro) - Ich hol dich ab (200.000, Autor/Produzent, 2020; Interpretation: Jamule) - XXL (200.000, Single, 2020; mit Macloud feat. Jamule, Luciano & Summer Cem) - Frag mich nicht (200.000, Single, 2021; mit Macloud feat. Jamule & Nimo) - Kids from the Block (200.000, Autor/Produzent, 2021; Interpretation: Luciano) - We Made It (200.000, Single, 2022; T-Low feat. Miksu/Macloud) |
| 50   |      | Céline Dion                                       | • Genre: Pop • Zertifizierungszeitraum: 1996–2023 • Erfolgreichstes Werk: My Heart Will Go On (2 Millionen, Single, 1997) | 08.450.000 - My Heart Will Go On (2.000.000, Single, 1997) - Let’s Talk About Love (1.500.000, Studioalbum, 1997) - Falling into You (1.250.000, Studioalbum, 1996) - All the Way… A Decade of Song (1.050.000, Kompilation, 1999) - Immortality (500.000, Single, 1998; mit den Bee Gees) - A New Day Has Come (450.000, Studioalbum, 2002) - The Colour of My Love (250.000, Studioalbum, 1993) - Because You Loved Me (250.000, Single, 1996) - These Are Special Times (250.000, Weihnachtsalbum, 1998) - That’s the Way It Is (250.000, Single, 1999) - I’m Alive (250.000, Single, 2002) - The Collector’s Series Vol. 1 (150.000, Kompilation, 2000) - One Heart (100.000, Studioalbum, 2003) - Taking Chances (100.000, Studioalbum, 2007) - My Love: Essential Collection (100.000, Kompilation, 2008) |
| 51   |      | Calvin Harris                                     | • Genre: Electro-House/Elektropop/House • Zertifizierungszeitraum: 2011–2024 • Erfolgreichste Werke: We Found Love (900 Tausend, Single, 2011; Rihanna feat. Calvin Harris) und Summer (900 Tausend, Single, 2014) | 08.400.000 - We Found Love (900.000, Single, 2011; Rihanna feat. Calvin Harris) - Summer (900.000, Single, 2014) - One Kiss (800.000, Single, 2018; mit Dua Lipa) - Outside (600.000, Single, 2014; feat. Elli Goulding) - How Deep Is Your Love (600.000, Single, 2015; mit Disciples) - This Is What You Came For (600.000, Single, 2016; feat. Rihanna) - Blame (400.000, Single, 2014; feat. John Newman) - My Way (400.000, Single, 2016) - Feels (400.000, Single, 2017; feat. Katy Perry, Big Sean & Pharrell Williams) - Promises (400.000, Single, 2018; mit Sam Smith) - Giant (400.000, Single, 2019; mit Rag ’n’ Bone Man) - Where Have You Been (300.000, Autor, 2011; Interpretation: Rihanna) - Sweet Nothing (300.000, Single, 2012; feat. Florence Welch) - I Need Your Love (300.000, Single, 2013; feat. Ellie Goulding) - Pray to God (200.000, Single, 2015; feat. Haim) - Slide (200.000, Single, 2017; feat. Migos & Frank Ocean) - Yeah 3x (150.000, Autor, 2011; Interpretation: Chris Brown) - Feel So Close (150.000, Single, 2011) - Under Control (150.000, Single, 2013; mit Alesso feat. Hurts) - I Will Never Let You Down (150.000, Autor/Produzent, 2014; Interpretation: Rita Ora) - Motion (100.000, Studioalbum, 2014) |
| 52   |      | Imagine Dragons                                   | • Genre: Pop-Rock/Pop • Zertifizierungszeitraum: 2013–2023 • Erfolgreichste Werke: Radioactive (1,2 Millionen, Single, 2013) und Thunder (1,2 Millionen, Single, 2017) | 08.350.000 - Radioactive (1.200.000, Single, 2013) - Thunder (1.200.000, Single, 2017) - Believer (1.000.000, Single, 2017) - Whatever It Takes (600.000, Single, 2017) - Demons (450.000, Single, 2013) - Sucker for Pain (400.000, Single, 2016; mit Lil Wayne & Wiz Khalifa feat. Logic, Ty Dolla Sign & X Ambassadors) - Natural (400.000, Single, 2018) - Bad Liar (400.000, Single, 2018) - Enemy (400.000, Single, 2021) - It’s Time (300.000, Single, 2012) - Night Visions (300.000, Studioalbum, 2012) - On Top of the World (300.000, Single, 2013) - Warriors (200.000, Single, 2014) - Shots (200.000, Single, 2015) - Evolve (200.000, Studioalbum, 2017) - Born to Be Yours (200.000, Single, 2018; mit Kygo) - Follow You (200.000, Single, 2021) - Bones (200.000, Single, 2022) - Smoke + Mirrors (100.000, Studioalbum, 2015) - Origins (100.000, Studioalbum, 2018) |
| 53   |      | Gzuz                                              | • Genre: Hip-Hop • Zertifizierungszeitraum: 2017–2024 • Erfolgreichstes Werke: Ahnma (600 Tausend, Single, 2016; Beginner feat. Gzuz & Gentleman), Mörder (600 Tausend, Single, 2016; Bonez MC & RAF Camora feat. Gzuz), Millionär (600 Tausend, Lied, 2017; mit Bonez MC) und Kokain (600 Tausend, Single, 2018; Bonez MC & RAF Camora feat. Gzuz)  | 08.300.000 - Ahnma (600.000, Single, 2016; Beginner feat. Gzuz & Gentleman) - Mörder (600.000, Single, 2016; Bonez MC & RAF Camora feat. Gzuz) - Millionär (600.000, Lied, 2017; mit Bonez MC) - Kokain (600.000, Single, 2018; Bonez MC & RAF Camora feat. Gzuz) - CL500 (400.000, Lied, 2015) - Kontrollieren (400.000, Single, 2017; RAF Camora feat. Bonez MC, Gzuz & Maxwell) - Mit den Jungz (400.000, Single, 2017; mit Bonez MC & LX) - Knöcheltief (400.000, Single, 2017; Trettmann feat. Gzuz) - Standard (400.000, Single, 2018; KitschKrieg feat. Trettmann, Gringo, Ufo361 & Gzuz) - Schnapp! (200.000, Lied, 2015; feat. LX) - Prollz (200.000, Lied, 2015; feat. Maxwell) - Ebbe & Flut (200.000, Studioalbum, 2015) - Blättchen und Ganja (200.000, Lied, 2016; mit Bonez MC) - Optimal (200.000, Lied, 2016; feat. LX) - Skandale (200.000, Lied, 2016; Bonez MC & RAF Camora feat. Gzuz) - 10 Jahre (200.000, Lied, 2016; mit Bonez MC, Maxwell, LX & Sa4) - High & hungrig 2 (200.000, Kollaboalbum, 2016; mit Bonez MC) - Für die Gang (200.000, Single, 2017; Ufo361 feat. Gzuz) - Sitzheizung (200.000, Lied, 2017; mit Bonez MC) - Waffen (200.000, Lied, 2017; RAF Camora feat. Bonez MC, Gzuz & Ufo361) - Drück drück (200.000, Single, 2018; feat. LX) - ¿ Warum ? (200.000, Single, 2018) - Uff (200.000, Single, 2018; Veysel feat. Gzuz) - HaifischNikez Allstars (200.000, Single, 2018; LX & Maxwell feat. Bonez MC, Gzuz, Sa4) - Vor der Tür (200.000, Single, 2019) - Donuts (200.000, Single, 2020) - Späti (200.000, Single, 2021) - Wolke 7 (100.000, Studioalbum, 2018) |
| 54   |      | Pink Floyd                                        | • Genre: Artrock/Progressive Rock/Psychedelic Rock/Space Rock • Zertifizierungszeitraum: 1977–2023 • Erfolgreichstes Werk: The Wall (2 Millionen, Studioalbum, 1979) | 08.250.000 - The Wall (2.000.000, Studioalbum, 1979) - The Dark Side of the Moon (1.500.000, Studioalbum, 1973) - The Division Bell (750.000, Studioalbum, 1994) - Wish You Were Here (500.000, Studioalbum, 1975) - Animals (500.000, Studioalbum, 1977) - Pulse (500.000, Livealbum, 1995) - The Endless River (300.000, Studioalbum, 2014) - Atom Heart Mother (250.000, Studioalbum, 1970) - Meddle (250.000, Studioalbum, 1971) - Obscured by Clouds (250.000, Soundtrack, 1972) - Another Brick in the Wall (Part II) (250.000, Single, 1979) - The Final Cut (250.000, Studioalbum, 1983) - A Momentary Lapse of Reason (250.000, Studioalbum, 1987) - Delicate Sound of Thunder (250.000, Livealbum, 1988) - P.U.L.S.E. (175.000, Videoalbum, 1995) - Echoes: The Best of Pink Floyd (150.000, Kompilation, 2001) - Pink Floyd The Wall (100.000, Videoalbum, 1982) - The Dark Side of the Moon (25.000, Videoalbum, 2003) |
| 55   |      | The Beatles                                       | • Genre: Beat/Psychedelic Rock/Pop/Rock • Zertifizierungszeitraum: 1993–2023 • Erfolgreichstes Werk: 1962–1966 (2 Millionen, Kompilation, 1973) | 08.200.000 - 1962–1966 (2.000.000, Kompilation, 1973) - 1 (1.650.000, Kompilation, 2000) - 1967–1970 (1.500.000, Kompilation, 1973) - Sgt. Pepper’s Lonely Hearts Club Band (500.000, Studioalbum, 1967) - Abbey Road (500.000, Studioalbum, 1969) - Love (300.000, Kompilation, 2006) - With the Beatles (250.000, Studioalbum, 1963) - Rubber Soul (250.000, Studioalbum, 1965) - Here Comes the Sun (250.000, Single, 1969) - Let It Be (250.000, Single, 1970) - Live at the BBC (250.000, Livealbum, 1994) - Anthology I (250.000, Kompilation, 1995) - My Bonnie (100.000, Single, 1961) - Let It Be… Naked (100.000, Kompilation, 2003) - The Beatles Anthology (50.000, Videoalbum, 2003) |
| 55   |      | Taylor Swift                                      | • Genre: Country/Pop • Zertifizierungszeitraum: 2013–2025 • Erfolgreichstes Werk: Shake It Off (900 Tausend, Single, 2014) | 08.200.000 - Shake It Off (900.000, Single, 2014) - Blank Space (600.000, Single, 2014) - This Is What You Came For (600.000, Autorin, 2016; Interpretation: Calvin Harris feat. Rihanna) - I Don’t Wanna Live Forever (600.000, Single, 2016; mit Zayn) - Anti-Hero (600.000, Single, 2022) - Love Story (300.000, Single, 2008) - We Are Never Ever Getting Back Together (300.000, Single, 2012) - I Knew You Were Trouble (300.000, Single, 2012) - Style (300.000, Single, 2015) - …Ready for It? (300.000, Single, 2017) - Don’t Blame Me (300.000, Single, 2017) - Cruel Summer (300.000, Single, 2023) - Fortnight (300.000, Single, 2024) - The Tortured Poets Department (225.000, Studioalbum, 2024) - Red (200.000, Studioalbum, 2012) - 1989 (200.000, Studioalbum, 2014) - Bad Blood (200.000, Single, 2015) - Wildest Dreams (200.000, Single, 2015) - Look What You Made Me Do (200.000, Single, 2017) - Reputation (200.000, Studioalbum, 2017) - Me! (200.000, Single, 2019; feat. Brendon Urie) - Lover (200.000, Studioalbum, 2019) - Midnights (200.000, Studioalbum, 2022) - Fearless (100.000, Studioalbum, 2008) - Speak Now (100.000, Studioalbum, 2008) - Folklore (100.000, Studioalbum, 2020) - Evermore (100.000, Studioalbum, 2020) - 1989 (Taylor’s Version) (75.000, Studioalbum, 2023) |
| 57   |      | Dr. Luke                                          | • Genre: Pop • Zertifizierungszeitraum: 2008–2022 • Erfolgreichstes Werk: Timber (1 Million, Autor/Produzent, 2013; Interpretation: Pitbull feat. Kesha) | 08.150.000 - Timber (1.000.000, Autor/Produzent, 2013; Interpretation: Pitbull feat. Kesha) - Hangover (600.000, Autor/Produzent, 2011; Interpretation: Taio Cruz feat. Flo Rida) - I Kissed a Girl (450.000, Autor/Produzent, 2008; Interpretation: Katy Perry) - Hot n Cold (450.000, Autor/Produzent, 2008; Interpretation: Katy Perry) - Tik Tok (450.000, Autor/Produzent, 2009; Interpretation: Kesha) - Roar (450.000, Autor/Produzent, 2013; Interpretation: Katy Perry) - Dark Horse (450.000, Autor/Produzent, 2013; Interpretation: Katy Perry feat. Juicy J) - Ain’t Your Mama (400.000, Autor/Produzent, 2016; Interpretation: Jennifer Lopez) - Right Round (300.000, Autor/Produzent, 2009; Interpretation: Flo Rida feat. Kesha) - California Gurls (300.000, Autor/Produzent, 2010; Interpretation: Katy Perry feat. Snoop Dogg) - Dynamite (300.000, Autor/Produzent, 2010; Interpretation: Taio Cruz) - Price Tag (300.000, Autor/Produzent, 2011; Interpretation: Jessie J feat. B.o.B) - Good Feeling (300.000, Autor/Produzent, 2011; Interpretation: Flo Rida) - Wrecking Ball (300.000, Autor/Produzent, 2013; Interpretation: Miley Cyrus) - We Are One (Ole Ola) (200.000, Autor/Produzent, 2014; Interpretation: Pitbull feat. Jennifer Lopez & Claudia Leitte) - Sugar (200.000, Autor/Produzent, 2015; Interpretation: Maroon 5) - Locked Away (200.000, Autor/Produzent, 2015; Interpretation: R. City feat. Adam Levine) - U + Ur Hand (150.000, Autor/Produzent, 2006; Interpretation: Pink) - About You Now (150.000, Autor/Produzent, 2007; Interpretation: Sugababes) - Teenage Dream (150.000, Autor/Produzent, 2010; Interpretation: Katy Perry) - E.T. (150.000, Autor/Produzent, 2011; Interpretation: Katy Perry) - Last Friday Night (T.G.I.F.) (150.000, Autor/Produzent, 2011; Interpretation: Katy Perry) - Domino (150.000, Autor/Produzent, 2011; Interpretation: Jessie J) - Where Have You Been (150.000, Autor/Produzent, 2012; Interpretation: Rihanna) - Die Young (150.000, Autor/Produzent, 2012; Interpretation: Kesha) - Unconditionally (150.000, Autor/Produzent, 2013; Interpretation: Katy Perry) - Dare (La La La) (150.000, Autor/Produzent, 2014; Interpretation: Shakira) |
| 58   |      | Heintje                                           | • Genre: Schlager • Zertifizierungszeitraum: 2018–2018 • Erfolgreichstes Werk: Heintje (2,75 Millionen, Studioalbum, 1968) | 08.100.000 - Heintje (2.750.000, Studioalbum, 1968) - Weihnachten mit Heintje (1.500.000, Weihnachtsalbum, 1968) - Mama (1.000.000, Single, 1967) - Du sollst nicht weinen (1.000.000, Single, 1968) - Heidschi Bumbeidschi (1.000.000, Single, 1968) - Ich sing’ ein Lied für Dich (500.000, Studioalbum, 1969) - Dein schönster Tag (250.000, Studioalbum, 1970) - Heintje und Ich (100.000, Studioalbum, 2017) |
| 58   |      | The Weeknd                                        | • Genre: Contemporary R&B • Zertifizierungszeitraum: 2017–2025 • Erfolgreichste Werke: Starboy (1,2 Millionen, Single, 2016; feat. Daft Punk) und Blinding Lights (1,2 Millionen, Single, 2019) | 08.100.000 - Starboy (1.200.000, Single, 2016; feat. Daft Punk) - Blinding Lights (1.200.000, Single, 2019) - Save Your Tears (800.000, Single, 2020) - The Hills (600.000, Single, 2015) - Earned It (400.000, Single, 2014) - Can’t Feel My Face (400.000, Single, 2015) - I Feel It Coming (400.000, Single, 2016; feat. Daft Punk) - Popular (300.000, Single, 2023) - Often (200.000, Single, 2014) - Love Me Harder (200.000, Single, 2014; Ariana Grande feat. The Weeknd) - Low Life (200.000, Single, 2016; Future feat. The Weeknd) - Starboy (200.000, Studioalbum, 2016) - Reminder (200.000, Single, 2017) - Die for You (200.000, Single, 2017) - Pray for Me (200.000, Single, 2018; mit Kendrick Lamar) - Call Out My Name (200.000, Single, 2018) - Lost in the Fire (200.000, Single, 2019; mit Gesaffelstein) - In Your Eyes (200.000, Single, 2020) - Take My Breath (200.000, Single, 2021) - Moth to a Flame (200.000, Single, 2021; Swedish House Mafia feat. The Weeknd) - Creepin’ (200.000, Lied, 2022; Metro Boomin feat. 21 Savage & The Weeknd) - Beauty Behind the Madness (100.000, Studioalbum, 2015) - After Hours (100.000, Studioalbum, 2020) |
| 60   |      | Cirkut                                            | • Genre: Pop • Zertifizierungszeitraum: 2011–2022 • Erfolgreichstes Werk: Timber (1 Million, Autor/Produzent, 2013; Interpretation: Pitbull feat. Kesha) | 07.850.000 - Timber (1.000.000, Autor/Produzent, 2013; Interpretation: Pitbull feat. Kesha) - Sweet but Psycho (800.000, Autor/Produzent, 2018; Interpretation: Ava Max) - Hangover (600.000, Autor/Produzent, 2011; Interpretation: Taio Cruz feat. Flo Rida) - Starboy (600.000, Autor, 2016; Interpretation: The Weeknd feat. Daft Punk) - Roar (450.000, Autor/Produzent, 2013; Interpretation: Katy Perry) - Dark Horse (450.000, Autor/Produzent, 2013; Interpretation: Katy Perry feat. Juicy J) - Ain’t Your Mama (400.000, Autor/Produzent, 2016; Interpretation: Jennifer Lopez) - I Feel It Coming (400.000, Autor, 2016; Interpretation: The Weeknd feat. Daft Punk) - Girls Like You (400.000, Autor/Produzent, 2018; Interpretation: Maroon 5 feat. Cardi B) - Kings & Queens (400.000, Autor/Produzent, 2020; Interpretation: Ava Max) - Good Feeling (300.000, Autor/Produzent, 2011; Interpretation: Flo Rida) - Wrecking Ball (300.000, Autor/Produzent, 2013; Interpretation: Miley Cyrus) - Sugar (200.000, Autor/Produzent, 2015; Interpretation: Maroon 5) - Locked Away (200.000, Autor/Produzent, 2015; Interpretation: R. City feat. Adam Levine) - So Am I (200.000, Autor/Produzent, 2019; Interpretation: Ava Max) - Salt (200.000, Autor/Produzent, 2019; Interpretation: Ava Max) - My Head & My Heart (200.000, Autor/Produzent, 2020; Interpretation: Ava Max) - Domino (150.000, Autor, 2011; Interpretation: Jessie J) - Where Have You Been (150.000, Autor/Produzent, 2012; Interpretation: Rihanna) - Die Young (150.000, Autor/Produzent, 2012; Interpretation: Kesha) - Unconditionally (150.000, Autor/Produzent, 2013; Interpretation: Katy Perry) - Dare (La La La) (150.000, Autor/Produzent, 2014; Interpretation: Shakira) |
| 61   |      | Udo Lindenberg                                    | • Genre: Rock • Zertifizierungszeitraum: 1983–2024 • Erfolgreichstes Werk: Komet (1,2 Millionen, Single, 2023; mit Apache 207) | 07.765.000 - Komet (1.200.000, Single, 2023; mit Apache 207) - MTV Unplugged – Live aus dem Hotel Atlantic (1.100.000, Livealbum, 2011) - Stark wie Zwei (700.000, Studioalbum, 2008) - Stärker als die Zeit (500.000, Studioalbum, 2016) - Gänsehaut – Der sanfte Udo Lindenberg (300.000, Kompilation, 1988) - Cello (Unplugged) (300.000, Single, 2011; feat. Clueso) - Ball Pompös (250.000, Studioalbum, 1974) - Votan Wahnwitz (250.000, Studioalbum, 1975) - Galaxo Gang – Das sind die Herrn vom andern Stern (250.000, Studioalbum, 1976) - Sister King Kong (250.000, Studioalbum, 1976) - Udopia (250.000, Studioalbum, 1981) - Odyssee (250.000, Studioalbum, 1983) - Götterhämmerung (250.000, Studioalbum, 1984) - Phönix (250.000, Studioalbum, 1986) - Ich will dich haben (250.000, Studioalbum, 1991) - (Du musst ein) Schwein sein (250.000, Autor, 1995; Interpretation: Die Prinzen) - MTV Unplugged – Live aus dem Hotel Atlantic (200.000, Videoalbum, 2011) - MTV Unplugged 2: Live vom Atlantik (200.000, Livealbum, 2018) - Nackt im Wind (150.000, Single, 1985; als Teil von Band für Afrika) - 30 Jahre Lindenberg (150.000, Kompilation, 1999) - Alles klar auf der Andrea Doria (100.000, Studioalbum, 1973) - Ich mach mein Ding – Die Show (100.000, Livealbum, 2013) - Udopium – Das Beste (100.000, Kompilation, 2021) - Stark wie zwei – Live (50.000, Videoalbum, 2008) - Ich mach mein Ding – Die Show (50.000, Videoalbum, 2013) - Mit Udo Lindenberg auf Tour – Deutschland im März 2012 (25.000, Videoalbum, 2012) - Stärker als die Zeit – Live (25.000, Videoalbum, 2016) - Grüne Mauer (15.000, Single, 1985; mit Hans Hartz, Heinz Rudolf Kunze, Hendrik Schaper & Rolf Zuckowski) |
| 62   |      | Dieter Bohlen                                     | • Genre: Euro Disco/Eurodance/Pop/Schlager • Zertifizierungszeitraum: 1985–2023 • Erfolgreichste Werke: We Have a Dream (750 Tausend, Autor/Produzent, 2002; Interpretation: DSDS-Allstars) und Take Me Tonight (750 Tausend, Autor/Produzent, 2003; Interpretation: Alexander)                                                                      | 07.750.000 - We Have a Dream (750.000, Autor/Produzent, 2002; Interpretation: DSDS-Allstars) - Take Me Tonight (750.000, Autor/Produzent, 2003; Interpretation: Alexander) - You’re My Heart, You’re My Soul (500.000, Autor/Produzent, 1984; Interpretation: Modern Talking) - Rivalen der Rennbahn (500.000, Soundtrack, 1989) - You’re My Heart, You’re My Soul ’98 (500.000, Autor/Produzent, 1998; Interpretation: Modern Talking feat. Eric Singleton) - Louis Louis (400.000, Autor, 2017; Interpretation: Kay One) - Cherry Lady (400.000, Autor, 2019; Interpretation: Capital Bra) - Für dich (300.000, Autor/Produzent, 2003; Interpretation: Yvonne Catterfeld) - Free Like the Wind (300.000, Autor/Produzent, 2003; Interpretation: Alexander) - Now or Never (300.000, Autor/Produzent, 2007; Interpretation: Mark Medlock) - You Can Get It (300.000, Single, 2007; mit Mark Medlock) - Call My Name (300.000, Autor/Produzent, 2011; Interpretation: Pietro Lombardi) - You Can Win If You Want (250.000, Autor/Produzent, 1985; Interpretation: Modern Talking) - Cheri, Cheri Lady (250.000, Autor/Produzent, 1985; Interpretation: Modern Talking) - Midnight Lady (250.000, Autor/Produzent, 1986; Interpretation: Chris Norman) - You Are Not Alone (250.000, Autor/Produzent, 1999; Interpretation: Modern Talking) - Dreamcatcher (200.000, Album, 2007; mit Mark Medlock) - Ich sterb für dich (200.000, Autor/Produzent, 2016; Interpretation: Vanessa Mai) - You Drive Me Crazy (150.000, Autor/Produzent, 2003; Interpretation: Daniel K) - Summer Love (150.000, Autor/Produzent, 2008; Interpretation: Mark Medlock) - Noch in 100.000 Jahren (150.000, Autor, 2008; Interpretation: DJ Ötzi) - Mamacita (150.000, Autor/Produzent, 2009; Interpretation: Mark Medlock) - Anything but Love (150.000, Autor, 2009; Interpretation: Daniel Schuhmacher) - Don’t Believe (150.000, Autor/Produzent, 2010; Interpretation: Mehrzad Marashi) - Mein Herz (150.000, Autor/Produzent, 2013; Interpretation: Beatrice Egli) |
| 63   |      | Whitney Houston                                   | • Genre: Contemporary R&B/Pop/Soul • Zertifizierungszeitraum: 1986–2025 • Erfolgreichstes Werk: The Bodyguard (1,7 Millionen, Soundtrack, 1992) | 07.670.000 - The Bodyguard (1.700.000, Soundtrack, 1992) - My Love Is Your Love (670.000, Studioalbum, 1998) - I Wanna Dance with Somebody (Who Loves Me) (600.000, Single, 1987) - Whitney Houston (500.000, Studioalbum, 1985) - Whitney (500.000, Studioalbum, 1987) - I’m Your Baby Tonight (500.000, Studioalbum, 1990) - I Will Always Love You (500.000, Single, 1992) - My Love Is Your Love (500.000, Single, 1999) - The Ultimate Collection (400.000, Kompilation, 2007) - Higher Love (400.000, Single, 2019, mit Kygo) - The Greatest Hits (300.000, Kompilation, 2000) - One Moment in Time (250.000, Single, 1988) - Step by Step (250.000, Single, 1996) - When You Believe (250.000, Single, 1998; mit Mariah Carey) - Could I Have This Kiss Forever? (250.000, Single, 2000; mit Enrique Iglesias) - I Look to You (100.000, Studioalbum, 2009) |
| 64   |      | Backstreet Boys                                   | • Genre: Pop • Zertifizierungszeitraum: 1996–2024 • Erfolgreichste Werke: Backstreet Boys (1 Million, Studioalbum, 1996) und Backstreet’s Back (1 Million, Studioalbum, 1997) | 07.650.000 - Backstreet Boys (1.000.000, Studioalbum, 1996) - Backstreet’s Back (1.000.000, Studioalbum, 1997) - I Want It That Way (900.000, Single, 1999) - Millennium (750.000, Studioalbum, 1999) - Quit Playing Games (with My Heart) (500.000, Single, 1996) - Everybody (Backstreet’s Back) (500.000, Single, 1997) - As Long as You Love Me (500.000, Single, 1997) - Black & Blue (450.000, Studioalbum, 2000) - We’ve Got It Goin’ On (250.000, Single, 1995) - I’ll Never Break Your Heart (250.000, Single, 1996) - Get Down (You’re the One for Me) (250.000, Single, 1996) - Anywhere for You (250.000, Single, 1997) - Show Me the Meaning of Being Lonely (250.000, Single, 1999) - Shape of My Heart (250.000, Single, 2000) - The Video (200.000, Videoalbum, 1998) - Greatest Hits: Chapter One (150.000, Kompilation, 2001) - Never Gone (100.000, Studioalbum, 2005) - Backstreet Boys – Behind the Scences (50.000, Videoalbum, 1997) - Live in Concert (50.000, Videoalbum, 1998) |
| 64   |      | Depeche Mode                                      | • Genre: Dark Wave/New Wave/Synthiepop/Synth Rock • Zertifizierungszeitraum: 1985–2024 • Erfolgreichstes Werk: The Best of, Volume 1 (700 Tausend, Kompilation, 2006) | 07.650.000 - The Best of, Volume 1 (700.000, Kompilation, 2006) - Black Celebration (500.000, Studioalbum, 1986) - Enjoy the Silence (500.000, Single, 1990) - Violator (500.000, Studioalbum, 1990) - The Singles 86>98 (500.000, Kompilation, 1998) - Playing the Angel (400.000, Studioalbum, 2005) - Personal Jesus (300.000, Single, 1989) - Exciter (300.000, Studioalbum, 2001) - Sounds of the Universe (300.000, Studioalbum, 2009) - Delta Machine (300.000, Studioalbum, 2013) - Just Can’t Get Enough (250.000, Single, 1981) - Speak & Spell (250.000, Studioalbum, 1981) - Construction Time Again (250.000, Studioalbum, 1983) - Some Great Reward (250.000, Studioalbum, 1984) - The Singles 81>85 (250.000, Kompilation, 1985) - Music for the Masses (250.000, Studioalbum, 1987) - 101 – Live (250.000, Livealbum, 1989) - Songs of Faith and Devotion (250.000, Studioalbum, 1993) - Ultra (250.000, Studioalbum, 1997) - Remixes 81–04 (200.000, Kompilation, 2004) - Precious (150.000, Single, 2005) - Wrong (150.000, Single, 2009) - Touring the Angel: Live in Milan (100.000, Videoalbum, 2006) - Touring the Angel: Live in Milan (100.000, Album, 2006) - Spirit (100.000, Studioalbum, 2017) - Memento Mori (100.000, Studioalbum, 2023) - The Videos 86>98+ (50.000, Videoalbum, 1998) - One Night in Paris (50.000, Videoalbum, 2002) - Tour of the Universe: Barcelona (50.000, Videoalbum, 2010) - 101 (25.000, Videoalbum, 1989) - Devotional (25.000, Videoalbum, 1993) |
| 64   |      | Bruno Mars                                        | • Genre: Contemporary R&B • Zertifizierungszeitraum: 2009–2025 • Erfolgreichste Werke: Just the Way You Are (750 Tausend, Single, 2010) und Young, Wild & Free (750 Tausend, Single, 2011; Snoop Dogg & Wiz Khalifa feat. Bruno Mars) | 07.650.000 - Just the Way You Are (750.000, Single, 2010) - Young, Wild & Free (750.000, Single, 2011; Snoop Dogg & Wiz Khalifa feat. Bruno Mars) - Locked Out of Heaven (600.000, Single, 2012) - Doo-Wops & Hooligans (500.000, Studioalbum, 2010) - Wavin’ Flag (450.000, Autor/Produzent, 2010; Interpretation: K’naan) - Grenade (450.000, Single, 2010) - When I Was Your Man (450.000, Single, 2013) - Uptown Funk (400.000, Single, 2014; Mark Ronson feat. Bruno Mars) - 24K Magic (400.000, Single, 2016) - Right Round (300.000, Autor, 2009; Interpretation: Flo Rida feat. Kesha) - Talking to the Moon (300.000, Lied, 2010) - Die with a Smile (300.000, Single, 2024; Lady Gaga feat. Bruno Mars) - Apt. (300.000, Single, 2024; Rosé feat. Bruno Mars) - Unorthodox Jukebox (200.000, Studioalbum, 2012) - That’s What I Like (200.000, Single, 2017) - Finesse (Remix) (200.000, Single, 2018; feat. Cardi B) - Weg von mir (200.000, Autor, 2022; Interpretation: Civo) - Marry You (150.000, Single, 2010) - The Lazy Song (150.000, Single, 2011) - Mirror (150.000, Single, 2011) - It Will Rain (150.000, Single, 2011) - Count on Me (150.000, Single, 2011) - Treasure (150.000, Single, 2013) |
| 67   |      | Mark Forster                                      | • Genre: Pop • Zertifizierungszeitraum: 2014–2025 • Erfolgreichstes Werk: Au revoir (1 Million, Single, 2014; feat. Sido) | 07.550.000 - Au revoir (1.000.000, Single, 2014; feat. Sido) - Sowieso (600.000, Single, 2017) - 194 Länder (600.000, Single, 2019) - Übermorgen (600.000, Single, 2020) - Bauch und Kopf (500.000, Studioalbum, 2014) - Tape (500.000, Studioalbum, 2016) - Stimme (400.000, Single, 2015) - Wir sind groß (400.000, Single, 2016) - Chöre (400.000, Single, 2016) - Blau (400.000, Autor/Produzent, 2017; Interpretation: Amanda feat. Sido) - Drei Uhr nachts (400.000, Single, 2021; feat. Lea) - Einer dieser Steine (300.000, Single, 2013; Sido feat. Mark Forster) - Flash mich (300.000, Single, 2014) - Kogong (200.000, Single, 2017) - Zu dir (200.000, Autor/Produzent, 2018; Interpretation: Lea) - Einmal (200.000, Single, 2018) - Bist du okay (200.000, Single, 2020; feat. Vize) - Bauch und Kopf (150.000, Single, 2015) - Karton (100.000, Studioalbum, 2012) - Liebe (100.000, Studioalbum, 2018) |
| 68   |      | Sting                                             | • Genre: Fusion/Rock • Zertifizierungszeitraum: 1986–2024 • Erfolgreichstes Werk: I’ll Be Missing You (1,5 Millionen, Autor, 1997; Interpretation: Puff Daddy feat. Faith Evans & 112) | 07.500.000 - I’ll Be Missing You (1.500.000, Autor, 1997; Interpretation: Puff Daddy feat. Faith Evans & 112) - Lucid Dreams (Forget Me) (600.000, Autor, 2017; Interpretation: Juice Wrld) - The Dream of the Blue Turtles (500.000, Studioalbum, 1985) - Nothing Like the Sun (500.000, Studioalbum, 1987) - The Soul Cages (500.000, Studioalbum, 1991) - Fields of Gold – Best of 1984–94 (500.000, Kompilation, 1994) - Every Breath You Take (500.000, Autor, 1997; Interpretation: The Police) - Brand New Day (300.000, Studioalbum, 1999) - Money for Nothing (250.000, Autor, 1985; Interpretation: Dire Straits) - Englishman in New York (250.000, Single, 1988) - Ten Summoner’s Tales (250.000, Studioalbum, 1993) - Fields of Gold (250.000, Single, 1993) - All for Love (250.000, Single, 1993; mit Bryan Adams & Rod Stewart) - Mercury Falling (250.000, Studioalbum, 1996) - The Very Best of Sting & The Police (250.000, Kompilation, 1997; mit The Police) - Desert Rose (250.000, Single, 2000; mit Cheb Mami) - … All This Time (150.000, Livealbum, 2001) - Sacred Love (100.000, Studioalbum, 2003) - Songs from the Labyrinth (100.000, Studioalbum, 2006; mit Edin Karamazov) - If on a Winter’s Night … (100.000, Studioalbum, 2009) - Sting – Live in Berlin (100.000, Livealbum, 2010; mit dem Royal Philharmonic Concert Orchestra) - 57th & 9th (100.000, Studioalbum, 2016) |
| 69   |      | Pitbull                                           | • Genre: Crunk/Hip-Hop/Reggaeton • Zertifizierungszeitraum: 2011–2025 • Erfolgreichstes Werk: On the Floor (1,05 Million, Single, 2011; Jennifer Lopez feat. Pitbull) | 07.450.000 - Give Me Everything (1.200.000, Single, 2011; feat. Afrojack, Nayer & Ne-Yo) - On the Floor (1.050.000, Single, 2011; Jennifer Lopez feat. Pitbull) - Timber (1.000.000, Single, 2013; feat. Kesha) - DJ Got Us Fallin’ in Love (600.000, Single, 2010; Usher feat. Pitbull) - There She Goes (450.000, Single, 2012; Taio Cruz feat. Pitbull) - Time of Our Lives (400.000, Single, 2014; mit Ne-Yo) - Hotel Room Service (300.000, Single, 2009) - Back in Time (300.000, Single, 2012) - Dance Again (300.000, Single, 2012; Jennifer Lopez feat. Pitbull) - Feel This Moment (300.000, Single, 2013; feat. Christina Aguilera) - Planet Pit (200.000, Studioalbum, 2011) - Fireball (200.000, Single, 2014; feat. John Ryan) - I Know You Want Me (Calle Ocho) (150.000, Single, 2009) - I Like It (150.000, Single, 2010; Enrique Iglesias feat. Pitbull) - Hey Baby (Drop It to the Floor) (150.000, Single, 2010; feat. T-Pain) - Loca (150.000, Autor, 2010; Interpretation: Shakira feat. El Cata) - Rain Over Me (150.000, Single, 2011; feat. Marc Anthony) - International Love (150.000, Single, 2011; feat. Chris Brown) - We Are One (Ole Ola) (150.000, Single, 2014; feat. Claudia Leitte & Jennifer Lopez) - Global Warming (100.000, Album, 2012) |
| 70   |      | The Kelly Family                                  | • Genre: Folk/Pop/Pop-Rock • Zertifizierungszeitraum: 1994–2023 • Erfolgreichstes Werk: Over the Hump (3 Millionen, Studioalbum, 1994) | 07.300.000 - Over the Hump (3.000.000, Studioalbum, 1994) - Almost Heaven (1.000.000, Studioalbum, 1996) - An Angel (800.000, Single, 1994) - I Can’t Help Myself (I Love You, I Want You) (500.000, Single, 1996) - We Got Love (500.000, Studioalbum, 2017) - Lieder der Welt (250.000, Studioalbum, 1979) - Festliche Stunden bei der Kelly Family (250.000, Weihnachtsalbum, 1979) - Meisterstücke (250.000, Kompilation, 1994) - Christmas for All (250.000, Weihnachtsalbum, 1994) - Tough Road Vol. 2 (150.000, Videoalbum, 1994) - Tough Road Vol. 1 (125.000, Videoalbum, 1994) - 25 Years Later (100.000, Studioalbum, 2019) - Searching for the Magic Golden Harp (50.000, Videoalbum, 1995) - Live at Loreley (50.000, Videoalbum, 1995) - We Got Love: Live (25.000, Videoalbum, 2017) |
| 71   |      | OneRepublic                                       | • Genre: Pop-Rock • Zertifizierungszeitraum: 2007–2025 • Erfolgreichstes Werk: Apologize (1,35 Millionen, Single, 2007; mit Timbaland) | 07.250.000 - Apologize (1.350.000, Single, 2007; mit Timbaland) - Counting Stars (1.000.000, Single, 2013) - I Ain’t Worried (600.000, Single, 2022) - Secrets (450.000, Single, 2009) - If I Lose Myself (450.000, Single, 2013) - Native (300.000, Studioalbum, 2013) - Love Runs Out (300.000, Single, 2014) - I Don’t Wanna Wait (300.000, Single, 2024; mit David Guetta) - Dreaming Out Loud (200.000, Studioalbum, 2007) - Waking Up (200.000, Studioalbum, 2009) - Wherever I Go (200.000, Single, 2016) - No Vacancy (200.000, Single, 2017) - Rich Love (200.000, Single, 2017; mit SeeB) - Rescue Me (200.000, Single, 2019) - Run (200.000, Single, 2021) - Sunshine (200.000, Single, 2021) - Stop and Stare (150.000, Single, 2007) - All the Right Moves (150.000, Single, 2009) - Marchin’ On (150.000, Single, 2010; mit Timbaland) - Good Life (150.000, Single, 2010) - Feel Again (150.000, Single, 2012) - I Lived (150.000, Single, 2014) |
| 72   |      | Britney Spears                                    | • Genre: Pop • Zertifizierungszeitraum: 1999–2025 • Erfolgreichstes Werk: Scream & Shout (1,2 Millionen, Single, 2012; will.i.am feat. Britney Spears) | 07.150.000 - Scream & Shout (1.200.000, Single, 2012; will.i.am feat. Britney Spears) - Oops!… I Did It Again (900.000, Studioalbum, 2000) - … Baby One More Time (750.000, Single, 1998) - … Baby One More Time (750.000, Studioalbum, 1999) - Britney (300.000, Studioalbum, 2001) - Toxic (450.000, Single, 2004) - (You Drive Me) Crazy (250.000, Single, 1999) - Born to Make You Happy (250.000, Single, 1999) - Oops!… I Did It Again (250.000, Single, 2000) - Lucky (250.000, Single, 2000) - Stronger (250.000, Single, 2000) - My Only Wish (This Year) (250.000, Lied, 2000) - In the Zone (200.000, Studioalbum, 2003) - Everytime (150.000, Single, 2004) - Gimme More (150.000, Single, 2007) - Piece of Me (150.000, Single, 2007) - Womanizer (150.000, Single, 2008) - Circus (150.000, Single, 2008) - Greatest Hits: My Prerogative (100.000, Kompilation, 2004) - Blackout (100.000, Studioalbum, 2007) - Circus (100.000, Studioalbum, 2008) - Time Out with Britney Spears (25.000, Videoalbum, 1999) - Live and More! (25.000, Videoalbum, 2000) |
| 73   |      | Lady Gaga                                         | • Genre: Pop • Zertifizierungszeitraum: 2009–2025 • Erfolgreichste Werke: The Fame (1,2 Millionen, Studioalbum, 2008) und Poker Face (1,2 Millionen, Single, 2008) | 07.050.000 - The Fame (1.200.000, Studioalbum, 2008) - Poker Face (1.200.000, Single, 2008) - Just Dance (600.000, Single, 2008; feat. Colby O’Donis) - Paparazzi (450.000, Single, 2009) - Bad Romance (450.000, Single, 2009) - Shallow (400.000, Single, 2018; mit Bradley Cooper) - Alejandro (300.000, Single, 2010) - Born This Way (300.000, Single, 2011) - Born This Way (300.000, Studioalbum, 2011) - Die with a Smile (300.000, Single, 2024; feat. Bruno Mars) - Million Reasons (200.000, Single, 2016) - A Star Is Born (200.000, Soundtrack, 2018; mit Bradley Cooper) - Always Remember Us This Way (200.000, Single, 2018) - Rain on Me (200.000, Single, 2020; mit Ariana Grande) - LoveGame (150.000, Single, 2009) - Telephone (150.000, Single, 2010; feat. Beyoncé) - The Edge of Glory (150.000, Single, 2011) - Applause (150.000, Single, 2013) - Do What U Want (150.000, Single, 2013; feat. R. Kelly) |
| 73   |      | U2                                                | • Genre: Alternative Rock/Rock • Zertifizierungszeitraum: 1986–2025 • Erfolgreichstes Werk: The Joshua Tree (1 Million, Studioalbum, 1987) | 07.050.000 - The Joshua Tree (1.000.000, Studioalbum, 1987) - With or Without You (600.000, Single, 1987) - Under a Blood Red Sky (500.000, Livealbum, 1983) - Rattle and Hum (500.000, Studioalbum, 1988) - Achtung Baby (500.000, Studioalbum, 1991) - The Best of 1980–1990 (500.000, Kompilation, 1998) - All That You Can’t Leave Behind (450.000, Studioalbum, 2000) - How to Dismantle an Atomic Bomb (450.000, Studioalbum, 2004) - One (300.000, Single, 2006; Mary J. Blige feat. U2) - War (250.000, Studioalbum, 1983) - I Still Haven’t Found What I’m Looking For (250.000, Single, 1987) - Zooropa (250.000, Studioalbum, 1993) - Pop (250.000, Studioalbum, 1997) - Beautiful Day (250.000, Single, 2000) - U218 Singles (200.000, Kompilation, 2006) - No Line on the Horizon (200.000, Studioalbum, 2009) - The Best of 1990–2000 (150.000, Kompilation, 2002) - U2: Rattle and Hum (100.000, Videoalbum, 1989) - Songs of Innocence (100.000, Studioalbum, 2014) - Songs of Experience (100.000, Studioalbum, 2019) - 360° at the Rose Bowl (75.000, Videoalbum, 2010) - 05 Vertigo – Live from Chicago (50.000, Videoalbum, 2005) - Elevation 2001 – U2 Live from Boston (25.000, Videoalbum, 2001) |
| 75   |      | Sarah Connor                                      | • Genre: Pop/Soul • Zertifizierungszeitraum: 2001–2024 • Erfolgreichstes Werk: Muttersprache (1,1 Millionen, Studioalbum, 2015) | 06.910.000 - Muttersprache (1.100.000, Studioalbum, 2015) - From Sarah with Love (800.000, Single, 2001) - Wie schön du bist (600.000, Single, 2015) - Green Eyed Soul (450.000, Studioalbum, 2001) - Vincent (400.000, Single, 2019) - Herz Kraft Werke (400.000, Studioalbum, 2019) - Let’s Get Back to Bed – Boy! (360.000, Single, 2001) - Christmas in My Heart (300.000, Single, 2005) - The Best Side of Life (300.000, Single, 2006) - Key to My Soul (200.000, Studioalbum, 2003) - Naughty but Nice (200.000, Studioalbum, 2005) - Christmas in My Heart (200.000, Studioalbum, 2005) - Wild & Free (200.000, Autor, 2015; Interpretation: Lena Meyer-Landrut) - Bedingungslos (200.000, Single, 2015) - Kommst Du mit ihr (200.000, Single, 2016) - Bonnie & Clyde (200.000, Single, 2016; mit Henning Wehland) - Unbelievable (150.000, Studioalbum, 2002) - Music Is the Key (150.000, Single, 2003) - Just One Last Dance (150.000, Single, 2004) - Living to Love You (150.000, Single, 2004) - From Zero to Hero (150.000, Single, 2005) - Live in Concert – A Night to Remember – Pop Meets Classic (25.000, Videoalbum, 2003) - Muttersprache Live (25.000, Videoalbum, 2016) |
| 76   |      | Bon Jovi                                          | • Genre: Glam Metal/Hard Rock/Rock • Zertifizierungszeitraum: 1987–2025 • Erfolgreichstes Werk: Cross Road – The Best Of (1 Million, Kompilation, 1994) | 06.850.000 - Cross Road – The Best Of (1.000.000, Kompilation, 1994) - Crush (750.000, Studioalbum, 2000) - Livin’ on a Prayer (600.000, Single, 1986) - Slippery When Wet (500.000, Studioalbum, 1986) - New Jersey (500.000, Studioalbum, 1988) - Keep the Faith (500.000, Studioalbum, 1992) - It’s My Life (500.000, Single, 2000) - Runaway (300.000, Single, 1984) - Bounce (300.000, Studioalbum, 2002) - You Give Love a Bad Name (250.000, Single, 1986) - Bed of Roses (250.000, Single, 1993) - These Days (250.000, Studioalbum, 1995) - This Left Feels Right (200.000, Kompilation, 2003) - Have a Nice Day (200.000, Studioalbum, 2005) - Lost Highway (200.000, Studioalbum, 2007) - Greatest Hits (200.000, Kompilation, 2010) - One Wild Night Live 1985–2001 (150.000, Livealbum, 2001) - The Circle (100.000, Studioalbum, 2009) - What About Now (100.000, Studioalbum, 2013) |
| 77   |      | Shakira                                           | • Genre: Latin Pop/Pop-Rock • Zertifizierungszeitraum: 2002–2024 • Erfolgreichstes Werk: Waka Waka (This Time for Africa) (1,2 Millionen, Single, 2010; feat. Freshlyground) | 06.800.000 - Waka Waka (This Time for Africa) (1.200.000, Single, 2010; feat. Freshlyground) - Hips Don’t Lie (900.000, Single, 2006; feat. Wyclef Jean) - Whenever, Wherever (750.000, Single, 2001) - Laundry Service (750.000, Studioalbum, 2001) - Oral Fixation Vol. 2 (400.000, Studioalbum, 2005) - Chantaje (400.000, Single, 2016; feat. Maluma) - Fijación oral vol. 1 (300.000, Studioalbum, 2005) - Can’t Remember to Forget You (300.000, Single, 2014; feat. Rihanna) - Underneath Your Clothes (250.000, Single, 2002) - Sale el sol (200.000, Studioalbum, 2010) - Mad Love (200.000, Autorin, 2018; Interpretation: David Guetta & Sean Paul feat. Becky G) - Whenever (200.000, Autorin, 2018; Interpretation: Kris Kross Amsterdam & The Boy Next Door feat. Conor Maynard) - La Tortura (150.000, Single, 2005) - Beautiful Liar (150.000, Single, 2007; Beyoncé feat. Shakira) - She Wolf (150.000, Single, 2009) - Loca (150.000, Single, 2010; feat. Dizzee Rascal) - Dare (La La La) (150.000, Single, 2014) - She Wolf (100.000, Studioalbum, 2009) - Live & Off the Record (75.000, Videoalbum, 2004) - MTV Unplugged (25.000, Videoalbum, 2000) |
| 78   |      | Tina Turner                                       | • Genre: Pop/Rock • Zertifizierungszeitraum: 1985–2023 • Erfolgreichstes Werk: Private Dancer (1,5 Millionen, Studioalbum, 1984) | 06.750.000 - Private Dancer (1.500.000, Studioalbum, 1984) - Break Every Rule (1.000.000, Studioalbum, 1986) - Foreign Affair (1.000.000, Studioalbum, 1989) - Simply the Best (750.000, Kompilation, 1991) - Wildest Dreams (500.000, Studioalbum, 1996) - Twenty Four Seven (450.000, Studioalbum, 1999) - All the Best (300.000, Kompilation, 2004) - We Don’t Need Another Hero (Thunderdome) (250.000, Single, 1985) - Tina Live in Europe (250.000, Livealbum, 1988) - What’s Love Got to Do with It (250.000, Kompilation, 1993) - GoldenEye (250.000, Single, 1995) - What’s Love Got to Do with It (200.000, Single, 2020; mit Kygo) - Simply the Best: The Video Collection (25.000, Videoalbum, 1991) - One Last Time Live in Concert (25.000, Videoalbum, 2000) |
| 79   |      | Jason Derulo                                      | • Genre: Contemporary R&B/Pop • Zertifizierungszeitraum: 2010–2024 • Erfolgreichste Werke: Swalla (800 Tausend, Single, 2017; feat. Nicki Minaj & Ty Dolla Sign) und Savage Love (Laxed – Siren Beat) (800 Tausend, Single, 2020; mit Jawsh 685) | 06.700.000 - Swalla (800.000, Single, 2017; feat. Nicki Minaj & Ty Dolla Sign) - Savage Love (Laxed – Siren Beat) (800.000, Single, 2020; mit Jawsh 685) - Replay (600.000, Autor, 2009: Interpretation: Iyaz) - Want to Want Me (600.000, Single, 2015) - Tip Toe (400.000, Single, 2017; feat. French Montana) - Take You Dancing (400.000, Single, 2020) - Love Not War (The Tampa Beat) (400.000, Single, 2020; mit Nuka) - Acapulco (400.000, Single, 2021) - Talk Dirty (300.000, Single, 2013; feat. 2 Chainz, Balkan Beat Box & Purple Star) - Try Me (200.000, Single, 2015; feat. Jennifer Lopez & Matoma) - Get Ugly (200.000, Single, 2015) - Me Too (200.000, Autor, 2016: Interpretation: Meghan Trainor) - If I’m Lucky (200.000, Single, 2017) - Coño (200.000, Single, 2020; mit Jhorrmountain & Puri) - Whatcha Say (150.000, Single, 2009) - In My Head (150.000, Single, 2009) - Don’t Wanna Go Home (150.000, Single, 2011) - Breathing (150.000, Single, 2011) - Trumpets (150.000, Single, 2013) - Wiggle (150.000, Single, 2014; feat. Snoop Dogg) - Tattoos (100.000, Studioalbum, 2013) |
| 79   |      | Dua Lipa                                          | • Genre: Pop • Zertifizierungszeitraum: 2016–2025 • Erfolgreichste Werke: New Rules (800 Tausend, Single, 2017) und One Kiss (800 Tausend, Single, 2018; mit Calvin Harris) | 06.700.000 - New Rules (800.000, Single, 2017) - One Kiss (800.000, Single, 2018; mit Calvin Harris) - No Lie (600.000, Single, 2016; Sean Paul feat. Dua Lipa) - Scared to Be Lonely (600.000, Single, 2017; mit Martin Garrix) - Don’t Start Now (600.000, Single, 2019) - Cold Heart (Pnau Remix) (600.000, Single, 2021; mit Elton John) - Be the One (400.000, Single, 2015) - Physical (400.000, Single, 2020) - Levitating (400.000, Single, 2020) - Houdini (300.000, Single, 2023) - Hotter than Hell (200.000, Single, 2016) - IDGAF (200.000, Single, 2018) - Break My Heart (200.000, Single, 2020) - Prisoner (200.000, Single, 2020; Miley Cyrus feat. Dua Lipa) - Love Again (200.000, Single, 2021) - Dua Lipa (100.000, Studioalbum, 2017) - Future Nostalgia (100.000, Studioalbum, 2020) |
| 81   |      | Xavier Naidoo                                     | • Genre: Contemporary R&B/Soul • Zertifizierungszeitraum: 1998–2023 • Erfolgreichstes Werk: Nicht von dieser Welt (1 Million, Studioalbum, 1998) | 06.625.000 - Nicht von dieser Welt (1.000.000, Studioalbum, 1998) - Telegramm für X (800.000, Studioalbum, 2005) - Zwischenspiel – Alles für den Herrn (600.000, Studioalbum, 2002) - Sie sieht mich nicht (500.000, Single, 1999) - Alles kann besser werden (400.000, Studioalbum, 2009) - Danke fürs Zuhören – Liedersammlung 1998–2012 (400.000, Kompilation, 2012) - Was wir alleine nicht schaffen (300.000, Single, 2006) - Adriano (Letzte Warnung) (250.000, Single, 2001; als Teil von Brothers Keepers) - Wettsingen in Schwetzingen – MTV Unplugged (200.000, Livealbum, 2008; mit den Söhnen Mannheims) - Gespaltene Persönlichkeit (200.000, Studioalbum, 2012; mit Kool Savas als Xavas) - Bei meiner Seele (200.000, Studioalbum, 2013) - Live (150.000, Livealbum, 1999) - Ich kenne nichts (das so schön ist wie du) (150.000, Single, 2003; mit RZA) - Und wenn ein Lied (150.000, Autor, 2004; Interpretation: Söhne Mannheims) - Dieser Weg (150.000, Single, 2005) - Danke (150.000, Single, 2006) - Schau nicht mehr zurück (150.000, Single, 2006; mit Kool Savas als Xavas) - Alles kann besser werden (150.000, Single, 2009) - Bitte hör nicht auf zu träumen (Live) (150.000, Single, 2010; feat. Naturally 7 & Cassandra Steen) - Aura (150.000, Single, 2011; Kool Savas feat. Xavier Naidoo) - Bei meiner Seele (150.000, Single, 2013) - … Alles Gute vor uns … (100.000, Livealbum, 2003) - Nicht von dieser Welt 2 (100.000, Studioalbum, 2016) - … Alles Gute vor uns … (50.000, Videoalbum, 2003) - Wettsingen in Schwetzingen – MTV Unplugged (25.000, Videoalbum, 2008; mit den Söhnen Mannheims) |
| 82   |      | Beyoncé Knowles                                   | • Genre: Contemporary R&B/Pop • Zertifizierungszeitraum: 2003–2025 • Erfolgreichste Werke: Crazy in Love (900 Tausend, Single, 2003; Beyoncé feat. Jay-Z), Halo (900 Tausend, Single, 2009) | 06.600.000 - Crazy in Love (900.000, Single, 2003; Beyoncé feat. Jay-Z) - Halo (900.000, Single, 2009) - Hymn for the Weekend (800.000, Single, 2015; Coldplay feat. Beyoncé) - Single Ladies (Put a Ring on It) (450.000, Single, 2008) - I Am … Sasha Fierce (300.000, Album, 2008) - Texas Hold ’Em (300.000, Single, 2024) - Say My Name (250.000, Autorin, 2000; Interpretation: Destiny’s Child) - Independent Women Part I (250.000, Autorin, 2000; Interpretation: Destiny’s Child) - Survivor (250.000, Autorin, 2001; Interpretation: Destiny’s Child) - Dangerously in Love (200.000, Album, 2003) - 7/11 (200.000, Single, 2014) - Baby Boy (150.000, Single, 2003; feat. Sean Paul) - Lose My Breath (150.000, Autorin, 2004; Interpretation: Destiny’s Child) - Irreplaceable (150.000, Single, 2006) - Beautiful Liar (150.000, Single, 2007; feat. Shakira) - If I Were a Boy (150.000, Single, 2008) - Sweet Dreams (150.000, Single, 2009) - Telephone (150.000, Single, 2010; Lady Gaga feat. Beyoncé) - Run the World (Girls) (150.000, Single, 2011) - Best Thing I Never Had (150.000, Single, 2011) - Drunk in Love (150.000, Single, 2013; feat. Jay-Z) - B’Day (100.000, Album, 2006) - 4 (100.000, Album, 2011) - Beyoncé (100.000, Album, 2013) |
| 83   |      | Joe Cocker                                        | • Genre: Blues/Rock • Zertifizierungszeitraum: 1986–2023 • Erfolgreichste Werke: Unchain My Heart (750 Tausend, Studioalbum, 1987) und The Best of Joe Cocker (750 Tausend, Kompilation, 1992) | 06.400.000 - Unchain My Heart (750.000, Studioalbum, 1987) - The Best of Joe Cocker (750.000, Kompilation, 1992) - Cocker (500.000, Studioalbum, 1986) - Joe Cocker live (500.000, Livealbum, 1990) - Night Calls (500.000, Studioalbum, 1991) - Have a Little Faith (500.000, Studioalbum, 1994) - Across from Midnight (500.000, Studioalbum, 1997) - No Ordinary World (500.000, Studioalbum, 1999) - Fire It Up (300.000, Studioalbum, 2012) - Civilized Man (250.000, Studioalbum, 1984) - Definite 1964–1986 (250.000, Kompilation, 1987) - One Night of Sin (250.000, Studioalbum, 1989) - Organic (250.000, Studioalbum, 1996) - Greatest Hits (250.000, Kompilation, 1998) - Hard Knocks (200.000, Studioalbum, 2010) - The Ultimate Collection 1968–2003 (100.000, Kompilation, 2003) - Fire It Up – Live (25.000, Videoalbum, 2013) - The Best of Joe Cocker live (25.000, Videoalbum, 1992) |
| 83   |      | Felix Jaehn                                       | • Genre: Deep House/Pop/Tropical House • Zertifizierungszeitraum: 2015–2023 • Erfolgreichstes Werk: Cheerleader (Felix Jaehn Remix) (1,2 Millionen, Single, 2014; mit Omi) | 06.400.000 - Cheerleader (Felix Jaehn Remix) (1.200.000, Single, 2014; mit Omi) - Ain’t Nobody (Loves Me Better) (1.000.000, Single, 2015; feat. Jasmine Thompson) - Bonfire (600.000, Single, 2016; feat. Alma) - Stimme (400.000, Single, 2015; mit Mark Forster als Eff) - Hot2Touch (400.000, Single, 2017; mit Hight & Alex Aiono) - Close Your Eyes (400.000, Single, 2019; mit Vize feat. Miss Li) - Book of Love (200.000, Single, 2015; feat. Polina) - Feel Good (200.000, Single, 2017; feat. Mike Williams) - Cool (200.000, Single, 2018; feat. Marc E. Bassy & Gucci Mane) - Jennie (200.000, Lied, 2018; feat. R. City & Bori) - So Close (200.000, Single, 2018; mit NOTD feat. Captain Cuts & Georgia Ku) - Thank You [Not So Bad] (200.000, Single, 2020; mit Vize) - Sicko (200.000, Single, 2020; feat. Gashi & Faangs) - No Therapy (200.000, Single, 2020; feat. Nea & Bryn Christopher) - Where the Lights Are Low (200.000, Single, 2020; mit Toby Romeo feat. Faulhaber) - One More Time (200.000, Single, 2021; mit Robin Schulz feat. Alida) - Rain in Ibiza (200.000, Single, 2022; mit The Stickmen Project feat. Calum Scott) - Call It Love (200.000, Single, 2022; mit Ray Dalton) |
| 83   |      | Luciano                                           | • Genre: Hip-Hop • Zertifizierungszeitraum: 2020–2025 • Erfolgreichstes Werk: Beautiful Girl (600 Tausend, Single, 2022) | 06.400.000 - Beautiful Girl (600.000, Single, 2022) - Meer (400.000, Single, 2018) - Bamba (400.000, Single, 2022; feat. Aitch & Bia) - Jäger (200.000, Single, 2017) - Hawaii (200.000, Single, 2017) - Vorankommen (200.000, Single, 2017) - Airmax gegen Kopf (200.000, Single, 2018; Dardan feat. Luciano) - Ballin (200.000, Single, 2018) - MoneyGram (200.000, Single, 2018) - Roli Glitzer Glitzer (200.000, Single, 2018; Capital Bra feat. Eno & Luciano) - Ya Salame (200.000, Single, 2019; feat. Samra) - La Haine (200.000, Single, 2019) - Royal Rumble (200.000, Single, 2019; Capital Bra, Kalazh44 & Samra feat. Luciano & Nimo) - Fendi Drip (200.000, Single, 2019; feat. Lil Baby & Ufo361) - Summer Cem (200.000, Single, 2019; Summer Cem feat. Luciano) - Mios mit Bars (200.000, Single, 2020) - Late Night (200.000, Single, 2020) - XXL (200.000, Single, 2020; Miksu/Macloud feat. Jamule, Luciano & Summer Cem) - Never Know (200.000, Single, 2020; feat. Shirin David) - Devam (200.000, Single, 2020; Gentleman feat. Ezhel & Luciano) - Bad Eyez (200.000, Single, 2021; Nimo feat. Luciano) - Peppermint (200.000, Single, 2021) - Kids from the Block (200.000, Single, 2021) - Schmetterling (200.000, Single, 2021) - 2CB (200.000, Single, 2021; RAF Camora feat. Luciano) - SUVs (200.000, Single, 2021) - All Night (200.000, Single, 2023; RAF Camora feat. Luciano) - L.O.C.O. (100.000, Album, 2018) - Majestic (100.000, Album, 2022) |
| 86   |      | Andrea Bocelli                                    | • Genre: Klassik • Zertifizierungszeitraum: 1996–2023 • Erfolgreichstes Werk: Time to Say Goodbye (2,75 Millionen, Single, 1996) | 06.250.000 - Time to Say Goodbye (2.750.000, Single, 1996; mit Sarah Brightman) - Bocelli (2.000.000, Studioalbum, 1995) - Romanza (500.000, Kompilation, 1997) - Viaggio Italiano (250.000, Studioalbum, 1995) - Aria: The Opera Album (250.000, Studioalbum, 1998) - Sogno (250.000, Studioalbum, 1999) - Cieli di Toscana (150.000, Studioalbum, 2001) - The Best of Andrea Bocelli – Vivere (100.000, Kompilation, 2007) |
| 86   |      | Peter Fox                                         | • Genre: Hip-Hop/Reggae • Zertifizierungszeitraum: 2006–2025 • Erfolgreichstes Werk: Stadtaffe (1,5 Millionen, Studioalbum, 2008) | 06.250.000 - Stadtaffe (1.500.000, Studioalbum, 2008) - Zukunft Pink (900.000, Single, 2022; feat. Inéz) - Alles neu (750.000, Single, 2008) - Haus am See (750.000, Single, 2008) - Schüttel deinen Speck (450.000, Lied, 2008) - Schwarz zu blau (450.000, Single, 2009) - Augenbling (300.000, Autor/Produzent, 2012; Interpretation: Seeed) - Live aus Berlin (200.000, Livealbum, 2009) - Live aus Berlin (200.000, Videoalbum, 2009) - Unterwegs (200.000, Autor, 2020; Interpretation: KitschKrieg feat. Jamule) - Ding (150.000, Autor/Produzent, 2006; Interpretation: Seeed) - Stadtaffe (150.000, Lied, 2008) - Molotov (150.000, Autor/Produzent, 2011; Interpretation: Seeed) - Love Songs (100.000, Studioalbum, 2023) |
| 88   |      | Justin Timberlake                                 | • Genre: Contemporary R&B/Dance-Pop/Pop • Zertifizierungszeitraum: 2003–2025 • Erfolgreichstes Werk: Can’t Stop the Feeling! (1 Million, Single, 2016) | 06.150.000 - Can’t Stop the Feeling! (1.000.000, Single, 2016) - Where Is the Love? (750.000, Single, 2003; The Black Eyed Peas feat. Justin Timberlake) - Give It to Me (450.000, Single, 2007; Timbaland feat. Nelly Furtado & Justin Timberlake) - FutureSex/LoveSounds (400.000, Studioalbum, 2006) - Justified (300.000, Studioalbum, 2002) - Rock Your Body (300.000, Single, 2003) - SexyBack (300.000, Single, 2006; feat. Timbaland) - What Goes Around… Comes Around (300.000, Single, 2006) - 4 Minutes (300.000, Single, 2008; Madonna feat. Timbaland & Justin Timberlake) - Rehab (300.000, Single, 2008; Rihanna feat. Justin Timberlake) - Mirrors (300.000, Single, 2013) - Love Never Felt So Good (300.000, Single, 2014; Michael Jackson feat. Justin Timberlake) - Cry Me a River (250.000, Single, 2002) - Say Something (200.000, Single, 2018; feat. Chris Stapleton) - Signs (150.000, Single, 2005; Snoop Dogg feat. Justin Timberlake & Charlie Wilson) - My Love (150.000, Single, 2006; feat. T.I.) - Ayo Technology (150.000, Single, 2007; 50 Cent feat. Timbaland & Justin Timberlake) - Holy Grail (150.000, Single, 2013; Jay-Z feat. Justin Timberlake) - The 20/20 Experience (100.000, Studioalbum, 2013) |
| 89   |      | Drake                                             | • Genre: Contemporary R&B/Hip-Hop • Zertifizierungszeitraum: 2017–2023 • Erfolgreichstes Werk: One Dance (800 Tausend, Single, 2016; feat. Kyla & Wizkid) | 06.100.000 - One Dance (800.000, Single, 2016; feat. Kyla & Wizkid) - Work (400.000, Single, 2016; Rihanna feat. Drake) - Sicko Mode (400.000, Single, 2018; Travis Scott feat. Big Hawk, Drake & Swae Lee) - Hold On, We’re Going Home (300.000, Single, 2013; feat. Majid Jordan) - Hotline Bling (200.000, Single, 2015) - Jumpman (200.000, Single, 2015; mit Future) - Controlla (200.000, Single, 2016) - Too Good (200.000, Single, 2016; feat. Rihanna) - Fake Love (200.000, Single, 2016) - Passionfruit (200.000, Single, 2017) - God’s Plan (200.000, Single, 2018) - Nice for What (200.000, Single, 2018) - In My Feelings (200.000, Single, 2018) - Nonstop (200.000, Single, 2018) - No Stylist (200.000, Single, 2018; French Montana feat. Drake) - Mia (200.000, Single, 2018; Bad Bunny feat. Drake) - Going Bad (200.000, Single, 2019; Meek Mill feat. Drake) - No Guidance (200.000, Single, 2019; Chris Brown feat. Drake) - Life Is Good (200.000, Single, 2020; Future feat. Drake) - Toosie Slide (200.000, Single, 2020) - Greece (200.000, Single, 2020; DJ Khaled feat. Drake) - What’s My Name? (150.000, Single, 2010; Rihanna feat. Drake) - All of the Lights (150.000, Single, 2010; Kanye West feat. Various Artists) - Take Care (150.000, Single, 2012; feat. Rihanna) - Fuckin’ Problems (150.000, Single, 2012; A$AP Rocky feat. 2 Chainz, Drake & Kendrick Lamar) - Views (100.000, Studioalbum, 2016) - Scorpion (100.000, Studioalbum, 2018) |
| 89   |      | Roger Whittaker                                   | • Genre: Liedermacher/Schlager • Zertifizierungszeitraum: 1977–2011 • Erfolgreichste Werke: Weihnachten mit Roger Whittaker (1 Million, Weihnachtsalbum, 1983) und Ein Glück, daß es dich gibt (1 Million, Studioalbum, 1984) | 06.100.000 - Weihnachten mit Roger Whittaker (1.000.000, Weihnachtsalbum, 1983) - Ein Glück, daß es dich gibt (1.000.000, Studioalbum, 1984) - Typisch Roger Whittaker (500.000, Studioalbum, 1983) - Du gehörst zu mir (500.000, Studioalbum, 1985) - Hits (500.000, Kompilation, 1986) - Einfach leben – Dankeschön für all die Jahre (200.000, Kompilation, 2006) - The Best of Roger Whittaker (250.000, Kompilation, 1976) - The Best of Roger Whittaker 2 (250.000, Kompilation, 1976) - Festliche Weihnacht (250.000, Weihnachtsalbum, 1978) - Roger Whittaker (250.000, Studioalbum, 1980) - Heut’ bin ich arm – Heut’ bin ich reich (250.000, Studioalbum, 1987) - Du bist nicht allein (250.000, Studioalbum, 1988) - Alle Wege führen zu dir (250.000, Studioalbum, 1990) - Stimme des Herzens (250.000, Studioalbum, 1992) - Alles Roger! (250.000, Kompilation, 1996) - Wunderbar geborgen (150.000, Studioalbum, 2000) |
| 91   |      | Kontra K                                          | • Genre: Hip-Hop • Zertifizierungszeitraum: 2017–2025 • Erfolgreichstes Werk: Erfolg ist kein Glück (600 Tausend, Lied, 2015) | 06.075.000 - Erfolg ist kein Glück (600.000, Lied, 2015) - Soldaten 2.0 (400.000, Single, 2017) - Blei (400.000, Single, 2019; feat. Veysel) - Nur für dich (300.000, Lied, 2022) - Summertime (300.000, Single, 2023; feat. Lana Del Rey) - Die Sonne (300.000, Single, 2023; feat. Santos) - Adrenalin (200.000, Lied, 2014) - Wölfe (200.000, Lied, 2014) - Aus dem Schatten ins Licht (200.000, Studioalbum, 2015) - Ikarus (200.000, Single, 2016) - Diamanten (200.000, Single, 2017) - Mehr als ein Job (200.000, Single, 2017) - Oder nicht (200.000, Single, 2018) - Fame (200.000, Single, 2018; feat. RAF Camora) - Farben (200.000, Single, 2018) - Sie wollten Wasser doch kriegen Benzin (200.000, Studioalbum, 2019) - Warnung (200.000, Single, 2019) - Kampfgeist 4 (200.000, Single, 2019) - Letzte Träne (200.000, Single, 2019) - Puste sie weg (200.000, Single, 2020) - Tiefschwarz (200.000, Single, 2020; feat. Samra) - Follow (200.000, Single, 2022; feat. Leony & Sido) - Labyrinth (100.000, Studioalbum, 2016) - Gute Nacht (100.000, Studioalbum, 2017) - Erde & Knochen (100.000, Studioalbum, 2018) - Vollmond (100.000, Studioalbum, 2020) - Für den Himmel durch die Hölle (100.000, Studioalbum, 2022) - Die Hoffnung klaut mir niemand (75.000, Studioalbum, 2023) |
| 92   |      | BAP auch bekannt als: Niedeckens BAP              | • Genre: Rock • Zertifizierungszeitraum: 1982–2013 • Erfolgreichste Werke: für usszeschnigge! (1 Million, Studioalbum, 1981) und vun drinne noh drusse (1 Million, Studioalbum, 1982) | 06.050.000 - für usszeschnigge! (1.000.000, Studioalbum, 1981) - vun drinne noh drusse (1.000.000, Studioalbum, 1982) - Bess demnähx (500.000, Livealbum, 1983) - Da Capo (500.000, Studioalbum, 1988) - X für ’e U (500.000, Studioalbum, 1990) - Wahnsinn – Die Hits von 79–95 (500.000, Kompilation, 1995) - Wolfgang Niedecken’s BAP rockt andere kölsche Leeder (250.000, Studioalbum, 1979) - affjetaut (250.000, Studioalbum, 1980) - Zwesche Salzjebäck un Bier (250.000, Studioalbum, 1984) - Ahl Männer, aalglatt (250.000, Studioalbum, 1986) - Pik Sibbe (250.000, Studioalbum, 1993) - Amerika (250.000, Studioalbum, 1996) - Nackt im Wind (150.000, Single, 1985; als Teil von Band für Afrika) - Aff un zo (150.000, Studioalbum, 2001) - Sonx (100.000, Studioalbum, 2004) - Dreimal zehn Jahre (100.000, Kompilation, 2005) - Övverall (25.000, Videoalbum, 2002) - Dreimal zehn Jahre (25.000, Videoalbum, 2005) |
| 92   |      | Modern Talking                                    | • Genre: Euro Disco/Eurodance • Zertifizierungszeitraum: 1985–2023 • Erfolgreichstes Werk: Back for Good (1,25 Millionen, Studioalbum, 1998) | 06.050.000 - Back for Good (1.250.000, Studioalbum, 1998) - You’re My Heart, You’re My Soul (500.000, Single, 1984) - The 1st Album (500.000, Studioalbum, 1985) - Let’s Talk About Love (500.000, Studioalbum, 1985) - Ready for Romance (500.000, Studioalbum, 1986) - You’re My Heart, You’re My Soul ’98 (500.000, Single, 1998; mit Eric Singleton) - Alone (500.000, Studioalbum, 1999) - You Can Win If You Want (250.000, Single, 1985) - Cheri, Cheri Lady (250.000, Single, 1985) - In the Middle of Nowhere (250.000, Studioalbum, 1986) - You Are Not Alone (250.000, Single, 1999) - 2000 – Year of the Dragon (300.000, Studioalbum, 2000) - America (150.000, Studioalbum, 2001) - Victory (150.000, Studioalbum, 2002) - Universe (100.000, Studioalbum, 2003) - The Final Album – The Ultimate Best Of (100.000, Kompilation, 2003) |
| 94   |      | Adele                                             | • Genre: Pop/Soul • Zertifizierungszeitraum: 2011–2025 • Erfolgreichstes Werk: 21 (1,6 Millionen, Studioalbum, 2011) | 06.000.000 - 21 (1.600.000, Studioalbum, 2011) - 25 (1.200.000, Studioalbum, 2015) - Skyfall (900.000, Single, 2012) - Hello (400.000, Single, 2015) - Easy on Me (400.000, Single, 2021) - Rolling in the Deep (300.000, Single, 2010) - Someone like You (300.000, Single, 2011) - Set Fire to the Rain (300.000, Single, 2011) - 19 (200.000, Studioalbum, 2008) - Live at the Royal Albert Hall (200.000, Videoalbum, 2011) - 30 (200.000, Studioalbum, 2021) |
| 94   |      | Junkx                                             | • Genre: Elektronische Tanzmusik • Zertifizierungszeitraum: 2015–2023 • Erfolgreichstes Werk: Sugar (1 Million, Autor/Produzent, 2015; Interpretation: Robin Schulz feat. Francesco Yates) | 06.000.000 - Sugar (1.000.000, Autor/Produzent, 2015; Interpretation: Robin Schulz feat. Francesco Yates) - OK (800.000, Autor/Produzent, 2017; Interpretation: Robin Schulz feat. James Blunt) - Show Me Love (400.000, Autor/Produzent, 2015; Interpretation: Robin Schulz feat. J.U.D.G.E.) - Would I Lie to You (400.000, Produzent, 2016; Interpretation: David Guetta, Cedric Gervais & Chris Willis) - Shed a Light (400.000, Autor/Produzent, 2016; Interpretation: Robin Schulz & David Guetta feat. Cheat Codes) - Speechless (400.000, Autor/Produzent, 2018; Interpretation: Robin Schulz feat. Erika Sirola) - In Your Eyes (400.000, Autor/Produzent, 2020; Interpretation: Robin Schulz feat. Alida) - All We Got (400.000, Autor/Produzent, 2020; Interpretation: Robin Schulz feat. Kiddo) - Heatwave (200.000, Autor/Produzent, 2016; Interpretation: Robin Schulz feat. Akon) - I Believe I’m Fine (200.000, Autor/Produzent, 2017; Interpretation: Robin Schulz & Hugel) - Unforgettable (200.000, Autor/Produzent, 2017; Interpretation: Robin Schulz & Marc Scibilia) - H.O.L.Y. (200.000, Produzent, 2018; Interpretation: Alle Farben & Rhodes) - Oh Child (200.000, Autor/Produzent, 2018; Interpretation: Robin Schulz feat. Piso 21) - All This Love (200.000, Autor/Produzent, 2019; Interpretation: Robin Schulz feat. Harlœ) - Alane (200.000, Autor/Produzent, 2020; Interpretation: Robin Schulz & Wes) - Rain in Ibiza (200.000, Autor/Produzent, 2022; Interpretation: Felix Jaehn & The Stickmen Project feat. Calum Scott) - Call It Love (200.000, Autor/Produzent, 2022; Interpretation: Felix Jaehn & Ray Dalton) |
| 94   |      | Nico Santos                                       | • Genre: Pop/Singer-Songwriter • Zertifizierungszeitraum: 2016–2024 • Erfolgreichstes Werk: Rooftop (800 Tausend, Single, 2017) | 06.000.000 - Rooftop (800.000, Single, 2017) - Tausend Tattoos (600.000, Autor, 2018: Interpretation: Sido) - Home (400.000, Single, 2015; Topic feat. Nico Santos) - Wir sind groß (400.000, Autor, 2016: Interpretation: Mark Forster) - Sex ohne Grund (400.000, Lied, 2016; Ali Bumaye feat. Nico Santos & Shindy) - Achterbahn (400.000, Autor, 2017: Interpretation: Helene Fischer) - Better (400.000, Single, 2019; mit Lena) - Nur für dich (300.000, Autor, 2022: Interpretation: Kontra K) - Die Sonne (300.000, Single, 2023; Kontra K feat. Santos) - So schön kaputt (200.000, Autor, 2017: Interpretation: SDP) - Papa (200.000, Autor, 2017: Interpretation: Bushido) - Safe (200.000, Single, 2018) - Unforgettable (200.000, Single, 2019) - Purple Rain (200.000, Lied, 2019; Capital Bra & Samra feat. Santos) - Play with Fire (200.000, Single, 2019) - Like I Love You (200.000, Single, 2020; mit Topic) - Best of Us (200.000, Single, 2020; als Teil von Wier) - Leere Hände (200.000, Single, 2021; feat. Samra & Sido) - Vamos a marte (200.000, Autor, 2021: Interpretation: Helene Fischer feat. Luis Fonsi) |
| 97   |      | Katy Perry                                        | • Genre: Pop • Zertifizierungszeitraum: 2008–2025 • Erfolgreichstes Werk: I Kissed a Girl (750 Tausend, Single, 2008) | 05.950.000 - I Kissed a Girl (750.000, Single, 2008) - Hot n Cold (450.000, Single, 2008) - Roar (450.000, Single, 2013) - Dark Horse (450.000, Single, 2013; feat. Juicy J) - Teenage Dream (400.000, Studioalbum, 2010) - Chained to the Rhythm (400.000, Single, 2017; feat. Skip Marley) - Feels (400.000, Single, 2017; Calvin Harris feat. Pharrell Williams, Katy Perry & Big Sean) - One of the Boys (300.000, Studioalbum, 2008) - California Gurls (300.000, Single, 2010; feat. Snoop Dogg) - Firework (300.000, Single, 2010) - Black Widow (200.000, Autorin, 2014; Interpretation: Iggy Azalea feat. Rita Ora) - Bon Appétit (200.000, Single, 2017; feat. Migos) - Swish Swish (200.000, Single, 2017; feat. Nicki Minaj) - If We Ever Meet Again (150.000, Single, 2010; Timbaland feat. Katy Perry) - Teenage Dream (150.000, Single, 2010) - E.T. (150.000, Single, 2011) - Last Friday Night (T.G.I.F.) (150.000, Single, 2011) - The One That Got Away (150.000, Single, 2011) - Part of Me (150.000, Single, 2012) - Unconditionally (150.000, Single, 2013) - Prism (100.000, Studioalbum, 2013) |
| 97   |      | Eros Ramazzotti                                   | • Genre: Pop • Zertifizierungszeitraum: 1988–2013 • Erfolgreichstes Werk: Eros (1,5 Millionen, Kompilation, 1997) | 05.950.000 - Eros (1.500.000, Kompilation, 1997) - Dove c’è musica (750.000, Studioalbum, 1996) - Stilelibero (600.000, Studioalbum, 2000) - Musica è (500.000, Studioalbum, 1988) - In ogni senso (500.000, Studioalbum, 1990) - Tutte storie (500.000, Studioalbum, 1993) - Nuovi eroi (250.000, Studioalbum, 1986) - In certi momenti (250.000, Studioalbum, 1987) - Eros Live (250.000, Livealbum, 1998) - 9 (200.000, Studioalbum, 2003) - Calma apparente (200.000, Studioalbum, 2005) - I Belong to You (Il ritmo della passione) (150.000, Single, 2006; mit Anastacia) - e² (100.000, Kompilation, 2007) - Ali e radici (100.000, Studioalbum, 2009) - Noi (100.000, Studioalbum, 2012) |
| 99   |      | Alex Christensen                                  | • Genre: Elektronische Tanzmusik • Zertifizierungszeitraum: 1992–2021 • Erfolgreichstes Werk: I Believe (1,75 Millionen, Autor/Produzent, 2001; Interpretation: Bro’Sis) | 05.900.000 - I Believe (1.750.000, Autor/Produzent, 2001; Interpretation: Bro’Sis) - Das Boot (900.000, Produzent, 1991; Interpretation: U 96) - United (500.000, Autor/Produzent, 1994; Interpretation: Prince Ital Joe feat. Marky Mark) - Around the World (La La La La La) (500.000, Autor/Produzent, 2000; Interpretation: ATC) - All Around the World (La La La) (400.000, Autor, 2019; Interpretation: R3hab × A Touch of Class) - Happy People (250.000, Autor/Produzent, 1993; Interpretation: Prince Ital Joe feat. Marky Mark) - Life in the Streets (250.000, Autor/Produzent, 1994; Interpretation: Prince Ital Joe feat. Marky Mark) - Love Religion (250.000, Autor/Produzent, 1994; Interpretation: U 96) - Heaven (250.000, Autor/Produzent, 1996; Interpretation: U 96) - My Heart Beats Like a Drum (Dam Dam Dam) (250.000, Autor/Produzent, 2000; Interpretation: ATC) - You’re My Mate (250.000, Produzent, 2001; Interpretation: Right Said Fred) - Du hast den schönsten Arsch der Welt (150.000, Single, 2007; feat. Y-ass) - Classical 90s Dance (100.000, Studioalbum, 2017) - Classical 90s Dance 2 (100.000, Studioalbum, 2018) |
| 99   |      | Flo Rida                                          | • Genre: Hip-Hop • Zertifizierungszeitraum: 2009–2023 • Erfolgreichstes Werk: Hangover (900 Tausend, Single, 2011; Taio Cruz feat. Flo Rida) | 05.900.000 - Hangover (900.000, Single, 2011; Taio Cruz feat. Flo Rida) - Low (750.000, Single, 2007; feat. T-Pain) - Whistle (750.000, Single, 2012) - Club Can’t Handle Me (450.000, Single, 2010; feat. David Guetta) - Where Them Girls At (450.000, Single, 2011; David Guetta feat. Nicki Minaj & Flo Rida) - G.D.F.R. (400.000, Single, 2014; feat. Lookas & Sage the Gemini) - My House (400.000, Single, 2015) - La cintura (Remix) (400.000, Single, 2018; Alvaro Soler feat. Flo Rida & Tini) - Right Round (300.000, Single, 2009; feat. Kesha) - Good Feeling (300.000, Single, 2011) - I Don’t Like It, I Love It (200.000, Single, 2015; feat. Robin Thicke & Verdine White) - Turn Around (5, 4, 3, 2, 1) (150.000, Single, 2010) - Wild Ones (150.000, Single, 2011; feat. Sia) - I Cry (150.000, Single, 2012) - Troublemaker (150.000, Single, 2012; Olly Murs feat. Flo Rida) |
| 101  |      | Genesis                                           | • Genre: Artrock/Pop-Rock/Progressive Rock • Zertifizierungszeitraum: 1978–2008 • Erfolgreichstes Werk: We Can’t Dance (2,5 Millionen, Studioalbum, 1991) | 05.875.000 - We Can’t Dance (2.500.000, Studioalbum, 1991) - The Way We Walk Volume 1 (The Shorts) (750.000, Livealbum, 1993) - Genesis (500.000, Studioalbum, 1983) - Invisible Touch (500.000, Studioalbum, 1986) - Turn It On Again – The Hits (300.000, Kompilation, 1999) - Seconds Out (250.000, Livealbum, 1977) - … And Then There Were Three … (250.000, Studioalbum, 1978) - Abacab (250.000, Studioalbum, 1981) - … Calling All Stations … (250.000, Studioalbum, 1997) - Platinum Collection (100.000, Kompilation, 2004) - Live over Europe 2007 (100.000, Livealbum, 2007) - The Video Show (50.000, Videoalbum, 2004) - When in Rome 2007 (50.000, Videoalbum, 2008) - Live at Wembley Stadium (25.000, Videoalbum, 2003) |
| 102  |      | Sean Paul                                         | • Genre: Dancehall • Zertifizierungszeitraum: 2003–2024 • Erfolgreichstes Werk: Cheap Thrills (1 Million, Single, 2016; Sia feat. Sean Paul) | 05.850.000 - Cheap Thrills (1.000.000, Single, 2016; Sia feat. Sean Paul) - Rockabye (800.000, Single, 2016; Clean Bandit feat. Anne-Marie & Sean Paul) - Temperature (600.000, Single, 2006) - No Lie (600.000, Single, 2016; feat. Dua Lipa) - She Doesn’t Mind (450.000, Single, 2011) - Dutty Rock (300.000, Studioalbum, 2002) - Get Busy (300.000, Single, 2003) - Got 2 Luv U (300.000, Single, 2011; feat. Alexis Jordan) - Make My Love Go (200.000, Single, 2016; Jay Sean feat. Kiana Ledé & Sean Paul) - Mad Love (200.000, Single, 2018; mit David Guetta feat. Becky G) - Breathe (150.000, Single, 2003; Blu Cantrell feat. Sean Paul) - Baby Boy (150.000, Single, 2003; Beyoncé feat. Sean Paul) - We Be Burnin’ (150.000, Single, 2005) - Summer Paradise (150.000, Single, 2011; Simple Plan feat. Sean Paul) - She Makes Me Go (150.000, Single, 2012; Arash feat. Sean Paul) - Bailando (150.000, Single, 2014; Enrique Iglesias feat. Descemer Bueno, Gente de Zona & Sean Paul) - The Trinity (100.000, Studioalbum, 2005) - Tomahawk Technique (100.000, Studioalbum, 2012) |
| 103  |      | Bruce Springsteen                                 | • Genre: Rock • Zertifizierungszeitraum: 1985–2024 • Erfolgreichstes Werk: Born in the U.S.A. (1 Million, Studioalbum, 1984) und Greatest Hits (1 Million, Kompilation, 1995) | 05.825.000 - Born in the U.S.A. (1.000.000, Studioalbum, 1984) - Greatest Hits (1.000.000, Kompilation, 1995) - Dancing in the Dark (300.000, Single, 1984) - The Rising (300.000, Studioalbum, 2002) - For You (300.000, Autor, 2005; Interpretation: The Disco Boys feat. Manfred Mann’s Earth Band) - The River (250.000, Studioalbum, 1980) - Born in the U.S.A. (250.000, Single, 1984) - Live 1975–85 (250.000, Livealbum, 1986) - I’m on Fire (250.000, Single, 1985) - Tunnel of Love (250.000, Studioalbum, 1987) - Human Touch (250.000, Studioalbum, 1992) - Lucky Town (250.000, Studioalbum, 1992) - Streets of Philadelphia (250.000, Single, 1994) - Magic (200.000, Studioalbum, 2007) - Wrecking Ball (200.000, Studioalbum, 2012) - Devils & Dust (100.000, Studioalbum, 2005) - We Shall Overcome: The Seeger Sessions (100.000, Studioalbum, 2006) - Working on a Dream (100.000, Studioalbum, 2009) - The Promise (100.000, Kompilation, 2010) - High Hopes (100.000, Studioalbum, 2014) - Western Stars (100.000, Studioalbum, 2019) - Letter to You (100.000, Studioalbum, 2020) - Live in Barcelona (50.000, Videoalbum, 2003) - Video Anthology / 1978/88 (25.000, Videoalbum, 1989) - Live in New York City (25.000, Videoalbum, 2001) - London Calling: Live in Hyde Park (25.000, Videoalbum, 2010) |
| 104  |      | Boney M.                                          | • Genre: Euro Disco • Zertifizierungszeitraum: 1976–2025 • Erfolgreichstes Werk: Nightflight to Venus (1 Million, Studioalbum, 1978) | 05.800.000 - Nightflight to Venus (1.000.000, Studioalbum, 1978) - Daddy Cool (800.000, Single, 1976) - Love for Sale (500.000, Studioalbum, 1977) - Rivers of Babylon (500.000, Single, 1978) - Oceans of Fantasy (500.000, Studioalbum, 1979) - Daddy Cool – The Star Collection (500.000, Kompilation, 1991) - Mary’s Boy Child – Oh My Lord (300.000, Single, 1978) - Take the Heat off Me (250.000, Studioalbum, 1976) - Ma Baker (250.000, Single, 1977) - El Lute/Gotta Go Home (250.000, Single, 1979) - The Magic of Boney M. – 20 Golden Hits (250.000, Kompilation, 1980) - Happy Christmas (250.000, Weihnachtsalbum, 1981) - Gold – 20 Super Hits (250.000, Kompilation, 1992) - Rasputin (Remix) (200.000, Single, 2021; mit Majestic) |
| 105  |      | Dire Straits                                      | • Genre: Bluesrock/Roots Rock • Zertifizierungszeitraum: 1979–2025 • Erfolgreichstes Werk: Brothers in Arms (1 Million, Studioalbum, 1985) | 05.750.000 - Brothers in Arms (1.000.000, Studioalbum, 1985) - Money for Nothing (700.000, Kompilation, 1988) - Sultans of Swing (600.000, Single, 1978) - Dire Straits (500.000, Studioalbum, 1978) - Communiqué (500.000, Studioalbum, 1979) - Love over Gold (500.000, Studioalbum, 1982) - On Every Street (500.000, Studioalbum, 1991) - Making Movies (250.000, Studioalbum, 1980) - Alchemy: Dire Straits Live (250.000, Livealbum, 1984) - Money for Nothing (250.000, Single, 1985) - Brothers in Arms (250.000, Single, 1985) - Sultans of Swing – The Very Best of Dire Straits (250.000, Kompilation, 1998) - Private Investigations: The Best of Dire Straits & Mark Knopfler (200.000, Kompilation, 2005) |
| 106  |      | Samra                                             | • Genre: Hip-Hop • Zertifizierungszeitraum: 2019–2023 • Erfolgreichstes Werk: 110 (800.000, Single, 2019; mit Capital Bra feat. Lea) | 05.700.000 - 110 (800.000, Single, 2019; mit Capital Bra feat. Lea) - Tilidin (600.000, Single, 2019; mit Capital Bra) - Wieder Lila (400.000, Single, 2019; mit Capital Bra) - Für euch alle (200.000, Single, 2018; Bushido feat. Capital Bra & Samra) - Cataleya (200.000, Single, 2018) - Wir ticken (200.000, Single, 2019; Capital Bra feat. Samra) - Ya Salame (200.000, Single, 2019; Luciano feat. Samra) - Harami (200.000, Single, 2019) - Marlboro rot (200.000, Single, 2019) - Royal Rumble (200.000, Single, 2019; mit Capital Bra & Kalazh44 feat. Luciano & Nimo) - Zombie (200.000, Single, 2019; mit Capital Bra) - Nummer 1 (200.000, Single, 2019; mit Capital Bra) - Huracan (200.000, Single, 2019; mit Capital Bra) - Purple Rain (200.000, Lied, 2019; mit Capital Bra feat. Santos) - Colt (200.000, Single, 2019) - Zu Ende (200.000, Single, 2020; feat. Elif) - Mon Ami (200.000, Single, 2020) - Weiss (200.000, Single, 2020) - BaeBae (200.000, Single, 2020) - Tiefschwarz (200.000, Single, 2020; Kontra K feat. Samra) - Lost (200.000, Single, 2020; feat. Topic42) - Leere Hände (200.000, Single, 2021; Santos feat. Sido & Samra) - Berlin lebt 2 (100.000, Kollaboalbum, 2019; mit Capital Bra) |
| 107  |      | Pharrell Williams                                 | • Genre: Hip-Hop • Zertifizierungszeitraum: 2013–2023 • Erfolgreichstes Werk: Happy (1,35 Millionen, Single, 2013) | 05.650.000 - Happy (1.350.000, Single, 2013) - Blurred Lines (1.200.000, Single, 2013; Robin Thicke feat. Pharrell & T.I.) - Havana (1.000.000, Autor, 2017; Interpretation: Camila Cabello feat. Young Thug) - Get Lucky (750.000, Single, 2013; Daft Punk feat. Pharrell) - Feels (400.000, Single, 2017; Calvin Harris feat. Big Sean, Katy Perry & Pharrell Williams) - Hot in Herre (250.000, Autor/Produzent, 2002; Interpretation: Nelly) - Drop It Like It’s Hot (150.000, Single, 2004; Snoop Dogg feat. Pharrell) - One (Your Name) (150.000, Single, 2010; Swedish House Mafia feat. Pharrell) - Marilyn Monroe (150.000, Single, 2014) - Sing (150.000, Autor/Produzent, 2014; Interpretation: Ed Sheeran) - G I R L (100.000, Studioalbum, 2014) |
| 108  |      | Roxette                                           | • Genre: Pop/Rock • Zertifizierungszeitraum: 1990–2011 • Erfolgreichstes Werk: Joyride (1,75 Millionen, Studioalbum, 1991) | 05.625.000 - Joyride (1.750.000, Studioalbum, 1991) - Look Sharp! (1.000.000, Studioalbum, 1988) - Tourism (750.000, Studioalbum, 1992) - Crash! Boom! Bang! (500.000, Studioalbum, 1994) - Don’t Bore Us, Get to the Chorus! (500.000, Kompilation, 1995) - It Must Have Been Love (250.000, Single, 1990) - Joyride (250.000, Single, 1991) - Have a Nice Day (250.000, Studioalbum, 1999) - Room Service (150.000, Studioalbum, 2001) - A Collection of Roxette Hits: Their 20 Greatest Songs! (100.000, Kompilation, 2006) - Charm School (100.000, Studioalbum, 2011) - The Videos (25.000, Videoalbum, 1991) |
| 109  |      | Die Fantastischen Vier                            | • Genre: Hip-Hop • Zertifizierungszeitraum: 1992–2023 • Erfolgreichstes Werk: 4 gewinnt (750 Tausend, Studioalbum, 1992) | 05.525.000 - 4 gewinnt (750.000, Studioalbum, 1992) - Lauschgift (500.000, Studioalbum, 1995) - MfG – Mit freundlichen Grüßen (500.000, Single, 1999) - Zusammen (400.000, Single, 2018; feat. Clueso) - MTV Unplugged (300.000, Livealbum, 2000) - Troy (300.000, Single, 2004) - Rekord (300.000, Studioalbum, 2014) - Die da!?! (250.000, Single, 1992) - Die 4. Dimension (250.000, Studioalbum, 1993) - Sie ist weg (250.000, Single, 1995) - 4:99 (250.000, Studioalbum, 1999) - Viel (200.000, Studioalbum, 2004) - Fornika (200.000, Studioalbum, 2007) - Für dich immer noch Fanta Sie (200.000, Studioalbum, 2010) - Ernten was wir säen (150.000, Single, 2007) - 25 (150.000, Single, 2014; feat. Jonn Savannah) - Best of 1990–2005 (100.000, Kompilation, 2005) - Heimspiel (100.000, Livealbum, 2009) - MTV Unplugged II (100.000, Livealbum, 2012) - Vier und jetzt (Best of 1990–2015) (100.000, Kompilation, 2015) - Captain Fantastic (100.000, Studioalbum, 2018) - MTV Unplugged (25.000, Videoalbum, 2001) - Heimspiel (25.000, Videoalbum, 2009) - Live in 3D (25.000, Videoalbum, 2010) |
| 110  |      | Bausa                                             | • Genre: Hip-Hop • Zertifizierungszeitraum: 2017–2024 • Erfolgreichstes Werk: Was du Liebe nennst (1,6 Millionen, Single, 2017) | 05.500.000 - Was du Liebe nennst (1.600.000, Single, 2017) - Madonna (600.000, Single, 2021; feat. Apache 207) - 9 bis 9 (600.000, Single, 2023; Sira feat. Bausa & Badchieff) - Casanova (400.000, Single, 2018; Summer Cem feat. Bausa) - Mary (400.000, Single, 2019) - Skifahren (400.000, Single, 2019; mit The Cratez & Maxwell feat. Joshi Mizu) - Vempa (300.000, Single, 2024; Fourty feat. Bausa) - Atramis (200.000, Lied, 2016; Bonez MC & RAF Camora feat. Bausa) - Baron (200.000, Single, 2017; feat. Lativ) - Komm wir chillen (200.000, Lied, 2017; Capo feat. Bausa & Yonii) - Vagabund (200.000, Single, 2018) - Keine Liebe (200.000, Single, 2019; RIN feat. Bausa) - 2012 (200.000, Single, 2020; feat. Juju) |
| 110  |      | Unheilig                                          | • Genre: Electro Rock/Neue Deutsche Härte/Pop • Zertifizierungszeitraum: 2010–2024 • Erfolgreichstes Werk: Große Freiheit (1,8 Millionen, Studioalbum, 2010) | 05.500.000 - Große Freiheit (1.800.000, Studioalbum, 2010) - Lichter der Stadt (900.000, Studioalbum, 2012) - Geboren um zu leben (750.000, Single, 2010) - Alles hat seine Zeit – Best of Unheilig 1999–2014 (500.000, Kompilation, 2014) - Gipfelstürmer (500.000, Studioalbum, 2014) - So wie du warst (300.000, Single, 2012) - MTV Unplugged: Unter Dampf – Ohne Strom (200.000, Livealbum, 2015) - Von Mensch zu Mensch (200.000, Studioalbum, 2016) - Winter/Winterland (150.000, Single, 2010) - Puppenspiel (100.000, Studioalbum, 2008) - Große Freiheit Live (75.000, Videoalbum, 2010) - Lichter der Stadt Live (25.000, Videoalbum, 2012) |
| 112  |      | Adel Tawil                                        | • Genre: Pop • Zertifizierungszeitraum: 1998–2023 • Erfolgreichstes Werk: Ich will nur dass du weißt (800 Tausend, Single, 2015; SDP feat. Adel Tawil) | 05.450.000 - Ich will nur dass du weißt (800.000, Single, 2015; SDP feat. Adel Tawil) - Lieder (600.000, Single, 2013) - Lieder (500.000, Studioalbum, 2013) - Ist da jemand (400.000, Single, 2017) - Vom selben Stern (300.000, Autor/Produzent, 2007; Interpretation: Ich + Ich) - Stark (300.000, Autor/Produzent, 2007; Interpretation: Ich + Ich) - So soll es bleiben (300.000, Produzent, 2008; Interpretation: Ich + Ich) - Stadt (300.000, Single, 2009; Cassandra Steen feat. Adel Tawil) - Der Himmel soll warten (300.000, Single, 2010; Sido feat. Adel Tawil) - One Minute (250.000, Autor, 1997; Interpretation: The Boyz) - Zuhause (200.000, Single, 2014; feat. Matisyahu) - Bis hier und noch weiter (200.000, Single, 2017; feat. KC Rebell & Summer Cem) - So schön anders (200.000, Studioalbum, 2017) - Tu m’appelles (200.000, Single, 2019; feat. Peachy) - Du erinnerst mich an Liebe (150.000, Produzent, 2005; Interpretation: Ich + Ich) - Prison Break Anthem (Ich glaub’ an dich) (150.000, Single, 2007; Azad feat. Adel Tawil) - Pflaster (150.000, Produzent, 2009; Interpretation: Ich + Ich) - Universum (150.000, Produzent, 2010; Interpretation: Ich + Ich) |
| 113  |      | The Rolling Stones                                | • Genre: Blues/Bluesrock/Rock • Zertifizierungszeitraum: 1986–2024 • Erfolgreichste Werke: (I Can’t Get No) Satisfaction (500 Tausend, Single, 1965), Get Off of My Cloud (500 Tausend, Single, 1965), Voodoo Lounge (500 Tausend, Studioalbum, 1994) und Bridges to Babylon (500 Tausend, Studioalbum, 1997)                                        | 05.425.000 - (I Can’t Get No) Satisfaction (500.000, Single, 1965) - Get Off of My Cloud (500.000, Single, 1965) - Voodoo Lounge (500.000, Studioalbum, 1994) - Bridges to Babylon (500.000, Studioalbum, 1997) - Forty Licks (300.000, Kompilation, 2002) - Blue & Lonesome (300.000, Studioalbum, 2016) - Paint It Black (250.000, Single, 1966) - Sticky Fingers (250.000, Studioalbum, 1971) - Goats Head Soup (250.000, Studioalbum, 1973) - Dirty Work (250.000, Studioalbum, 1986) - Steel Wheels (250.000, Studioalbum, 1989) - Flashpoint (250.000, Livealbum, 1991) - Jump Back: The Best of the Rolling Stones (250.000, Kompilation, 1993) - Stripped (250.000, Livealbum, 1995) - A Bigger Bang (200.000, Studioalbum, 2005) - Sympathy for the Devil (Remix) (150.000, Single, 2003) - Hackney Diamonds (150.000, Studioalbum, 2023) - Grrr! (100.000, Kompilation, 2012) - Havana Moon (100.000, Videoalbum, 2016) - Sweet Summer Sun – Hyde Park Live (50.000, Videoalbum, 2013) - Ladies & Gentlemen: The Rolling Stones (25.000, Videoalbum, 1974) - 25×5 – The Continuing Adventures of the Rolling Stones (25.000, Videoalbum, 1989) - The Biggest Bang (25.000, Videoalbum, 2007) |
| 114  |      | Böhse Onkelz                                      | • Genre: Hard Rock • Zertifizierungszeitraum: 1995–2022 • Erfolgreichstes Werk: E.I.N.S. (500 Tausend, Studioalbum, 1996) | 05.400.000 - E.I.N.S. (500.000, Studioalbum, 1996) - Auf gute Freunde (300.000, Lied, 1996) - Ein böses Märchen … aus tausend finsteren Nächten (300.000, Studioalbum, 2000) - Wir ham’ noch lange nicht genug (250.000, Studioalbum, 1991) - Live in Vienna (250.000, Livealbum, 1992) - Heilige Lieder (250.000, Studioalbum, 1992) - Schwarz (250.000, Studioalbum, 1993) - Weiß (250.000, Studioalbum, 1993) - Gehasst, verdammt, vergöttert … die letzten Jahre (250.000, Kompilation, 1994) - Hier sind die Onkelz (250.000, Studioalbum, 1995) - Live in Dortmund (250.000, Livealbum, 1997) - Viva los Tioz (250.000, Studioalbum, 1998) - Dunkler Ort (250.000, Single, 2000) - Adios (200.000, Studioalbum, 2004) - Memento (200.000, Studioalbum, 2016) - Nichts ist für die Ewigkeit (150.000, Lied, 1990) - Wir ham’ noch lange nicht genug (150.000, Lied, 1991) - Gestern war heute noch morgen (150.000, Kompilation, 2001) - Dopamin (150.000, Studioalbum, 2002) - Live in Hamburg (150.000, Livealbum, 2005) - La Ultima / Live in Berlin (100.000, Videoalbum, 2005) - Nichts ist für die Ewigkeit – Live am Hockenheimring 2014 (100.000, Videoalbum, 2014) - Böhse Onkelz (100.000, Studioalbum, 2020) - 20 Jahre – Live in Frankfurt (75.000, Videoalbum, 2001) - Vaya con Tioz (75.000, Videoalbum, 2007) - Live in Vienna (50.000, Videoalbum, 1992) - Live in Dortmund (50.000, Videoalbum, 1997) - Tour 2000 (50.000, Videoalbum, 2001) - Böhse für’s Leben (50.000, Videoalbum, 2016) |
| 115  |      | Billie Eilish                                     | • Genre: Pop • Zertifizierungszeitraum: 2019–2025 • Erfolgreichstes Werk: Bad Guy (1 Million, Single, 2019) | 05.350.000 - Bad Guy (1.000.000, Single, 2019) - Lovely (600.000, Single, 2018) - When the Party’s Over (400.000, Single, 2018) - Everything I Wanted (400.000, Single, 2019) - When We All Fall Asleep, Where Do We Go? (300.000, Studioalbum, 2019) - What Was I Made For? (300.000, Single, 2023) - Birds of a Feather (600.000, Single, 2024) - Ocean Eyes (200.000, Single, 2015) - Bellyache (200.000, Single, 2017) - You Should See Me in a Crown (200.000, Single, 2018) - Bury a Friend (200.000, Single, 2019) - No Time to Die (200.000, Single, 2020) - Therefore I Am (200.000, Single, 2020) - Happier Than Ever (200.000, Single, 2021) - Hit Me Hard and Soft (150.000, Studioalbum, 2024) - Don’t Smile at Me (100.000, Studioalbum, 2017) - Happier Than Ever (100.000, Studioalbum, 2021) |
| 115  |      | Simply Red                                        | • Genre: Blue-Eyed Soul/Pop • Zertifizierungszeitraum: 1986–2013 • Erfolgreichstes Werk: Stars (1,25 Millionen, Studioalbum, 1991) | 05.350.000 - Stars (1.250.000, Studioalbum, 1991) - Picture Book (750.000, Studioalbum, 1985) - Men and Women (500.000, Studioalbum, 1987) - A New Flame (500.000, Studioalbum, 1989) - Life (500.000, Studioalbum, 1995) - Greatest Hits (500.000, Kompilation, 1996) - Love and the Russian Winter (300.000, Studioalbum, 1999) - Fairground (250.000, Single, 1995) - Blue (250.000, Studioalbum, 1998) - Home (200.000, Studioalbum, 2003) - Simply Red 25: The Greatest Hits (200.000, Kompilation, 2008) - It’s Only Love (150.000, Kompilation, 2000) |
| 117  |      | Post Malone                                       | • Genre: Contemporary R&B/Hip-Hop • Zertifizierungszeitraum: 2018–2025 • Erfolgreichstes Werk: Rockstar (1,2 Millionen, Single, 2017; feat. 21 Savage) | 05.300.000 - Rockstar (1.200.000, Single, 2017; feat. 21 Savage) - Sunflower (600.000, Single, 2018; feat. Swae Lee) - Circles (600.000, Single, 2019) - Better Now (400.000, Single, 2018) - Chemical (300.000, Single, 2023) - Fortnight (300.000, Single, 2024; Taylor Swift feat. Post Malone) - White Iverson (200.000, Single, 2015) - Go Flex (200.000, Single, 2016) - Congratulations (200.000, Single, 2016; feat. Quavo) - I Fall Apart (200.000, Single, 2017) - Psycho (200.000, Single, 2018; feat. Ty Dolla Sign) - Jackie Chan (200.000, Single, 2018; Tiësto & Dzeko feat. Preme & Post Malone) - Wow (200.000, Single, 2018) - Goodbyes (200.000, Single, 2019; feat. Young Thug) - Stoney (100.000, Studioalbum, 2016) - Beerbongs & Bentleys (100.000, Studioalbum, 2018) - Hollywood’s Bleeding (100.000, Studioalbum, 2019) |
| 117  |      | Elvis Presley                                     | • Genre: Rock ’n’ Roll • Zertifizierungszeitraum: 1978–2024 • Erfolgreichstes Werk: Love Me Tender (2 Millionen, Single, 1956) | 05.300.000 - Love Me Tender (2.000.000, Single, 1956) - It’s Now Or Never (1.000.000, Single, 1960) - In the Ghetto (500.000, Single, 1969) - Elvis Forever (500.000, Kompilation, 1974) - Elv1s – 30 #1 Hits (450.000, Kompilation, 2002) - Jailhouse Rock (300.000, Single, 1957) - Can’t Help Falling in Love (300.000, Single, 1961) - Elvis Love Songs (250.000, Kompilation, 1979) |
| 119  |      | Nelly Furtado                                     | • Genre: Pop/Worldbeat • Zertifizierungszeitraum: 2002–2025 • Erfolgreichstes Werk: Loose (1,2 Millionen, Studioalbum, 2006) | 05.250.000 - Loose (1.200.000, Studioalbum, 2006) - Say It Right (900.000, Single, 2007) - All Good Things (Come to an End) (600.000, Single, 2006) - Promiscuous (450.000, Single, 2006; feat. Timbaland) - Give It to Me (450.000, Single, 2007; Timbaland feat. Nelly Furtado & Justin Timberlake) - Folklore (400.000, Studioalbum, 2003) - Maneater (300.000, Single, 2006) - Broken Strings (300.000, Single, 2008; James Morrison feat. Nelly Furtado) - Whoa, Nelly! (150.000, Studioalbum, 2000) - Powerless (Say What You Want) (150.000, Single, 2003) - Morning After Dark (150.000, Single, 2009; Timbaland feat. Nelly Furtado & SoShy) - Mi plan (100.000, Studioalbum, 2009) - The Best of Nelly Furtado (100.000, Kompilation, 2010) |
| 119  |      | Andreas Gabalier                                  | • Genre: Volkstümliche Musik • Zertifizierungszeitraum: 2012–2023 • Erfolgreichstes Werk: Hulapalu (1,2 Millionen, Single, 2016) | 05.250.000 - Hulapalu (1.200.000, Single, 2016) - Home Sweet Home (700.000, Studioalbum, 2013) - I sing a Liad für di (600.000, Single, 2011) - Amoi seg’ ma uns wieder (600.000, Single, 2014) - Volks-Rock‘n’Roller Live (500.000, Livealbum, 2012) - Herzwerk (400.000, Studioalbum, 2010) - Mountain Man (300.000, Studioalbum, 2015) - MTV Unplugged (300.000, Livealbum, 2016) - Da komm’ ich her (200.000, Studioalbum, 2009) - Volks-Rock‘n’Roller (200.000, Studioalbum, 2011) - Vergiss mein nicht (100.000, Studioalbum, 2018) - 10 Jahre – Best of Volks-Rock‘n’Roller (100.000, Kompilation, 2019) - MTV Unplugged (50.000, Videoalbum, 2016) |
| 121  |      | The Black Eyed Peas                               | • Genre: Dance-Pop/Hip-Hop/Pop-Rap/R&B • Zertifizierungszeitraum: 2003–2024 • Erfolgreichstes Werk: I Gotta Feeling (1,2 Millionen, Single, 2009) | 05.200.000 - I Gotta Feeling (1.200.000, Single, 2009) - Where Is the Love? (750.000, Single, 2003; feat. Justin Timberlake) - The Time (Dirty Bit) (450.000, Single, 2010) - The E.N.D. (400.000, Studioalbum, 2009) - Shut Up (300.000, Single, 2003) - Meet Me Halfway (300.000, Single, 2009) - Elephunk (200.000, Studioalbum, 2003) - Monkey Business (200.000, Studioalbum, 2005) - Ritmo (Bad Boys for Life) (200.000, Single, 2019; feat. J Balvin) - Mamacita (200.000, Single, 2020; feat. Ozuna & J. Rey Soul) - Let’s Get It Started (150.000, Single, 2004) - My Humps (150.000, Single, 2005) - Pump It (150.000, Single, 2006) - Mas que nada (150.000, Single, 2006; Sérgio Mendes feat. The Black Eyed Peas) - Boom Boom Pow (150.000, Single, 2009) - Just Can’t Get Enough (150.000, Single, 2011) - The Beginning (100.000, Studioalbum, 2010) |
| 121  |      | Guns N’ Roses                                     | • Genre: Hard Rock/Sleaze Rock • Zertifizierungszeitraum: 1990–2024 • Erfolgreichstes Werk: Use Your Illusion II (1,25 Millionen, Studioalbum, 1991) | 05.200.000 - Use Your Illusion II (1.250.000, Studioalbum, 1991) - Use Your Illusion I (1.000.000, Studioalbum, 1991) - Sweet Child o’ Mine (600.000, Single, 1988) - Appetite for Destruction (500.000, Studioalbum, 1987) - Welcome to the Jungle (250.000, Single, 1987) - G N’ R Lies (250.000, Studioalbum, 1988) - Paradise City (250.000, Single, 1988) - November Rain (250.000, Single, 1992) - Knockin’ on Heaven’s Door (250.000, Single, 1992) - The Spaghetti Incident? (250.000, Studioalbum, 1993) - Greatest Hits (200.000, Studioalbum, 2004) - Chinese Democracy (100.000, Studioalbum, 2008) - Use Your Illusion I: World Tour – 1992 in Tokyo (25.000, Videoalbum, 1992) - Use Your Illusion II: World Tour – 1992 in Tokyo (25.000, Videoalbum, 1992) |
| 123  |      | Bryan Adams                                       | • Genre: Rock • Zertifizierungszeitraum: 1986–2023 • Erfolgreichstes Werk: So Far So Good (1 Million, Kompilation, 1993) | 05.100.000 - So Far So Good (1.000.000, Kompilation, 1993) - Summer of ’69 (750.000, Single, 1985) - (Everything I Do) I Do It for You (500.000, Single, 1991) - Waking Up the Neighbours (500.000, Studioalbum, 1991) - Reckless (250.000, Studioalbum, 1984) - Christmas Time (250.000, Single, 1985) - Please Forgive Me (250.000, Single, 1993) - All for Love (250.000, Single, 1993) - Have You Ever Really Loved a Woman? (250.000, Single, 1995) - 18 til I Die (250.000, Studioalbum, 1996) - MTV Unplugged (250.000, Studioalbum, 1997) - On a Day Like Today (250.000, Studioalbum, 1998) - The Best of Me (150.000, Kompilation, 1999) - Room Service (100.000, Studioalbum, 2004) - Anthology (100.000, Kompilation, 2005) |
| 124  |      | Udo Jürgens                                       | • Genre: Chanson/Schlager • Zertifizierungszeitraum: 1978–2025 • Erfolgreichstes Werk: Merci, Chérie (1 Million, Single, 1966) | 05.075.000 - Merci, Chérie (1.000.000, Single, 1966) - Griechischer Wein (600.000, Single, 1974) - Buenos dias, Argentina (500.000, Gemeinschaftsalbum, 1978; mit Deutsche Fußballnationalmannschaft ’78) - Best Of (400.000, Kompilation, 2009) - Udo ’70 (250.000, Studioalbum, 1969) - Meine Lieder (250.000, Studioalbum, 1974) - Udo ’75 – Ein neuer Morgen (250.000, Studioalbum, 1975) - Hautnah (250.000, Studioalbum, 1984) - Aber bitte mit Sahne – Seine größten Hits (250.000, Kompilation, 1994) - Ich war noch niemals in New York (250.000, Single, 2001) - Mitten im Leben – Das Tribute-Album (200.000, Tributealbum, 2014) - Merci, Udo! (200.000, Kompilation, 2016) - Mit 66 Jahren (Was wichtig ist…) (150.000, Kompilation, 2000) - Jetzt oder nie (100.000, Studioalbum, 2005) - Einfach ich (100.000, Studioalbum, 2008) - Der ganz normale Wahnsinn (100.000, Studioalbum, 2011) - Mitten im Leben (100.000, Studioalbum, 2014) - Das letzte Konzert – Zürich 2014 (100.000, Livealbum, 2015; mit Pepe Lienhard Orchester) - Das letzte Konzert – Zürich 2014 (25.000, Videoalbum, 2015; mit Pepe Lienhard Orchester) |
| 125  |      | Frank Farian                                      | • Genre: Euro Disco/Eurodance/Pop/Schlager • Zertifizierungszeitraum: 1976–2023 • Erfolgreichstes Werk: Daddy Cool (800 Tausend, Autor/Produzent, 1976; Interpretation: Boney M.) | 05.050.000 - Daddy Cool (800.000, Autor/Produzent, 1976; Interpretation: Boney M.) - Rivers of Babylon (500.000, Autor/Produzent, 1978; Interpretation: Boney M.) - Girl I’m Gonna Miss You (500.000, Autor/Produzent, 1989; Interpretation: Milli Vanilli) - Where Do You Go (500.000, Autor/Produzent, 1996; Interpretation: No Mercy) - Barbra Streisand (300.000, Autor, 2010; Interpretation: Duck Sauce) - Rocky (250.000, Single, 1976) - Ma Baker (250.000, Autor/Produzent, 1977; Interpretation: Boney M.) - El Lute/Gotta Go Home (250.000, Autor/Produzent, 1979; Interpretation: Boney M.) - Girl You Know It’s True (250.000, Produzent, 1988; Interpretation: Milli Vanilli) - Keep on Running (250.000, Autor/Produzent, 1990; Interpretation: Milli Vanilli) - Sweet Dreams (Ola Ola E) (250.000, Produzent, 1994; Interpretation: La Bouche) - Be My Lover (250.000, Autor/Produzent, 1995; Interpretation: La Bouche) - When I Die (250.000, Autor/Produzent, 1996; Interpretation: No Mercy) - Tic, Tic Tac (Dance to Boi Bumba!) (250.000, Produzent, 1997; Interpretation: Chilli feat. Carrapicho) - Rasputin (Remix) (200.000, Autor/Produzent, 2021; Interpretation: Boney M. & Majestic) |
| 126  |      | Scorpions                                         | • Genre: Hard Rock/Heavy Metal • Zertifizierungszeitraum: 1984–2025 • Erfolgreichstes Werk: Crazy World (1 Million, Studioalbum, 1990) | 05.025.000 - Crazy World (1.000.000, Studioalbum, 1990) - Wind of Change (500.000, Single, 1991) - Best (500.000, Kompilation, 1999) - Face the Heat (350.000, Studioalbum, 1993) - Rock You Like a Hurricane (300.000, Single, 1984) - Lovedrive (250.000, Studioalbum, 1979) - Love at First Sting (250.000, Studioalbum, 1984) - World Wide Live (250.000, Livealbum, 1985) - Savage Amusement (250.000, Studioalbum, 1988) - Best of Rockers ’n’ Ballads (250.000, Kompilation, 1989) - Still Loving You (250.000, Remixalbum, 1992) - Pure Instinct (250.000, Studioalbum, 1996) - Sting in the Tail (200.000, Studioalbum, 2010) - Moment of Glory (150.000, Studioalbum, 2000; mit Berliner Philharmoniker) - Acoustica (150.000, Livealbum, 2001) - MTV Unplugged – in Athens (100.000, Livealbum, 2013) - MTV Unplugged – in Athens (25.000, Videoalbum, 2013) |